# Magnus Stenbock
Magnus Stenbock, född 12 maj 1665 i Jakobs församling i Stockholm, död 23 februari 1717 i Köpenhamn, var en svensk greve och militär. Han var en av befälhavarna inom den karolinska armén under det stora nordiska kriget och en framträdande gestalt inom Stenbocksätten. Han studerade vid Uppsala universitet och gick i svensk krigstjänst under Pfalziska tronföljdskriget, där han deltog i slaget vid Fleurus. Efter slaget befordrades han till överstelöjtnant, trädde i tysk-romersk tjänst som generaladjutant och ingick äktenskap med Eva Magdalena Oxenstierna, dotter till statsmannen Bengt Gabrielsson Oxenstierna. Åter i svensk tjänst blev han regementschef först i Wismar, senare för Kalmar regemente och Dalregementet.
I det stora nordiska kriget tjänade Stenbock under kung Karl XII i dennes fälttåg i Baltikum och Polen. Stenbock fick kungens uppmärksamhet när han i egenskap av direktör för generalkrigskommissariatet insamlade betydande penningmedel och livsmedel för den svenska arméns underhåll. År 1705 befordrades han till general i infanteriet och utsågs till guvernör över Skåne. På guvernörsposten uppvisade Stenbock sina administrativa färdigheter och organiserade Skånes försvar mot en dansk invasionsarmé, som han besegrade i slaget vid Helsingborg 1710. Under 1712 genomförde han ett fälttåg i norra Tyskland och besegrade en sachsisk-dansk armé i slaget vid Gadebusch, en prestation som gjorde att Stenbock befordrades till fältmarskalk. Hans karriär dalade efter hans skoningslösa ödeläggelse av staden Altona 1713. Då han omringades av övermäktiga allierade trupper blev Stenbock tvungen att kapitulera inför kung Fredrik IV av Danmark under belägringen av Tönning. Under fångenskapen i Köpenhamn avslöjade danskarna en hemlig flyktplan som Stenbock planerade att utföra och placerade honom på Kastellet. Där utsattes han för en ärekränkningskampanj av Fredrik IV och dog 1717 efter en lång tids sjukdom.
Stenbock var en god talare och var vid sidan av sina militära och administrativa yrken en skicklig målare och konsthantverkare. Hans militära framgångar bidrog till att det skapades en hjältekult kring honom i Sverige. Under nationalromantiken hyllades han bland svenska historiker, men även av kulturpersonligheter som Carl Snoilsky i dennes dikt "Stenbocks kurir". Hans namn finns på gator i flera svenska städer och 1901 invigdes en ryttarstaty av Stenbock vid Helsingborgs rådhus.

## Tidig levnad (1665–1680)

### Härkomst
Magnus Stenbock föddes den 12 maj 1665 i Jakobs församling i Stockholm. Han var det sjätte barnet till föräldrarna, riksrådet och fältmarskalken Gustaf Otto Stenbock (1614–1685) och Christina Catharina De la Gardie (1632–1704), dotter till riksmarsken Jakob De la Gardie och syster till rikskanslern Magnus Gabriel De la Gardie. Han fick sitt förnamn från sin morbror Magnus Gabriel. Magnus Stenbock föddes som greve, då Gustaf Otto Stenbock och hans bröder Fredrik och Erik förlänades grevlig värdighet av drottning Kristina år 1651. Ätten Stenbock härstammar från medeltiden, där den äldre grenen av ätten slocknade med Gustaf Olofsson Stenbocks död på 1490-talet. Dennes dotter Anna Gustafsdotter födde sonen Olof Arvidsson, som blev stamfadern till den yngre Stenbocksätten. De la Gardie härstammar från den franskfödde generalen Pontus De la Gardie, som blev svensk adelsman och friherre under 1570-talet.

### Barndom
Magnus Stenbock tillbringade stora delar av sin uppväxt med sina syskon i lustslottet Runsa i Uppland och vintrarna i Bååtska palatset på Blasieholmen i Stockholm. När han var 10 år blev hans far avsatt som riksamiral efter att denne ansetts ha misslyckats i sitt uppdrag och tvingades betala den utdragna flottupprustningen som uppgick till 200 000 daler silvermynt. Fadern kom att blidka kung Karl XI, som beslutade att halvera dennes böter och utnämnde honom till översteamiral och befälhavare i västra Sverige under skånska kriget. Efter kriget drabbades fadern av ytterligare ekonomiska efterräkningar som en följd av Karl XI:s reduktioner samt beslut om förmyndarräfsten och nedbrytandet av riksrådets gamla myndighet. Gustaf Otto Stenbock och Christina Catharina De la Gardie lyckades ta sig ur sin ekonomiska kris, men tvingades betala enorma summor och överlämna stora delar av familjens fastigheter och lantegendomar till kronan, och fick endast behålla Runsa, Torpa stenhus i Västergötland och Vapnö slott i Halland. Gustaf Otto Stenbock hade därmed fläckat namnet Stenbock och skadat kungens förtroende för familjen. Detta präglade Magnus Stenbocks liv på ett personligt plan, och motiverade honom till att återupprätta namnet Stenbock.

## Utbildning och militärtjänst (1680–1688)

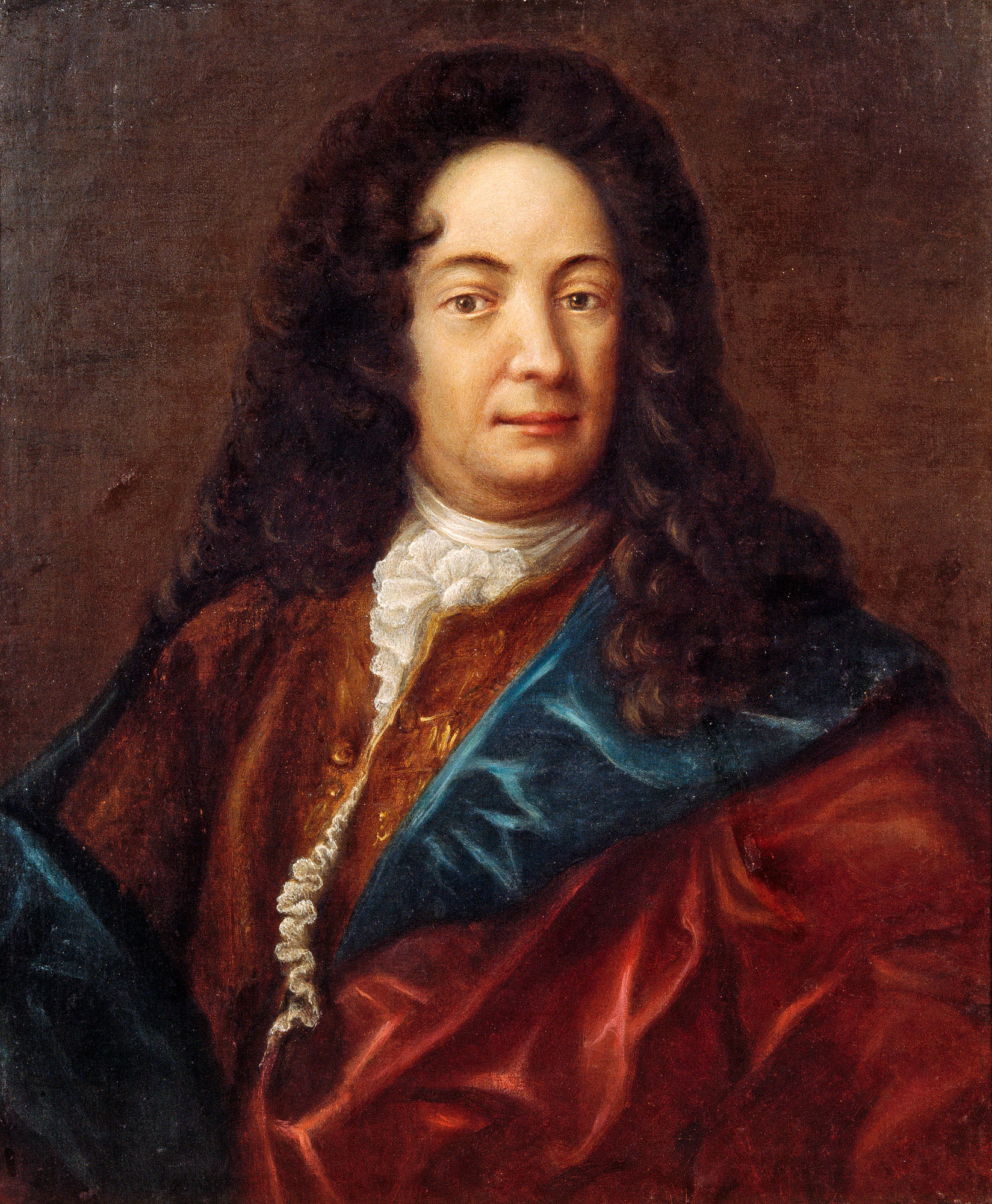
Olof Hermelin var Magnus Stenbocks informator mellan 1680 och 1684. Målning av Ludwig Weyandt.

Magnus Stenbock fick sin första hemundervisning 1671 av Haquin Spegel, som undervisade honom i kristendomen och läs- och skrivövningar på svenska och latin. Efter Spegel undervisades Stenbock av teologimagistern Erik Frykman, och efter honom av Uppsalastudenten Olof Hermelin, som mellan 1680 och 1684 hade ett stort inflytande på Stenbocks språkliga och intellektuella utveckling. Från Hermelin fick Stenbock praktiska övningar i retorik och undervisning i ledande kulturspråk som tyska och franska, antikens historia, geografi, statskunskap, juridik samt fysiska exercitier som fäktning, dans och ridning. Stenbock visade starkt intresse för geometri, speciellt inom fortifikation, och enligt Hermelin behärskade Stenbock redan i ett tidigt stadium en stor retorisk och språklig begåvning.
Under hösten 1682 inledde Stenbock studier på Uppsala universitet, där han tillsammans med Olof Hermelin fick åhöra föreläsningar av Olof Gardman, professor i romersk rätt, och Olof Rudbeck, professor i medicin. För att slutföra sin magisterexamen skulle Stenbock genomföra en lång bildningsresa, peregrination, i Västeuropa. Stenbock reste på våren 1684 med ett mindre följe, med Hermelin som hovmästare, som finansierades delvis av drottning Ulrika Eleonora. Första resmålet var Amsterdam, där Stenbock praktiserade sina språkkunskaper och tog lektioner inom svarvning. Han blev inspirerad av de holländska konstnärerna, och på sin lediga tid började Stenbock lära sig att måla hönor, gäss och andra fåglar på ett realistiskt och detaljrikt manér. Nästa resmål var Paris, där Stenbock tog privatlektioner i matematik av Jacques Ozanam. 1685 lämnade Hermelin Stenbock då Christina Catharina De la Gardie inte längre stödde Hermelin ekonomiskt.
Våren 1685 återvände Stenbock till Nederländerna för att ihop med sin kusin Aurora Königsmarck uppvakta greve Gustaf Carlsson, som var regementschef för ett holländskt regemente, och anhålla om en befattning som fänrik i dennes regemente. När Stenbock året därpå utverkade en holländsk fullmakt från Vilhelm av Oranien, kunde Stenbock påbörja sin militära karriär och avsluta sin peregrination. 1687 tjänstgjorde Stenbock i Stade i den svenska provinsen Bremen-Verden som kapten i ett tyskt värvat regemente under befäl av stadens kommendant, överste Mauritz Vellingk.

## Pfalziska tronföljdskriget (1689–1695)
I september 1688 blev Stenbock utnämnd till major i Nils Bielkes svenska hjälpkår i kriget mot Frankrike, även kallat Pfalziska tronföljdskriget. Sverige var på den tiden i en allians med Nederländerna i kraft av garantitraktaten från 1682. Karl XI beordrade att fem regementen skulle skickas till hjälp. I januari 1689 skickades Stenbock och den svenska hjälpkåren, under befäl av överstelöjtnant Johan Gabriel Banér, till Nijmegens garnison. Stenbock stannade i Nijmegen medan stora delar av de svenska hjälptrupperna skickades tillbaka till de svenska provinserna i Tyskland på grund av konflikter mellan Danmark och hertigdömet Holstein-Gottorp, som låg söder om Danmark och var allierat med Sverige. I början av juni skickades Stenbock och hans regemente till att sitta garnison i Maastricht. I september fick han tillstånd av furst Georg Fredrik av Waldeck att ansluta sig till den allierade fältarmén i egenskap av volontär. Några strider förekom inte och när den allierade armén gick i vinterkvarter reste Stenbock hem till Stockholm.

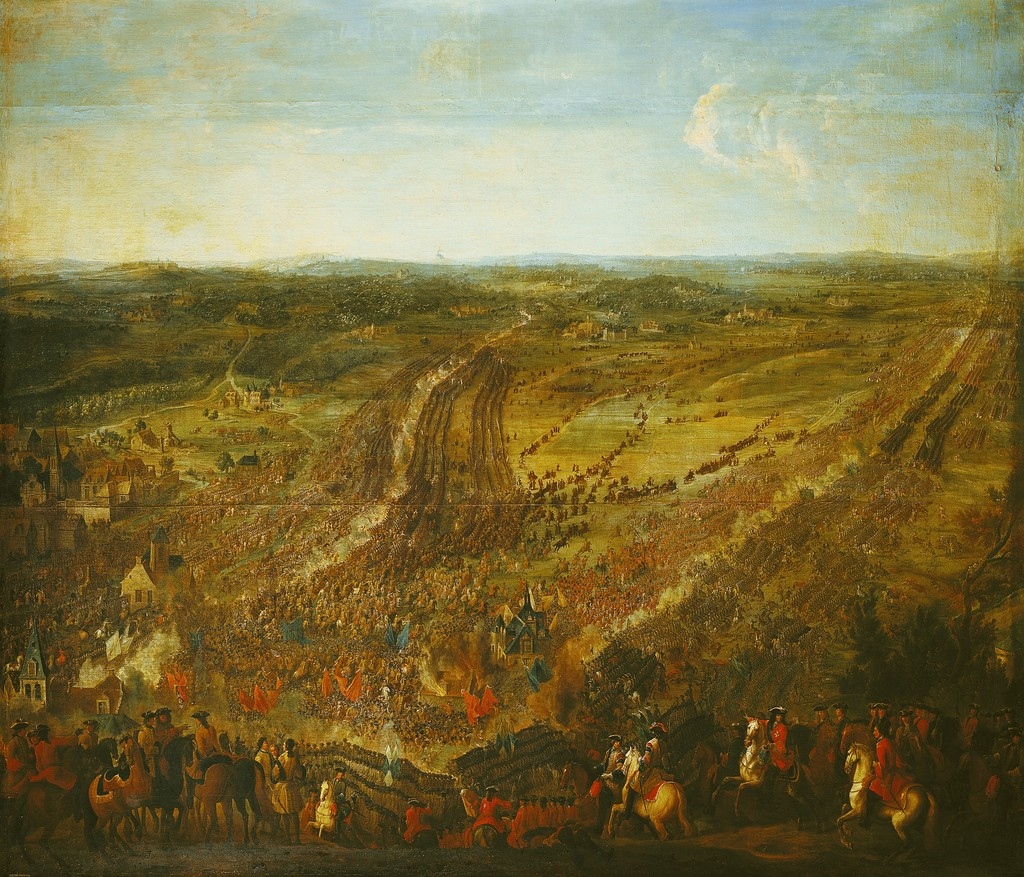
Slaget vid Fleurus (1690) av Pierre-Denis Martin.

I april 1690 återvände Stenbock till Maastricht, där han genast beordrades till fronten i Vallonien i Spanska Nederländerna, där de svenska hjälptrupperna förenades med furst Waldecks allierade armé på 38 000 man. Den 29 juni samma år fick Waldeck besked om att en fransk armé på 35 000 man under befäl av hertigen av Luxemburg befann sig i närheten av staden Fleurus, vilket kom som en stor överraskning i det allierade fältlägret. Dagen därefter tågade Waldecks armé mot floden Sambre och den 1 juli utspelades det blodiga slaget vid Fleurus. Stenbock stod med den svenska hjälpkåren på den allierade arméns högra flygel, och fick själv bevittna hur hela Waldecks armé blev besegrad av Luxemburgs trupper. Under reträtten tog Stenbock befälet över en svensk bataljon. Han lyckades ta sig själv och sin bataljon levande från slagfältet och tog samtidigt med sig franska krigsfångar och ett franskt standar. Förlusterna bland Waldecks trupper uppskattades till 20 000 man, och den svenska hjälpkåren blev tillintetgjord.
Efter slaget utnämndes Stenbock av Karl XI till överstelöjtnant i Mauritz Vellingks regemente i Stade. Där arbetade han med administrativa och disciplinära uppgifter för regementets dagliga verksamhet. Under våren 1692 avsändes en ny svensk hjälpkår till Heidelberg för att understödja de tyska trupperna vid Rhen, och hundratals man ur Vellingks regemente avdelades till kåren, däribland Stenbock. Stenbock fick i uppdrag att anhålla om genomresetillstånd hos fursten i Hessen-Kassel, Karl I. I början av juli 1692 beslutade befälhavaren för de allierade trupperna vid Rhen, markgreven Christian Ernst av Brandenburg-Bayreuth, att korsa floden för att möta den franske fältmarskalken Guy Aldonce de Durfort de Lorges i strid. Stenbock fick i uppdrag av markgreven att med 300 fotsoldater och två kanoner frakta en stor transportflotta via sjövägen från staden Gersheim, tjugofem kilometer söder om Mainz, till det allierade högkvarteret vid Ladenburg nära Neckars inflöde i Rhen. Färden till Gersheim genomfördes utan hinder, men halvvägs på återresan blev Stenbock beskjuten av franska artilleribatterier uppställda vid Westhofen, Mannheim och Worms. Trots smärre soldatförluster och flera skadade fartyg kunde Stenbock återvända till de allierades läger och operationen hyllades som en framgång.
I slutet av augusti korsade den allierade armén floden Rhen för att möta de franska trupperna vid den befästa staden Speyer. Efter två dagar av intensiv beskjutning från fransmännens sida tvingades de allierade trupperna till reträtt, och Stenbock hamnade bland trupperna som säkrade återtåget. I juni 1693 återvände Stenbock till Heidelberg och anmälde sig hos markgreven Ludvig Vilhelm av Baden, med vilken Stenbock deltog vid undsättningen av staden Heilbronn. Stenbock sökte tjänster i Celle, Hannover och Hessen-Kassel, och uppmuntrades av Ludvig Vilhelm att uppvakta kejsar Leopold I i Wien för att skaffa sig en kejserlig anställning. I september utnämndes Stenbock till kejserlig överste, dock utan regemente och var själv tvungen att värva nytt folk. Däremot utlovades Stenbock också en anställning som generaladjutant hos Ludvig Vilhelms armé och följde med i markgrevens krigsoperationer i Kurpfalz. Under våren 1695 skickades Stenbock av kejsaren till Stockholm för att till Karl XI framföra kejsarens krav på svenska hjälptrupper, men på grund av kungens förargelse över de kejserliga krigsoperationerna i hans eget arvrike Pfalz-Zweibrücken fick Stenbock avresa med oförrättat ärende. I september 1696 tog Stenbock avsked från markgreven och den kejserliga hären.

### Äktenskapet med Eva Magdalena Oxenstierna

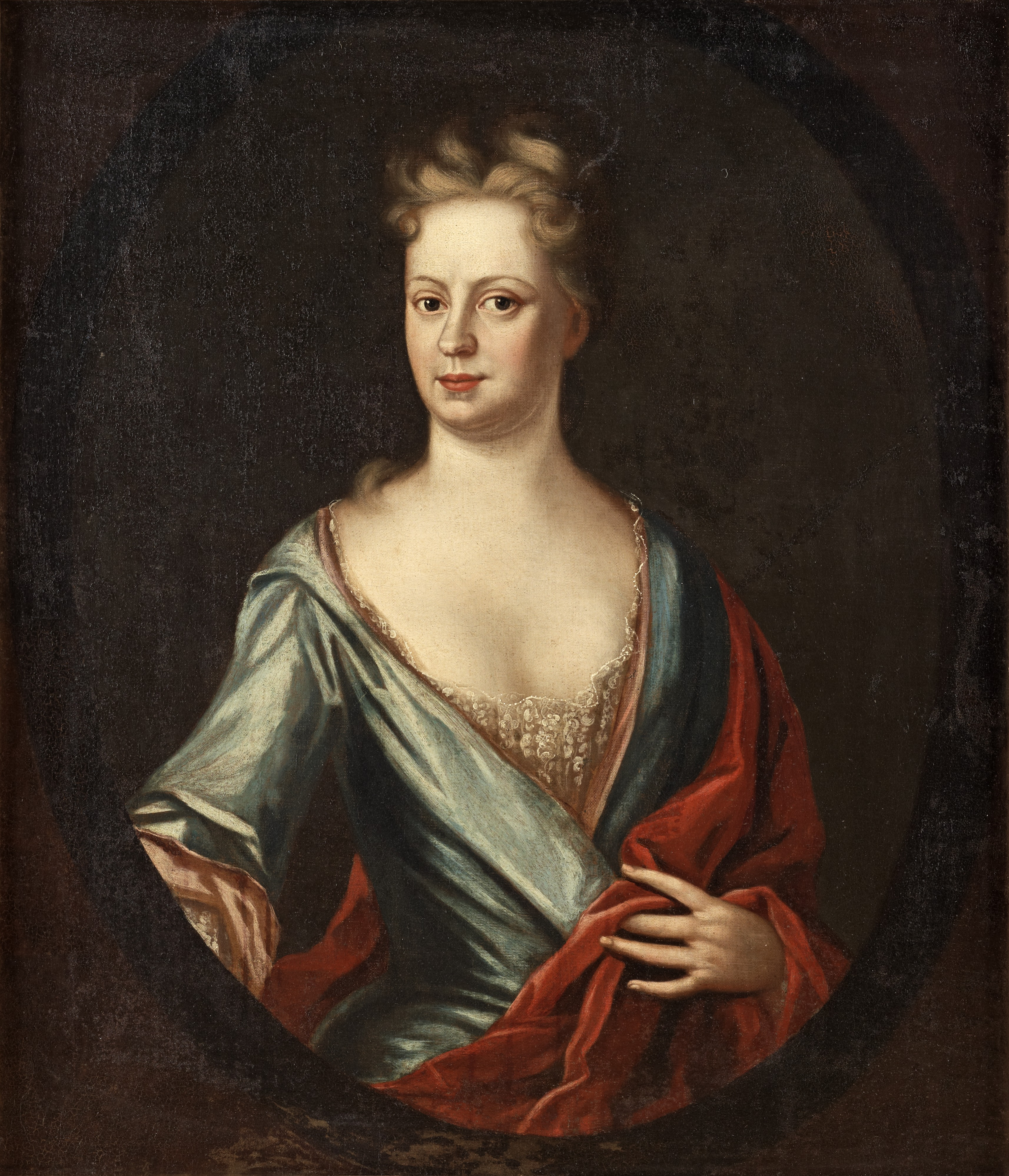
Eva Magdalena Oxenstierna af Korsholm och Wasa. Målning av David von Krafft (1655–1724).

Under sin vistelse i Stockholm 1686 uppvaktade Stenbock Eva Magdalena Oxenstierna af Korsholm och Wasa (1671–1722), dotter till kanslipresidenten Bengt Gabrielsson Oxenstierna och Magdalena Stenbock. Magnus och Eva brevväxlade med varandra under hans garnisonstjänst i Stade och i Nederländerna. Deras kärleksyttringar förmedlades å Stenbocks vägnar av hans mor och å Eva Oxenstiernas vägnar av båda hennes föräldrar och hennes äldre bror Bengt. Den 11 januari 1689 skrev han sitt friarbrev till henne. Som en del av arrangemanget skickade Stenbock den 29 mars 1689 sitt första självporträtt till henne. Eva tackade ja till hans frieri under senare delen av våren, i samband med att Stenbock fick Evas porträtt av hennes bror Bengt. I november reste Stenbock till Stockholm för att träffa sin blivande fru. Bröllopet ägde rum den 23 mars 1690, där medlemmarna i riksrådet och kungafamiljen deltog. Stenbock blev därmed en gunstling till Karl XI och i synnerhet till drottning Ulrika Eleonora. Stenbocks svärföräldrar kom att bistå Stenbocks fortsatta karriär, inklusive hans kejserliga anställning och hans utnämning till regementschef i olika svenska regementen. Bengt Oxenstierna kom även att använda honom i diplomatiska uppdrag för att kunna säkra sitt inflytande inom den svenska utrikespolitiken.
Magnus Stenbock och Eva Oxenstierna kom att förbli gifta under tjugosju år, men på grund av Stenbocks utlandskommendering före och under stora nordiska kriget levde makarna endast sju år tillsammans. De höll dock regelbunden brevkorrespondens och Eva besökte flera gånger Stenbock i hans olika fältläger. Under deras första tio år som gifta levde de av Stenbocks magra officerslön, men under 1700-talet kunde Stenbock samla på sig en förmögenhet. Han skickade pengarna, ihop med dyra inredningsdetaljer, till Eva, som hon använde för att köpa och inreda flera jordegendomar. Som godsägare i Sverige tog hon hand om såväl familjens ekonomi som barnens uppfostran.

## Regementschef (1695–1700)

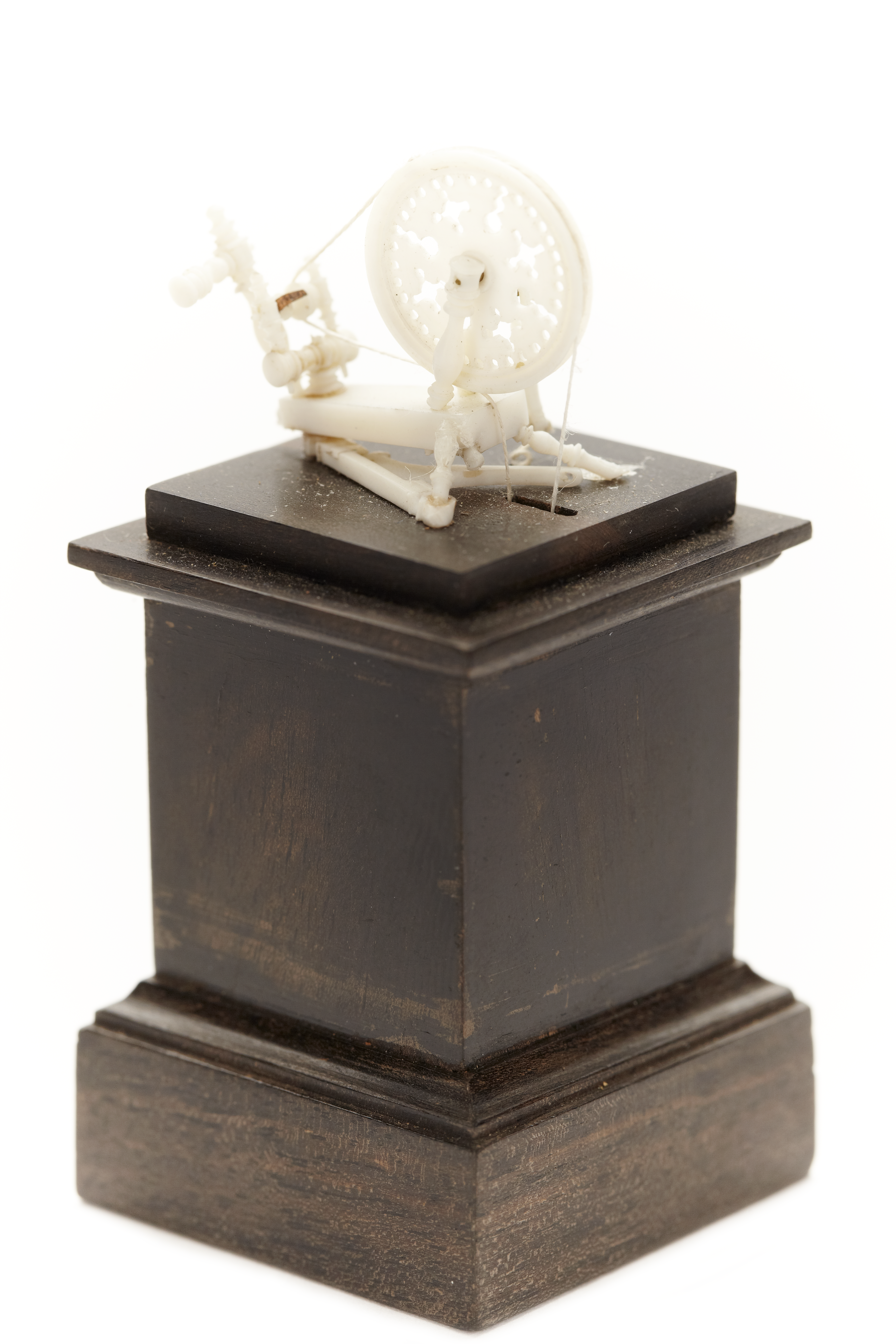
Miniatyrspinnrock svarvad av elfenben, monterad på kvadratisk sockel av ebenholts. Tillverkad av Magnus Stenbock och utställd i Skoklosters slott.

Under sin militära tjänst led Stenbock av växande ekonomiska problem, och var tvungen att skicka penningväxlar för sin familjs dagliga uppehälle, som vid Stenbocks kejserliga tjänst bodde i Frankfurt. Stenbock besökte Kassel, där han bjöds på en furstlig maskeradbal och fick flera gåvor från Karl I och arvprinsen Fredrik. Lantgreven erbjöd Stenbock en tjänst som överstallmästare och överste för ett hessiskt infanteriregemente. Av rädsla för sin ställning hos Karl XI valde Stenbock att tacka nej till lantgrevens anbud. I januari 1697 uppvaktade Stenbock kurfursten Fredrik III i dennes hov i Berlin för att indriva ett gammalt skuldbrev som hans far skickade till Brandenburg-Preussen år 1655. Efter Stenbocks audiens med kurfursten återbetalades halva beloppet, och de resterande 6 000 riksdalerna fick Stenbock ha innestående till ett senare tillfälle. Större delen av ersättningen skickade han till Berlin som penningväxel till hustrun. Därefter gav han sig tillbaka till Stade för att förbereda familjens ankomst, men på grund av sjukdomar och ekonomiska problem tvingades familjen stanna kvar i Frankfurt.
I april 1697 avled Karl XI efter en långvarig sjukdom (magkräfta), och efterträddes på tronen av sin son Karl XII. I slutet av maj samma år utnämndes Stenbock av den unge kungen till att efterträda Jakob von Kemphen som regementsöverste och kommendant i Wismar. Efter att ha inlöst en lönefordran på 3 000 riksdaler vid hovet i Wien kunde Stenbock betala sin familjs skulder till Frankfurts kreditorer och i augusti kunde familjen flytta in i kommendantresidenset i Wismar. På kommendantsposten ansvarade Stenbock för upprustningen av Wismars försvar och hans regemente i staden bestod av omkring 1 000 värvade tyska fotsoldater. Där tillbringade också Stenbock med att författa Den svenska knekteskolan, en krigshandbok som i sex kapitel avhandlade olika infanteritaktiker, marschtekniker, brukning av militära hinder och grundläggande fortifikationskonst. Stenbock kom dock aldrig att slutföra skriften. Den 2 januari 1699 utnämndes Stenbock till överste och chef för Kalmar regemente. Några veckor senare flyttade Stenbock och hans familj till överstebostället Kronobäck i Småland. Den 16 februari 1700 utnämndes Stenbock av kungen till överste för Dalregementet. Detta möjliggjordes tack vare statssekreteraren Carl Piper efter hans fru Christina Pipers rekommendation, då Magdalena Stenbock hade skänkt sina dyrbara örhängen till henne. Innan Stenbock kunde flytta in i sitt nya översteboställe i Näs kungsgård nära Dalälven hade hans regemente fått uppbrottsorder till Skåne, i samband med inledningen av stora nordiska kriget.

## Stora nordiska kriget (1700–1713)

### Krigsutbrottet
Den 12 februari 1700 inleddes stora nordiska kriget i och med att Polens kung och Sachsens kurfurste August II och hans sachsiska trupper korsade floden Düna och belägrade staden Riga i Livland. Samtidigt med August II:s angrepp beordrade kung Fredrik IV av Danmark sina danska trupper att invadera Holstein-Gottorp. Ryssland bröt freden först i augusti samma år. I september invaderade ryska trupper under tsar Peter I Ingermanland och inledde en belägring av Narva.
Stenbock fick order om att omedelbart ansluta sig till sitt regemente som var i rörelse mot Skåne. Han ordnade en anständig fältutrustning i Stockholm och anslöt till sitt regemente i Köping. Stenbock tog farväl av sin familj i Växjö och i juli anlände hans regemente till Landskrona för att där invänta embarkering för vidare transport till Själland. Den 25 juli landsteg svenska trupper under kungens ledning vid Humlebæk, där de danska försvararna drevs på flykt och svenskarna etablerade ett brohuvud. Två veckor efter landstigningen anlände Stenbock och Dalregementet, och de svenska trupperna på Själland växte till omkring 10 000 man. Detta tvingade Fredrik IV att dra sig ur kriget den 8 augusti 1700 under freden i Traventhal. Stenbock och hans regemente skeppades tillbaka till Skåne i slutet av augusti.
I början av oktober avseglade Stenbock med Dalregementet till Pärnu och anslöt sig till Karl XII och den svenska huvudarmén i marschen mot Narva. Den 20 november anlände den svenska huvudarmén till Narvas utkanter. Under framskjuten spaning fick de veta att ryssarna, som uppgick till omkring 30 000 soldater och tusentals trosspersonal, hade byggt en lång befästningsvall som sträckte sig i en halvcirkel från norr till söder om staden. Generallöjtnant Carl Gustaf Rehnskiöld hade befäl över armén. Han utarbetade en stridsplan som gick ut på att två kolonner skulle anfalla och bryta igenom befästningsvallen, för att sedan vika av åt var sitt håll och rulla upp den ryska försvarslinjen så att den ryska armén blev fången i två fickor mot Narvafloden. Rehnskiöld själv skulle leda den vänstra kolonnen, medan general Otto Vellingk ledde den högra kolonnen. Inom Rehnskiölds kolonn fick Stenbock specialuppdraget att anföra en mindre stormkolonn om 516 man, bestående av ett femtiotal grenadjärer, en bataljon dalkarlar (Dalregementet) och en understödjande bataljon ur ett finskt tremänningsregemente. Stenbock skulle med sin kolonn gå i spetsen för den första svenska anfallsvågen.

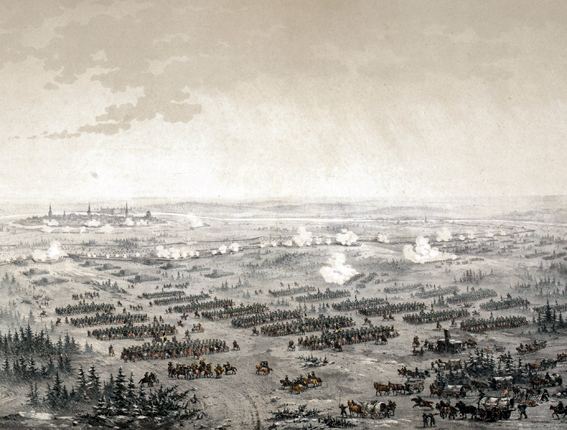
Slaget vid Narva (1870) av Otto August Mankell.

På eftermiddagen den 20 november framryckte de två svenska kolonnerna mot den ryska befästningsvallen. Svenskarna doldes av en yrande snöstorm som blåste ryssarna i ansiktet. Svenskarna bröt sig våldsamt in i de ryska befästningarna, och de båda inbrytningarna av befästningsvallen skapade fullständig panik i de ryska leden. Efter en vild flykt undan svenskarna valde den ryska armén att kapitulera, och efter underhandlingar fick de avtåga tillbaka till Ryssland. Omkring 9 000 ryska soldater stupade under slaget, och hela den ryska arméledningen tillfångatogs, medan de svenska förlusterna uppskattades till runt 1 900 soldater. I Stenbocks kolonn hade omkring 60 stupat och 149 var svårt sårade; Stenbock själv fick en skottskada i benet. I ett brev till sin hustru nämner Stenbock att "nästan alla officerare är blesserade (sårade)" i hans regemente. Ryssarnas befälhavare, hertig Charles Eugène de Croÿ, ihop med flera högre officerare kapitulerade inför Stenbock, som personligen förde fångarna till kungens läger.

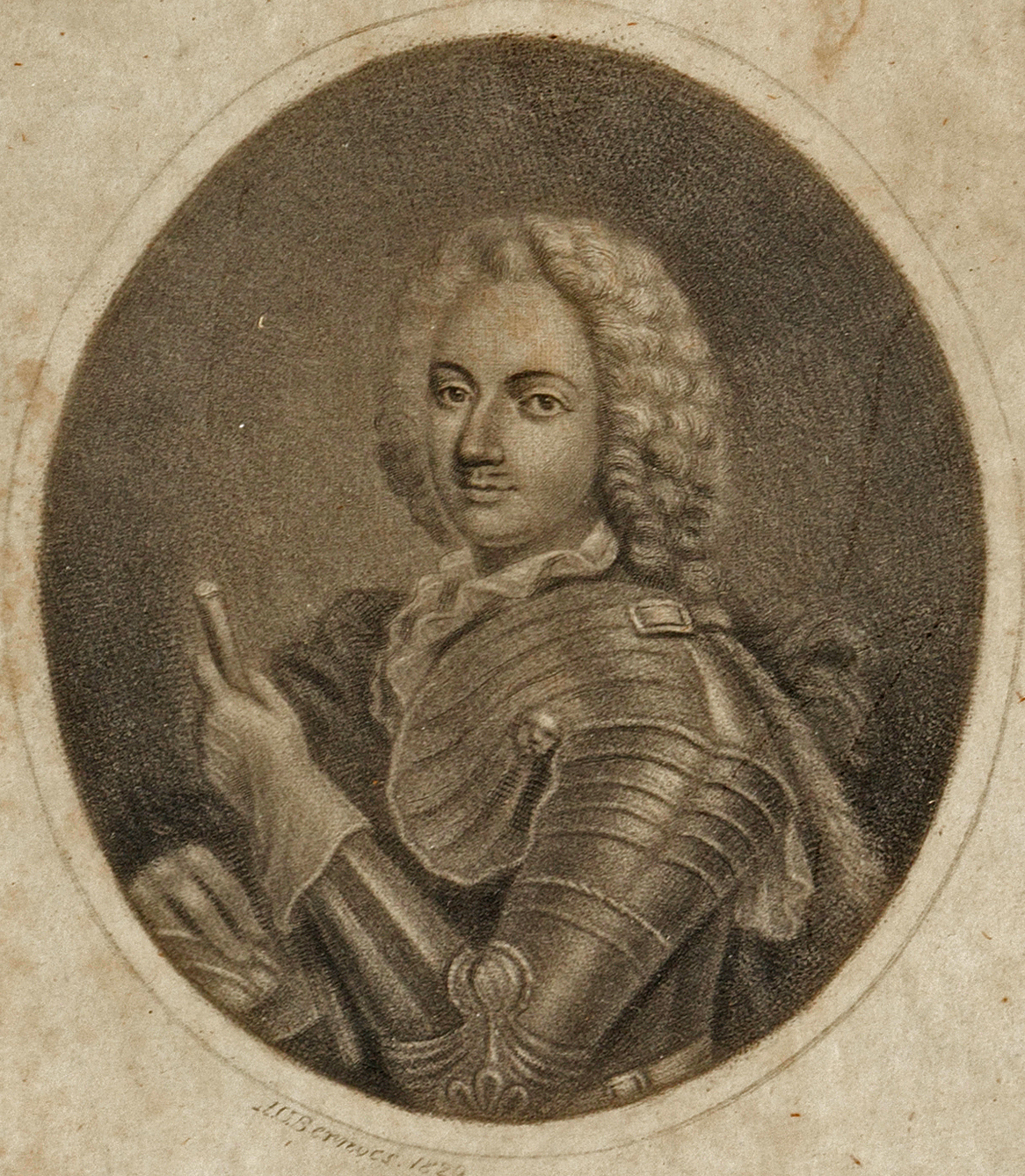
Magnus Stenbock (1820) av Anton Ulrik Berndes.

Efter slaget höll Stenbock sig sängliggande i två veckor. Bara några dagar efter slaget kom Karl XII till hans sjuksäng, gratulerade Stenbock för hans tapperhet i slaget och befordrade honom på platsen till generalmajor i infanteriet. Av hans regemente fanns det enbart 200 friska soldater kvar, medan de övriga antingen var sjuka eller sårade. Under december gick den svenska huvudarmén i vinterkvarter utanför staden Dorpat och det förfallna slottet Lais. På vägen till Lais färdades Stenbock i Carl Pipers vagn, vilket betecknades som en statusmarkör om att Stenbock nu stod i kungens innersta krets. Den 25 december fick Stenbock order av Karl XII att med 600 man och fyra kanoner genast gå in i ryskt territorium och försöka inta staden Gdov på andra sidan av Peipussjön. Den 29 december påbörjade Stenbock sin marsch i spetsen för 300 finska ryttare och lika många fotsoldater, mestadels dalkarlar som åkte fem på var släde. Efter fem dagar stötte de på ett avantgarde om cirka 300 ryska dragoner. Med hjälp av fältartilleriet kunde Stenbock slå tillbaka ryssarnas anfall och fortsätta marschen. På natten efter striden blev Stenbocks trupper hårt drabbade av en snöstorm. Med överväldigande ryska trupper utposterade runtom dem, kombinerat med den ihållande kylan, tvingades Stenbock att avbryta operationen och tåga tillbaka till estnisk mark. Han brände ner byarna i området kring Gdov, och efter flera skärmytslingar med ryska strövkårer var Stenbock och hans trupper i säkerhet den 6 januari 1701. Vid återkomsten till det kungliga lägret var endast 100 av hans 600 soldater stridsdugliga.
Hela vintern och våren 1701 tillbringade Stenbock med att uppvakta Karl XII och rusta upp sitt regemente. Den 28 januari samlades den svenska krigsledningen i Stenbocks kvarter vid godset Laisholm, där Stenbock med sitt regemente ordnade en stor festmåltid och ett teaterskådespel med sånger som hyllade Karl XII och hans seger vid Narva. Vid den här tiden fick Stenbock smeknamn av Karl XII som "Måns Bock", "Måns Lurifax" och "Bocken". Den 8 mars samma år ordnade Stenbock ett avancerat snöbollskrig där hundratals soldater drabbade samman i en simulerad belägringssituation, som sedan avslutades med att Stenbock exercerade sina dalkarlar inför kungen. Stenbocks projekt uppskattades väldigt mycket av kungen, som förärade Stenbock med en ståtlig häst och utnämnde honom till generalinspektör över samtliga infanteriregementenas exerciser under vinteruppehållet. Hans exerciser, som delvis baserades på hans egna manuskript till Den svenska knekteskolan, lade grunden till ett nytt infanterireglemente som utfärdades på våren 1701. Stenbock fick även beröm för sina aktiviteter av Bengt Oxenstierna i dennes brev, som uppmanade Stenbock att framföra sina råd och synpunkter till kungen för att skapa fred med de fientliga staterna och bibehålla den europeiska maktbalansen.

### Fälttåget i Polen
Med förstärkningar från fastlandet lämnade den svenska huvudarmén sitt vinterkvarter i juni och marscherade ner mot Riga för att möta August II:s sachsiska och ryska trupper. Den 7 juli stod armén utanför Riga, och Karl XII och Rehnskiöld planerade att gå över floden Düna precis intill staden och möta August II:s trupper på andra sidan. I den svenska stridsplaneringen, där Carl Magnus Stuart och Erik Dahlbergh var delaktiga, beslutade man att samla landstigningsbåtar nära Riga och konstruera flytande kanonblockhus som med infanteriförband skulle landstiga på motsatta stranden och etablera ett brohuvud. Under flodövergången den 9 juli bistod Stenbock i konstruktionen av en flottbro så att kavalleriet kunde föras över floden. Men det starka strömdraget gjorde att flottbron förstördes och reparationen kom att ta alltför lång tid innan den kunde få någon avgörande betydelse för stridens utfall. Flodövergången blev en framgång, men Stenbocks insats hamnade efteråt i skymundan. Huvudarmén ockuperade Kurland och slog vinterkvarter vid slottet Würgen utanför Libau.
Då Karl XII inte lyckades besegra August II under Dünaoperationen, beslutade han att genomföra ett fälttåg på polskt territorium för att utmanövrera August II:s trupper och få ryggen tryggad innan han kunde genomföra en offensiv mot Ryssland. Stenbock fick en promemoria om kriget och det utrikespolitiska läget av Bengt Oxenstierna, som kort innan sin död anförtrodde Stenbock att presentera den inför Karl XII och övertala kungen att avsluta sitt mellanhavande med August II och istället rikta sin uppmärksamhet mot den ryska gränsen. Karl XII gick dock sin egen väg och i slutet av januari 1702 gick den svenska huvudarmén in i den litauiska delen av Polen. Karl XII marscherade mot Warszawa med huvuddelen av armén, medan Stenbock och Dalregementet i mars sändes mot Vilnius med generalmajor Carl Mörner och Östgöta kavalleriregemente. Stenbocks och Mörners uppgift var att dels jaga efter Grzegorz Antoni Ogiński och Michał Serwacy Wiśniowieckis trupper, dels för att indriva kontributioner till huvudarméns underhåll. Vilnius intogs i slutet av mars, och den svenska garnisonen fick snart nya förstärkningar. Den 6 april överrumplades garnisonen av Wiśniowieckis trupper och hamnade i en våldsam strid innanför Vilnius. Angriparna jagades dock på flykten och förlorade 100 man, medan den svenska garnisonen förlorade 50 man.

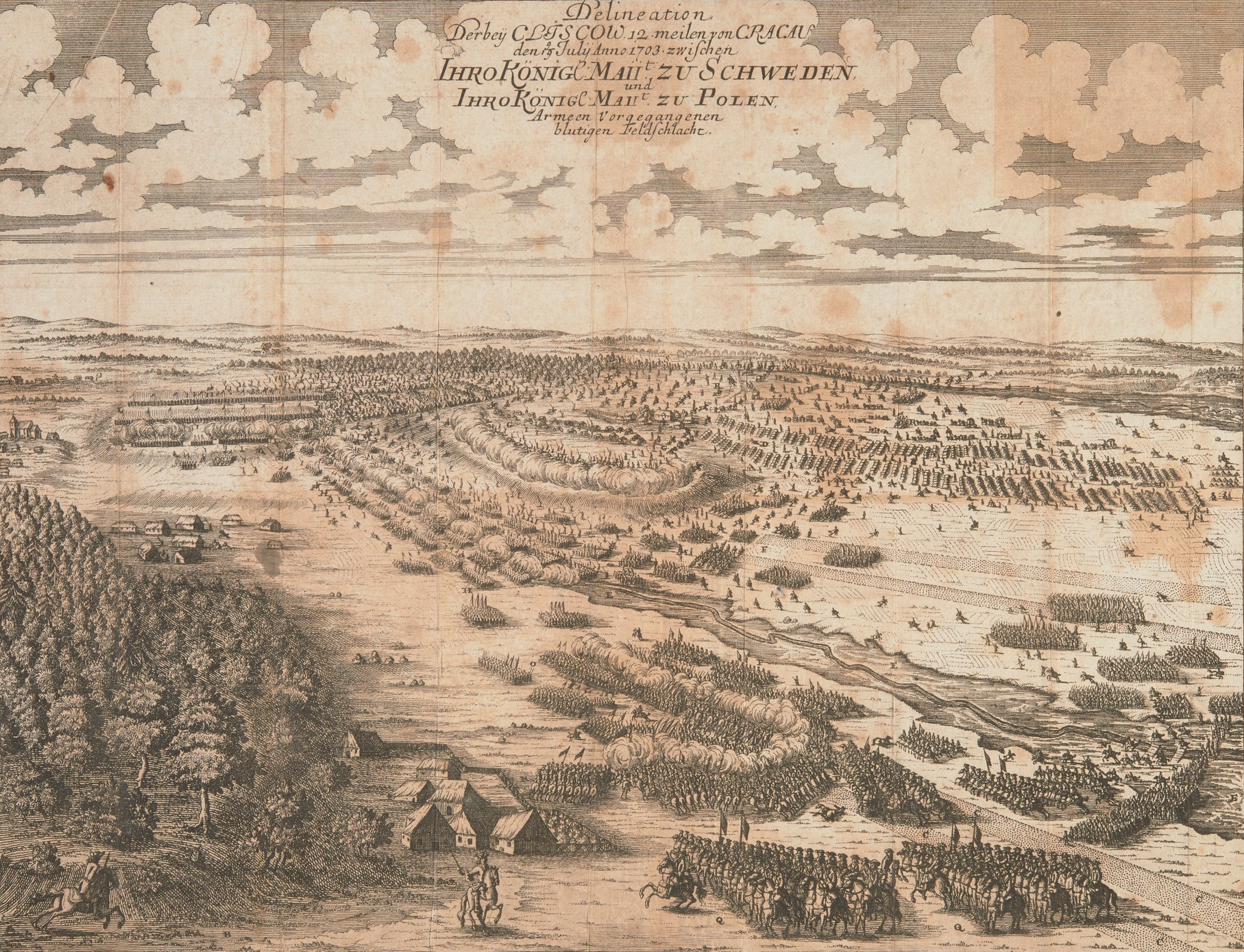
Slaget vid Kliszów (1703) av okänd konstnär.

Mörner och Stenbock fick order om att föra sina 4 000 soldater från Vilnius till Warszawa. Förflyttningen i det inre Polen försvårades dels av skärmytslingar med Wiśniowieckis strövkårer, dels på grund av de breda polska floderna. Vid flera tillfällen använde Stenbock sina färdigheter i ingenjörskonst till att bygga broar runtom i Polen, och Dalregementet tjänade som ingenjörtrupper både i Stenbocks och i Karl XII:s marscher. I juli 1702 kom Karl XII och hans huvudarmé ikapp August II vid byn Kliszów nordöst om Kraków. Mörner och Stenbock fick order om att förena sig med huvudarmén vid Kliszów, vilket skedde på kvällen den 8 juli. På morgonen den 9 juli anföll Karl XII och huvudarmén August II:s sachsiska och polska trupper. Stenbock placerades i den första anfallslinjen i mitten med infanteriet, som stod under generallöjtnant Bernhard von Liewens befäl. Då sachsiska och polska ryttare anföll den svenska vänsterflygeln bestämde sig Karl XII för att förstärka den med några ryttarskvadroner och med Stenbock och Dalregementet. Ryttaranfallet slogs tillbaka och den svenska huvudstyrkan ryckte fram till det sachsiska fältlägret, erövrade det sachsiska artilleriet och hotade att omringa den sachsiska centern. August II tvingades till reträtt och förlorade omkring 4 000 soldater, medan de svenska förlusterna uppskattades till 1 100 man. Stenbock kallade striden för den svåraste han någonsin hade upplevt.

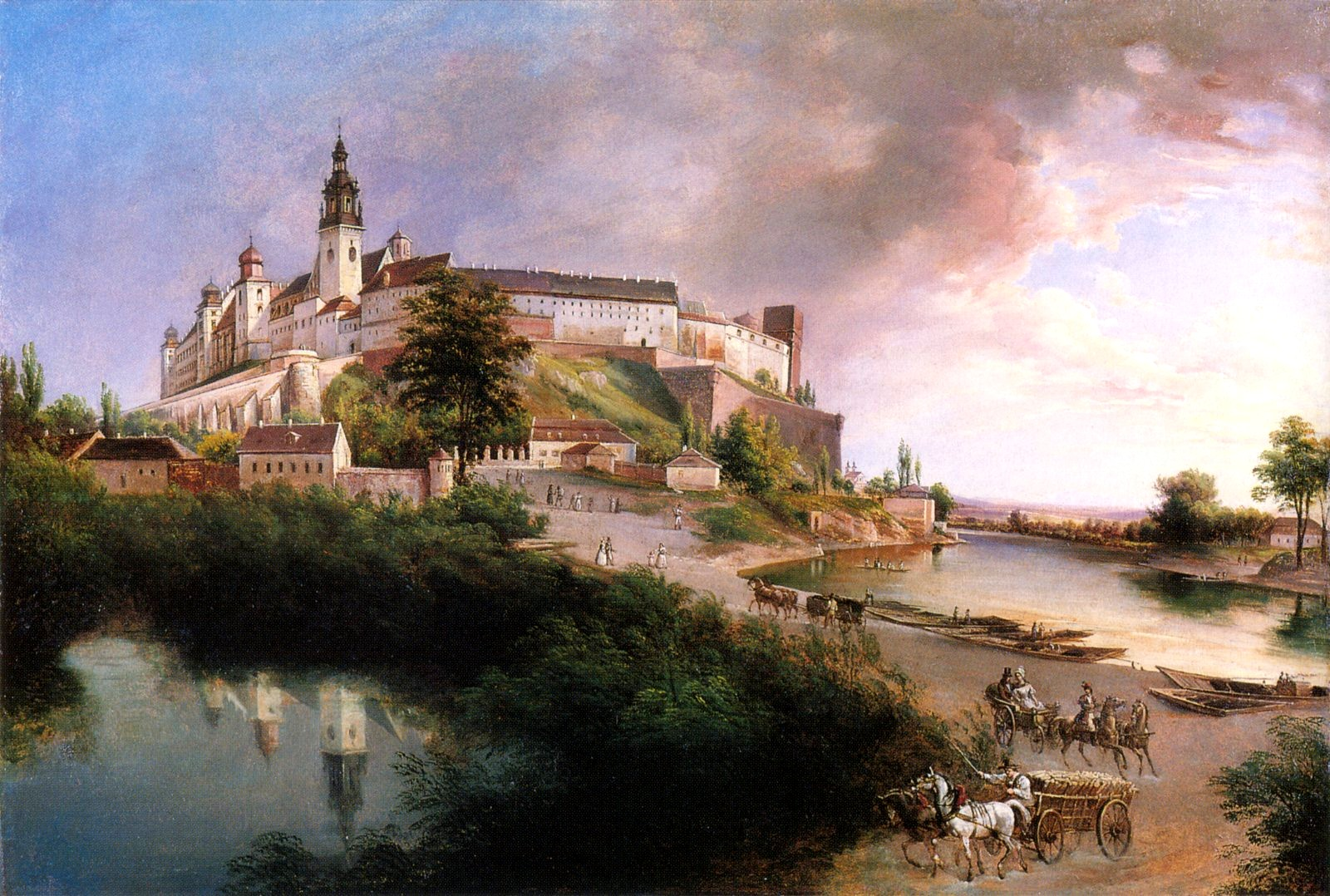
Stenbock var Krakóws kommendant 1702 och representerade det svenska riket i stadens slott. Målning (1847) av Jan Nepomucen Głowacki.

Efter slaget vid Kliszów spred Karl XII ut sina trupper kring Kraków för att skära av August II:s reträttvägar. Men då August II redan var borta från området beslöt Karl XII att inta Kraków. Han skickade Stenbock med en avdelning dalkarlar och ryttare från Smålands kavalleriregemente för att rekognoscera staden och övertala stadens kommendant, starosten Franciszek Wielopolski om att öppna stadens portar. Under Stenbocks frammarsch den 1 augusti blev hans avdelning beskjuten av kanoner från stadsmurarna, som dödade sex av hans ryttare. En trupp lyckades ta sig till den bevakade porten, och Stenbock begärde att få tala med kommendanten. Efter förhandlingar med Wielopolski vägrade denne att uppge Kraków. Samtidigt anlände Karl XII med en avdelning livgardister, som beordrades att forcera porten med våld. Efter en kort strid lyckades Karl XII och Stenbock bryta sig in i staden, döda vaktposterna och tillfångata Wielopolski.
Som tack för sina tjänster utnämndes Stenbock till stadens nya kommendant. I ett brev hem till sin fru Eva Oxenstierna den 2 augusti 1702 skrev Stenbock: "För närvarande är jag kommissarien, guvernören och Djävulen i staden". Han fick i uppdrag att indriva en brandskatt om 60 000 riksdaler från stadens borgare. På två dagar samlade Stenbocks patruller in hela den inkrävda summan, inklusive stora mängder boskap och spannmål för truppernas underhåll. Karl XII var nöjd med Stenbocks insatser och skänkte honom 4 000 riksdaler av brandskatten som personlig gåva, och tilldelade honom rollen som "le Diable de la Ville" (Stadens djävul). Stenbock installerades på Krakóws slott och blev den högsta svenska representanten i staden. Under sin vistelse upprätthöll Stenbock ett passande gästabudsbord för kungen, hans generaler och för utländska sändebud, och skickade regelbundna leveranser med krigsbyte och gåvor till hustrun i Stockholm.

#### Direktör över generalkrigskommissariatet

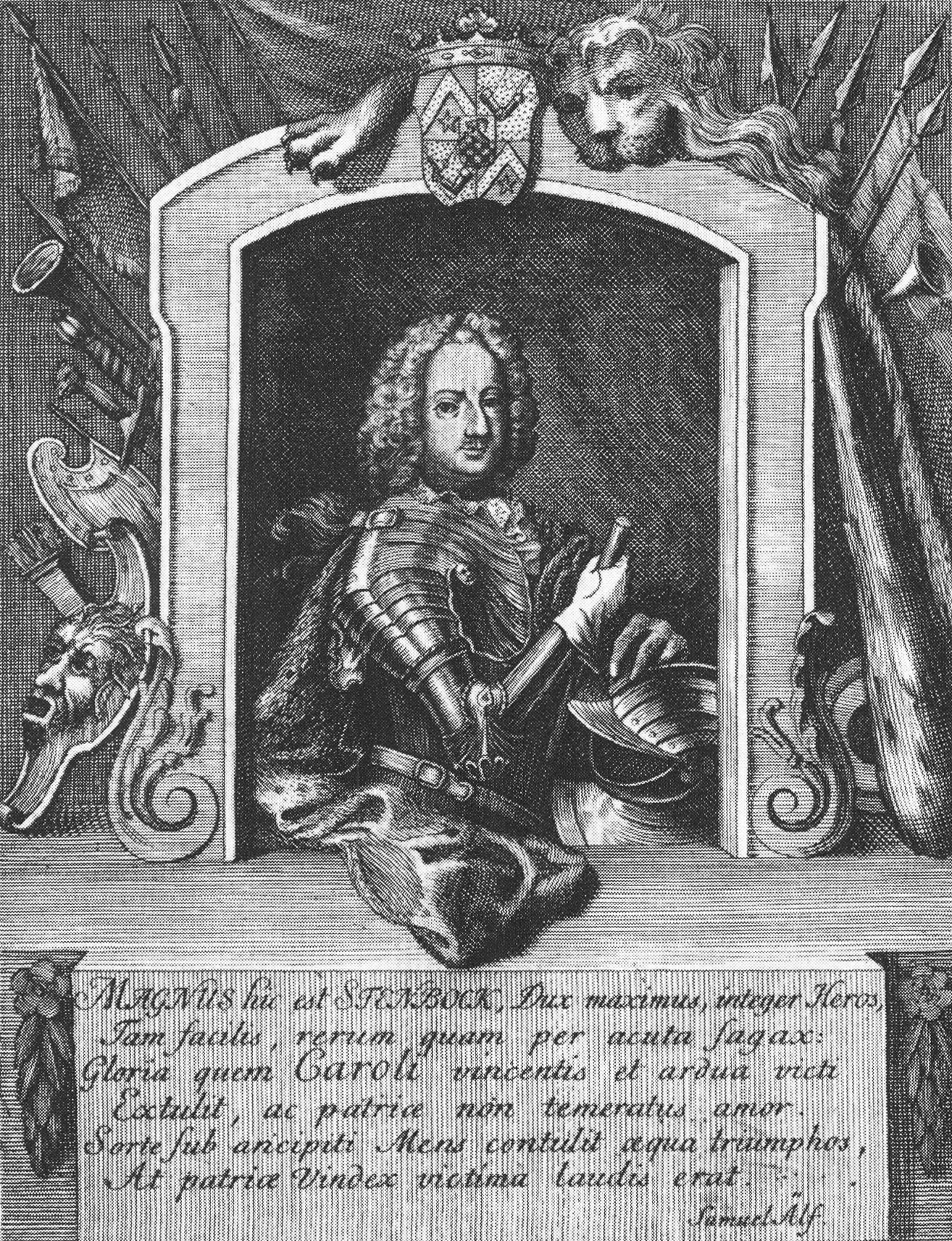
Magnus Stenbock. Kopparstick av Carl Bergqvist (1711–1781)

Den 18 augusti 1702 utnämndes Stenbock till att efterträda Anders Lagercrona som direktör för det nyupprättade generalkrigskommissariatet, och var nu högsta ansvarig för huvudarméns livsmedelsförsörjning. Med hjälp av Jöran Adlersteen decentraliserade Stenbock de svenska truppernas underhåll genom att tillsätta en regementskommissarie vid alla regementen för att övervaka proviantindrivningen och göra bokföring. Den 19 oktober beordrades Stenbock att personligen leda en bråkig truppstyrka på 3 000 man till Galizien sydöst om Kraków. Hans uppgift var att indriva betydande kontributioner och pressa den lokale magnaten Hieronim Augustyn Lubomirski och de övriga polska adelsmännen till att avsäga sitt trohetsförhållande till kung August. Han skickade krigskommissarier med universaler om indrivningen till byarna och städerna runtom i Galizien, men då flera kom tillbaka med oförrättade ärenden tog Stenbock till hårdare metoder; den 28 oktober statuerade han ett exempel genom att bränna ner staden Pilzno. Mellan november och december brändes byarna Dębica, Wysoka, Wesola och Dub på order av Stenbock, som gratulerades av Karl XII i deras brevkorrespondens. I december verkställde Stenbock en expedition söderut till Krosno, men gick snart tillbaka till Reschow och därifrån till Jarosław. I januari 1703 fortsatte han över Oleszyce och Uhniv till Belz samt i februari över Tyszowce till den befästa staden Zamość. Men då han saknade trupper och artilleri för att kunna anfalla staden fortsatte han till Chełm. Den 28 februari anslöt sig Stenbock med huvudarmén i Warszawa. Från Galizien hade Stenbock indrivit över 300 000 riksdaler till fältkassan, därtill sjuttio vagnslaster med spannmål, slaktad boskap och kläder. Stenbock själv tillskansade egna kistor med kyrksilver, som han skickade med personliga hälsningar till olika kyrkor och vänner hemma i Sverige. Däremot hade Stenbocks framfart gjort att adeln i Galizien uttalade sig starkt antisvenska, en stämning som under åren fortsatte att växa runtom i Polen.

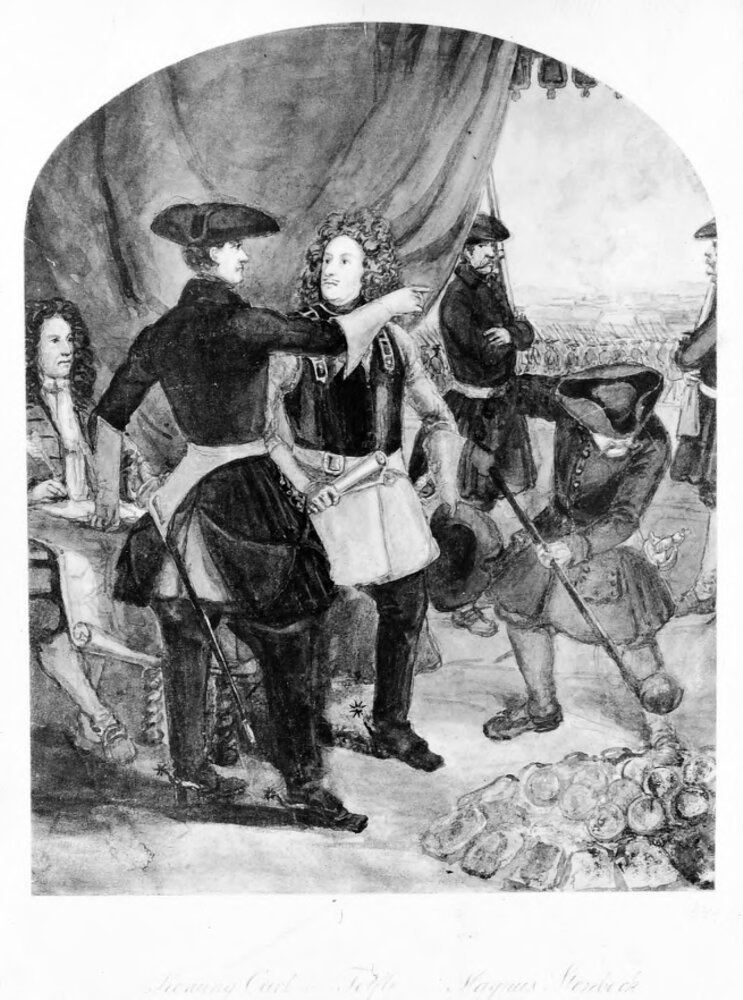
Karl XII och Magnus Stenbock under belägringen av Thorn. Teckning av Alexander Wetterling.

Den 21 april 1703 deltog Stenbock i Karl XII:s strid mot den sachsiske fältmarskalken Adam Heinrich von Steinau vid staden Pułtusk. I maj samma år inledde Karl XII en belägring av staden Thorn vid floden Weichsel. Då belägringsartilleri saknades beställde Karl XII kanoner och utrustning från Riga och Stockholm, och där Weichsel mynnade ut i Östersjön låg staden Danzig. Stenbock skickades inkognito till Danzig för att förhandla med stadens magistrat om fri passage för de svenska transportfartygen. I slutet av juli anlände den svenska transportflottan från Riga ihop med 4 000 svenska och finska rekryter till Danzigs hamn; trots att Stenbock beviljades en kontribution om 100 000 riksdaler, vägrade Danzig att öppna hamnavspärrningarna för de svenska fartygen. Stenbock var därmed tvungen att transportera belägringsartilleriet till lands, och i slutet av augusti anlände Stenbock med belägringsartilleriet till fältlägret vid Thorn. Under hösten bombarderades staden till aska, och den 3 oktober kapitulerade stadens sachsiska garnison inför Karl XII. I december utlöstes en ny konflikt med Danzig av att Stenbock försökte värva trupper i området, trots att frihet från värvningar tillhörde Danzigs privilegier. Karl XII fordrade dock att värvningar omedelbart måste tillåtas, och i januari 1704 föll staden till föga. Snart ställdes dock nya krav på staden, denna gång återbetalning av 15 000 mark silver som den landsflyktige Karl Knutsson gett till staden mot fiskeinkomster i Putzig, närmare 250 år tidigare. Redan 1703 hade släkten Gyllenstierna som arvingar till Karl Knutsson framfört kraven. 1704 återkom Stenbock och kungen med Gyllenstiernas krav, och till slut gav staden efter och utbetalade 136 000 riksdaler varpå Karl XII utfärdade skyddsbrev för staden.

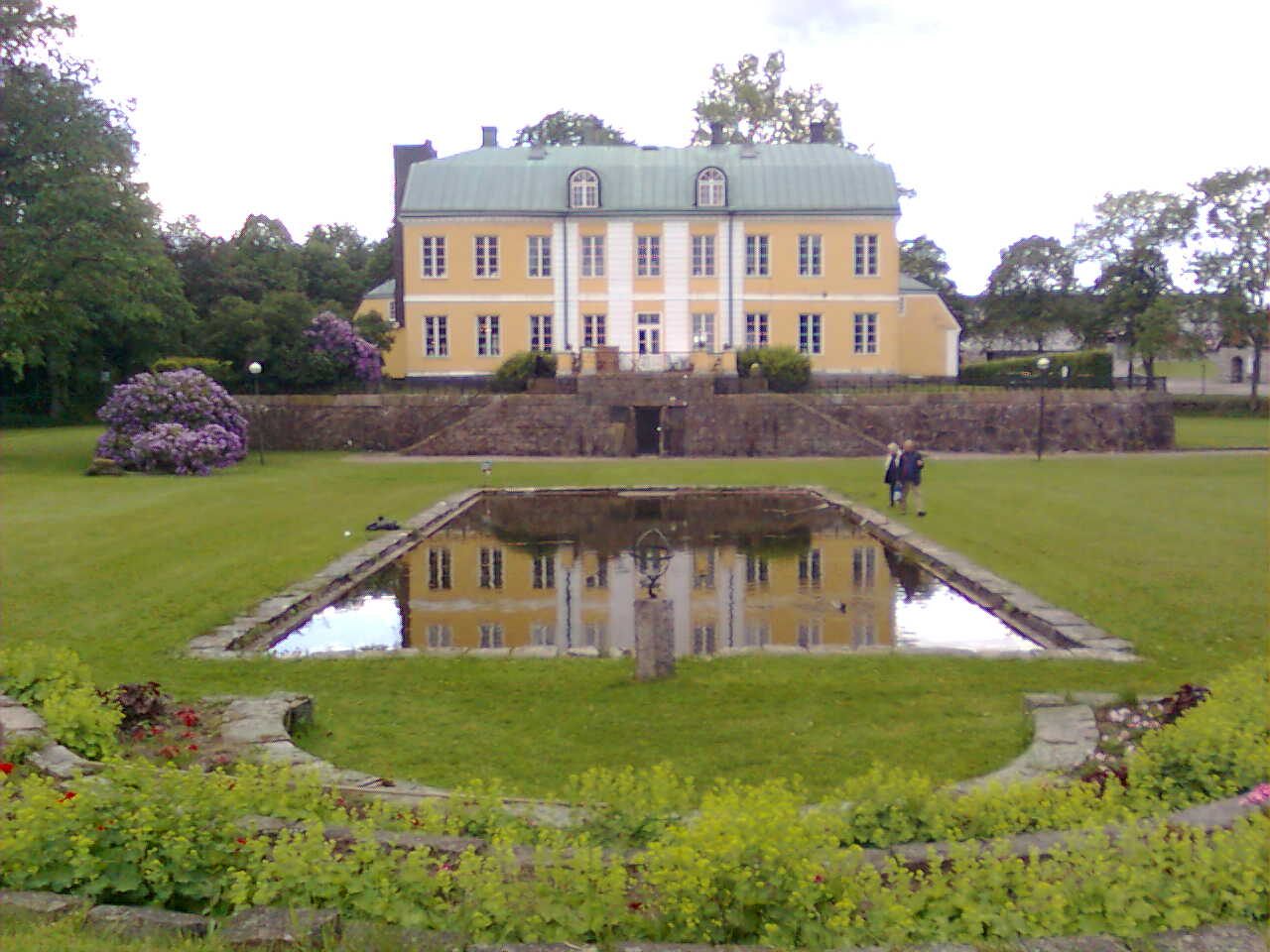
Vapnö slott köptes 1661 av Gustaf Otto Stenbock, och ägdes av Magnus Stenbock och hans söner fram till 1741.

1704 fick Stenbock i uppdrag att sätta upp ett eget dragonregemente, som först uppgick till 600 man och som år 1707 sedan utökades till 1 000 man. I slutet av augusti samma år följde Stenbock med kungen i intagandet och brandskattningen av staden Lemberg sydost om Polen. I Karl XII:s fortsatta jakt på August II sändes Stenbock ut som förtrupp med Dalregementet och andra regementen, med uppgiften att indriva kontributioner och upprätta livsmedelsmagasin. På vägen mot Warszawa blev staden Krasnystaw brandskattad och nedbränd av Stenbock. Huvudarmén gick i vinterkvarter omkring staden Rawicz nära gränsen mot Schlesien, där Stenbock ansvarade för dess inkvartering och proviantering. Den 4 november befordrades Stenbock till generallöjtnant i infanteriet, som han betraktade som ett viktigt erkännande. Den 15 november avled Stenbocks mor Christina Catharina, och med hennes död ärvde Stenbock Vapnö slott.
Under vintermånaderna 1705 till 1706 var Stenbock med Karl XII och huvudarmén i inringningen av staden Grodno i polska Livland, som besattes av en rysk armé under befäl av Georg Benedikt von Ogilvy. I augusti 1706 tågade Stenbock med Karl XII och huvudarmén in i Sachsen för en slutgiltig uppgörelse med August II. Den 14 september slöts freden i Altranstädt där August II tvingades bryta allt samröre med sina allierade, avstå från den polska kronan och erkänna Stanisław I Leszczyński som ny kung. Den svenska armén förlades i Sachsen under ett år, som Karl XII rustade upp för att senare gå österut för att strida mot Ryssland, dock denna gång utan Stenbock. Tidigare i juli upphöjdes Stenbock till general i infanteriet och efterträdde Carl Gustaf Rehnskiöld som guvernör över Skåne, som han fick fullmakt redan 25 december 1705. Stenbock fråntogs befälet över sitt dragonregemente kort därefter. I april 1707 hade han avskedsaudiens hos Karl XII, och innan han reste hem till Sverige besökte han kurorten Karlsbad i Böhmen för att kurera sitt njurstensanfall.

### Guvernör över Skåne

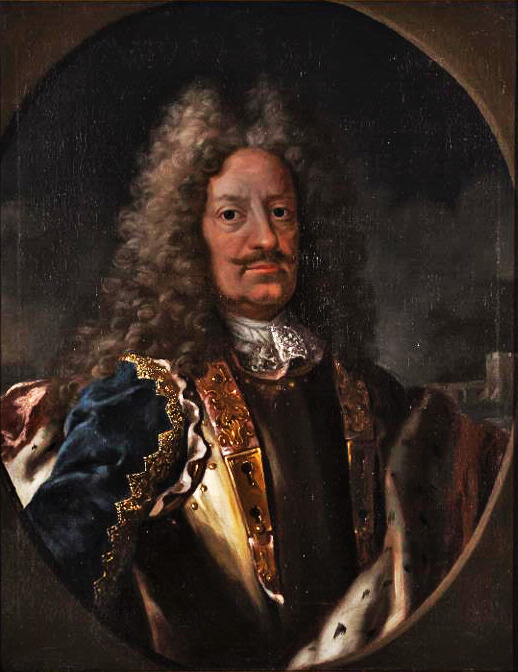
Magnus Stenbock av David von Krafft.

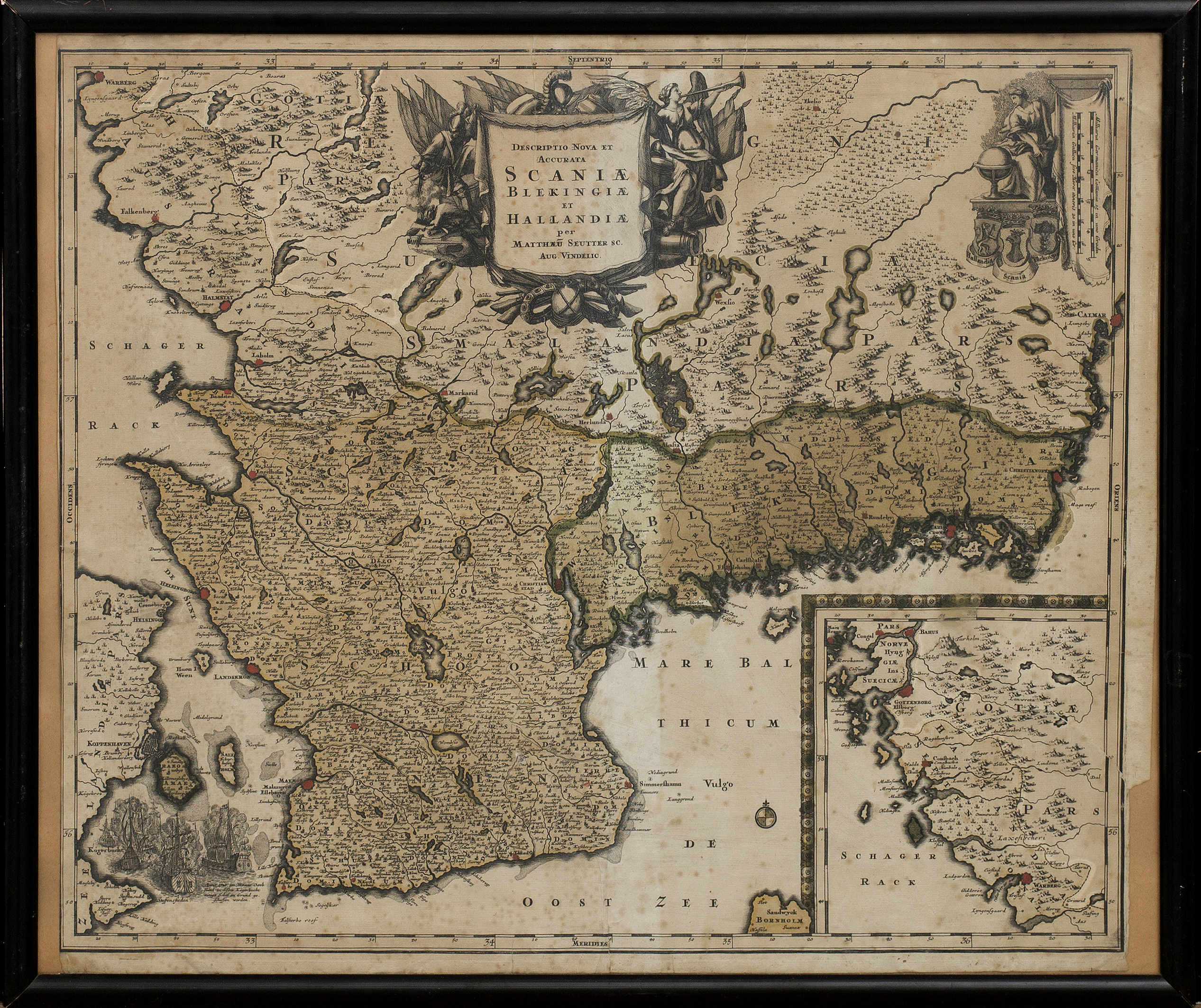
Karta över Skåneland av Matthäus Seutter (1678–1757).

Den 4 juni 1707 anlände Stenbock till Malmö och återförenades med sin familj i godset Rånäs, som hans hustru hade förvärvat 1704. Han tillträdde guvernörsposten den 18 september. Guvernementet var på den tiden allvarligt krisdrabbat, dels på grund av att det låg nära Danmark och att det under krigets år tömdes på livskraftigt manfolk, dels på grund av administrativ vanskötsel. Då företrädaren Rehnskiöld befann sig utanför guvernementet sedan krigsutbrottet 1700 överlämnades Skånes förvaltning till viceguvernören Axel von Faltzburg, som på grund av sin svaghet, korruption och ointresse ansågs vara osynlig som ledare. Det administrativa ansvaret upplöstes mellan diverse fogdar och tjänstemän, som till de skånska böndernas förtret tillbringade sin tid med revirstrider, försnillande och godtycklig maktutövning.
Stenbocks första handlingar var att inspektera guvernementskansliets rapporter, där han upptäckte att den ekonomiska redovisningen var i oordning och att jordeböckerna inte hade uppdaterats på över tjugo år. Han ersatte von Faltzburg med sin egen familjekamrat och bokhållare Peter Malmberg. I oktober och november 1707 företog Stenbock en lång inspektionsresa genom Skånes städer och byar, i syfte att skaffa nya truppförstärkningar och bilda sig en uppfattning om läget i landsänden. Han fick veta att bönderna pressades på orimliga skatter av ämbetsmännen, som med sitt skoningslösa uppförande gjorde att över tusen skånska hemman låg öde i nejderna. Stenbock rapporterade om situationen till riksrådet i Stockholm och föreslog att en statlig undersökningskommission skulle tillsättas i Skåne för att rannsaka de korruptionsanklagade tjänstemännen. Riksrådet beviljade hans förslag i februari 1708 och flera korrupta fogdar och tjänstemän blev avsatta och arresterade. Utöver sitt arbete inom kommissionen, som upptog stora delar av sin tid, avhandlade han andra ärenden, exempelvis med att bekämpa flygsand som drabbade vissa gårdar, uppföra milstenar på de stora kungsvägarna, plantera träd för att lösa den tilltagande skogsbristen och anlita lantmätare från Stockholm för den nödvändiga uppmätningen.
Stenbock tillbringade sin tid med hustrun och familjen i olika fastigheter och lantegendomar: i Kungshuset i Malmö som användes till representation; i kronogodset Börringe i Skåne; i Rånäs där makarna drev storjordbruk och uppförde en ny herrgård; och i Vapnö där Stenbock tillbringade sin tid med konstnärliga aktiviteter och hustrun tog hand om den dagliga driften i både godset och dess stuteri, och etablerade ett tapettryckeri där de framställde tapeter för försäljning. Guvernörsparet umgicks med de skånska godsägarna i middagar och jaktsällskap, och Stenbock besökte flera gånger hälsobrunnen i byn Ramlösa, som invigdes som kurort den 17 juni 1707 av provinsialläkaren i Skåne Johan Jacob Döbelius. Då källan enligt Döbelius hade en botgörande effekt var det ett personligt incitament av Stenbock, som led av njurstensproblem, att stötta honom. Stenbock gav tillåtelse och hjälp med att röja omkring brunnen, och även med att utsmycka kurorten med en träspång och några enkla träbyggnader.
Under sensommaren 1709 fick Stenbock återkommande rapporter från envoyén Anders Leijonkloo om danskarnas stegrande militära aktivitet i Köpenhamn, där danska örlogsfartyg lastades med trupper och livsmedel. Dessa tecken tydde på att danskarna rustade för en invasion.

### Kriget i Skåneland

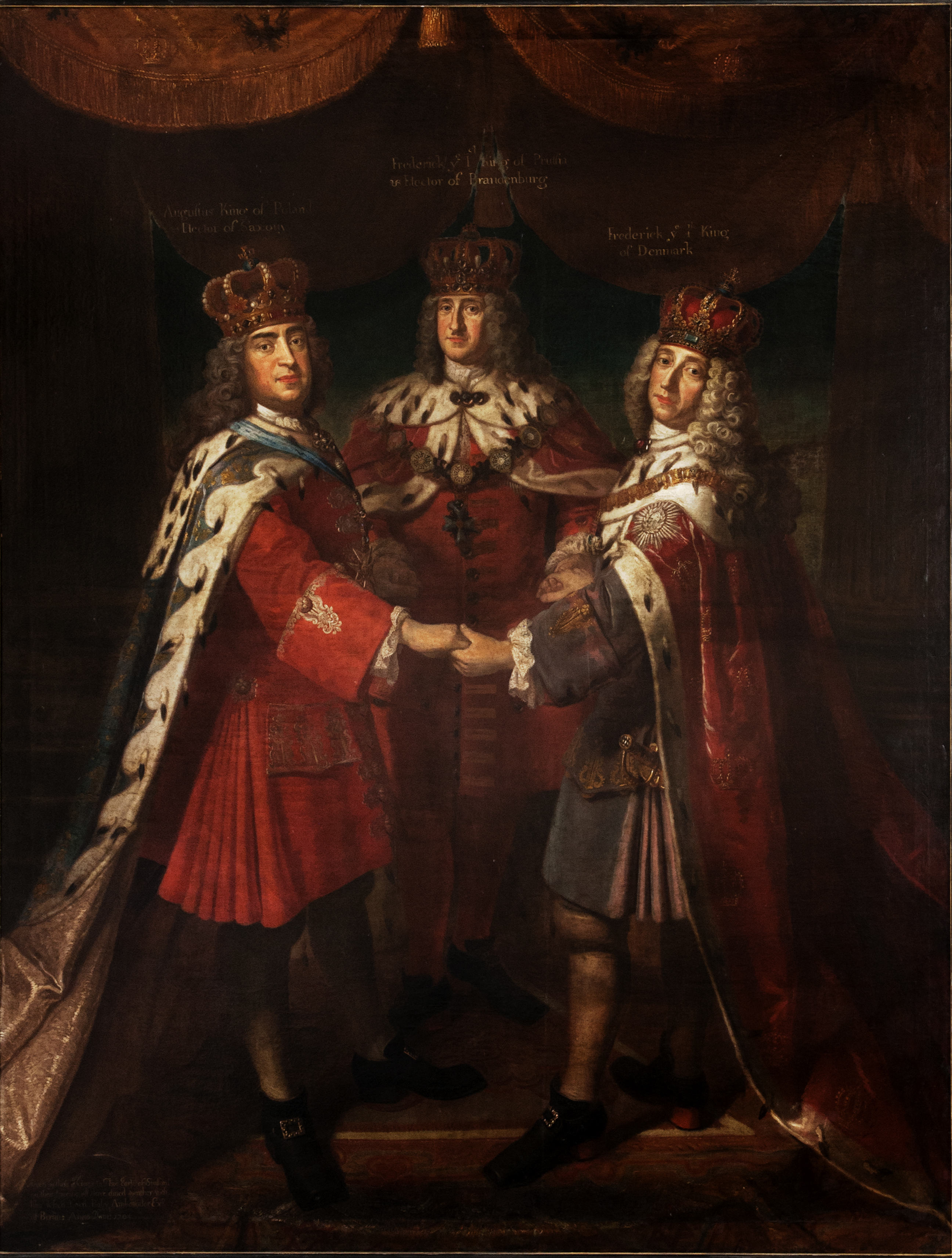
Mötet mellan kungarna August II av Polen (vänster), Fredrik I av Preussen (centrum) och Fredrik IV av Danmark (höger) i Potsdam och Berlin mellan 2 och 17 juli 1709. Målning (1709) av Samuel Theodor Gericke.

Under sommaren 1709 anlände underrättelser om Karl XII:s nederlag mot Peter I:s armé i slaget vid Poltava i Ukraina den 28 juni samma år. Kungen lyckades fly över gränsen till Osmanska riket med ett följe på omkring 1 000 man, medan resten av hans armé kapitulerade vid Perevolotjna. Nederlagen vid Poltava och Perevolotjna gjorde att 7 000 svenska soldater stupade och 23 000 soldater och icke-stridande svenskar togs tillfånga av ryssarna. Med den svenska huvudarmén förintad ingick Danmark och Sachsen i ett nytt anfallsförbund mot det svenska riket; medan sachsiska trupper skulle gå in i Polen och återta August II:s kungakrona skulle dansk-norska trupper under Fredrik IV invadera Skåne och Bohuslän.

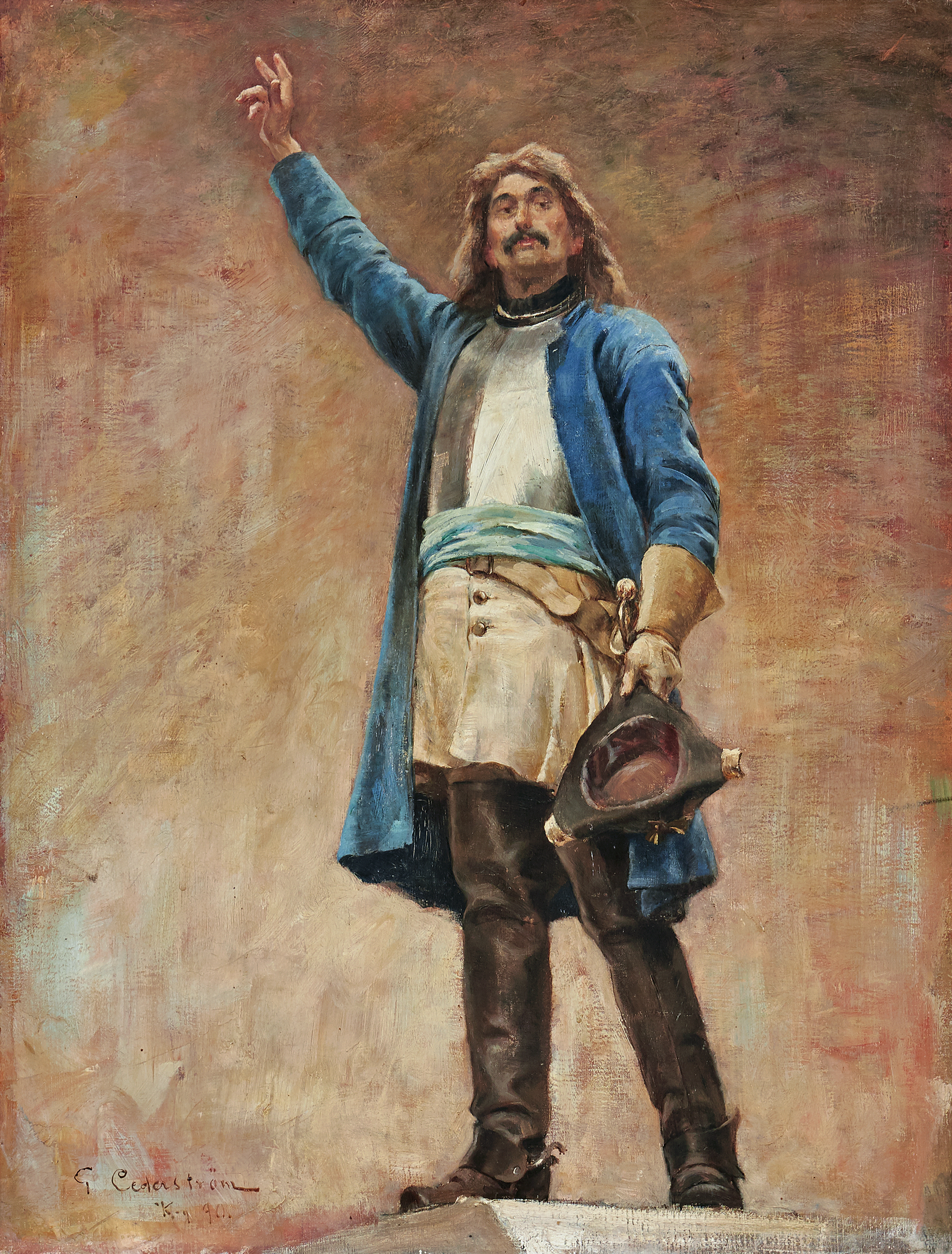
Magnus Stenbock talar till folket på rådhustrappan i Malmö 1709. Målning (1892) av Gustaf Cederström.

Efter Leijonkloos rapporter om danskarnas upprustning sammankallade Stenbock ett möte med ett antal dignitärer från Malmö. Han uppmanade till att stadens befästningsverk skulle förstärkas och till att skaffa livsmedel och truppförstärkningar inför en kommande belägring, då Malmö var en strategisk nyckelpunkt för herraväldet över Skåne och försvaret av hela det svenska fastlandet. Landskrona var också i behov av förstärkningar, och i Kristianstad vädjade Stenbock om att en provisorisk fästning skulle byggas för att hindra danskarna från att hota Blekinge. Helsingborgs befästningar var däremot så pass förfallna att staden bedömdes som omöjlig att försvara. Strandvakten förstärktes och vårdkasar uppfördes vid Barsebäck, Råå och andra utsatta sträckor längs Öresundskusten, där Stenbock förmodade att danskarna skulle landstiga. Bortsett från fästningsgarnisonerna hade Stenbock ytterst få regementen och de flesta i manskapet var dåligt utrustade. Den 22 augusti rapporterade Stenbock till defensionskommissionen om den danska hotbilden. Kommissionen gick med på att skicka tre kavalleriregementen från Västergötland till Skånes försvar, och i oktober återuppsattes både Norra och Södra skånska kavalleriregementena, som tidigare hade utplånats vid Poltava. Stenbock hade därmed i oktober 3 000 man till sitt förfogande på fält. I september utfärdades en allmän kungörelse över hela Skåne om skåningarnas trohet till den svenske kungen, i syfte att förebygga snapphaneri och dansk kollaboration. Den 27 september 1709 höll Stenbock ett inspirerat tal inför Malmös invånare; han skingrade borgarnas oro efter förlusten vid Poltava och påminde dem om deras plikt mot kungen och fäderneslandet. Stenbock tilltalade skåningarna för bröder och att han var beredd på att dö vid deras sida.
| ”                  | "Ni vet själva hur de stora Sveriges konungar Karl X Gustav och Karl XI bemödat sig att [...] bibehålla detta hertigdöme samt denna fästning, såsom en av de förnämsta klenoder i kungliga svenska kronan. De har icke mer undantagit sig att därför kläda blodiga skjortor än deras tappre män, som låtit sitt blod rinna på sandhögarna för Köpenhamn, Halmstad, Lund och Landskrona. [...] Då vi äga en konung, som med samma omsorg vakar för vårt bästa, varför skulle vi träda ifrån våra förfäders berömliga fotspår? Jag är ett levande vittne om H Kungl Majt:s goda uppsåt, i det jag i sju samfällda år sett honom med oförliknelig frimodighet gå sina fiender under ögonen, till att erhålla en säker och beständig frid för sina trogna undersåtar; lämnar alltså var och en att döma, om något bör vara oss mer om hjärtat än med trohet belöna H Majt:s oförtrutna möda under hans svåra fälttåg, och med tapperhet förfäkta hans odödliga beröm. Och som detta hertigdöme kan kallas nyckeln till Svea rike, ävensom denna fästning till hertigdömet, räknar jag såsom landets guvernör för min största skyldighet, att genom denna stadens försvarande bibehålla allas Eder välfärd och egendom, och skall därtill ha liv och blod ospard vid alla tillfällen, i förmodan att även Ni, som redlige män och trogna undersåtar, visar Eder hädanefter som hittills villiga i oförfalskad trohet. Att jag således är sinnad för min allernådigste konung och fädernesland, samt i alla mål vill dela faran och besväret med Eder, därpå tager jag den levande Guden till vittne." | „ |
| – Magnus Stenbock. | |   |

#### Danska fälttåget i Skåne och Blekinge

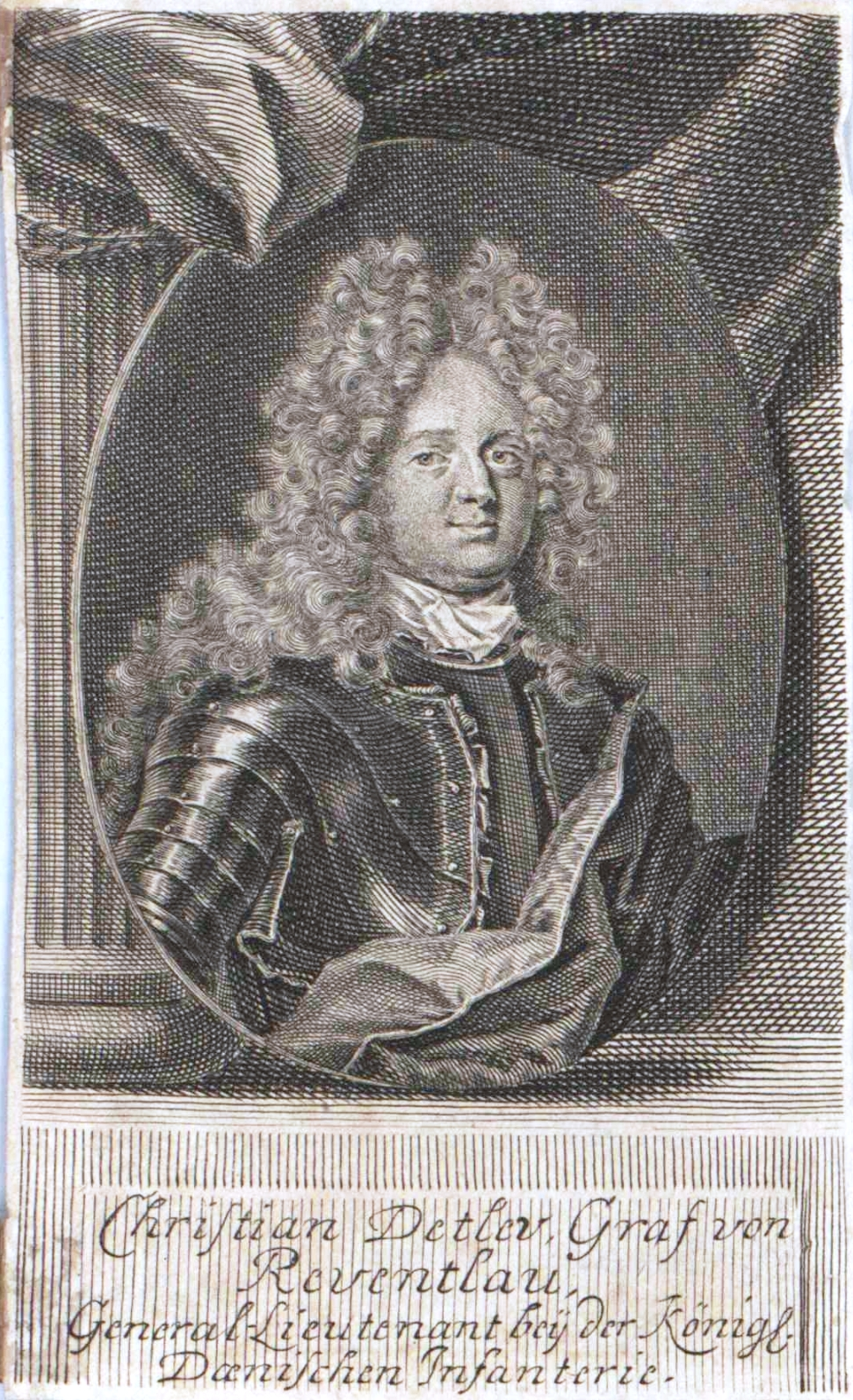
Samtida kopparstick av Christian Ditlev Reventlow.

Den 18 oktober fick riksrådet i Stockholm den danska krigsförklaringen. Vid den tidpunkten hade fästningarna längs Öresundskusten gjorts någorlunda försvarsdugliga, i synnerhet i Malmö där dess garnison hade vuxit till 3 550 man. Tre kavalleriregementen under överste Göran Gyllenstiernas befäl utplacerades längs Öresundskusten, och både Malmö och Landskrona hade tillräckligt med ammunition och livsmedel för att kunna klara en halvårslång belägring. Den 31 oktober avseglade mer än 250 transportfartyg från Köpenhamn eskorterade av 12 örlogsfartyg under ledning av amiral Ulrik Christian Gyldenløve. Den danska invasionshären bestod av 15 000 man med Christian Ditlev Reventlow som kommenderande general. Den 1 november fick Stenbock syn på flottan från Malmöhus slott, och från Landskrona hördes signalskott om att den danska armadan hade ankrat vid Råå. Vid ljudet av signalskotten begav sig kavalleriregementena mot platsen och placerade ut sig vid Raus kyrka, Katslösa och Rya; vid den sistnämnda upprättade Stenbock sitt högkvarter. Då danska elittrupper landsattes vid Råå och var beskyddade av örlogsfartyg, beslöt Stenbock att dra sig tillbaka mot sydost och rev ner samtliga broar längs vägen. Den 5 november var invasionsstyrkan fulltalig och Helsingborg intogs samma dag utan strid.
I november hade danskarna erövrat mellersta Skåne och etablerat provianteringsdistrikt från Ängelholm till Ringsjön. I slutet av november blockerades Malmö av en dansk kontingent om 2 000 man, medan Landskrona inringades i början av december. Eftersom danskarna saknade belägringsartilleri var deras plan att svälta ut de svenska garnisonerna. I Malmö den 9 november fick Stenbock order av defensionskommissionen att lämna staden och ta överbefälet för en ny svensk fältarmé som skulle göras redo att marschera ner mot Loshult. Malmös försvar överläts åt generalmajor Carl Gustaf Skytte och den 1 december lämnade Stenbock staden med ett litet följe ryttare. Den 7 december upprättade han sitt högkvarter i Kristianstad. På grund av provianteringsproblem ville Stenbock genomföra ett snabbt fälttåg för att förhindra danskarna från att etablera en säkrad operationsbas i södra Sverige, men han fick order av defensionskommissionen om att hålla ställningarna i norra Skåne inför den svenska fältarméns ankomst. Den 3 januari 1710 började Reventlow marschera mot Kristianstad med en kontingent om 6 000 man och åtta kanoner, med order från Fredrik IV om att inta Karlskrona och bränna ner den svenska örlogsflottan. På trettondagen fick Stenbock underrättelser om detta och beordrade uppbrott från Kristianstad och att skicka arméförråden till Karlshamn och diverse byar i Småland. Medan han lade upp försvaret med amiralgeneral Hans Wachtmeister och landshövdingarna i Blekinge och Kronobergs län i Karlshamn överlämnade han befälet över trupperna till Göran Gyllenstierna, som posterade trupperna vid vadställena och strategiska punkter längs Helge å. Den 13 januari anfölls posteringen vid Torsebro av danska förtrupper. Gyllenstierna tvingades till reträtt, och hans eftertrupper stred med danska ryttare vid Fjälkinge. Efter striden hade omkring 60 svenskar stupat och en hel bataljon från Sachsiska infanteriregementet togs tillfånga. Östra Skåne och ett flertal svenska livsmedelsmagasin hamnade i danskarnas händer.

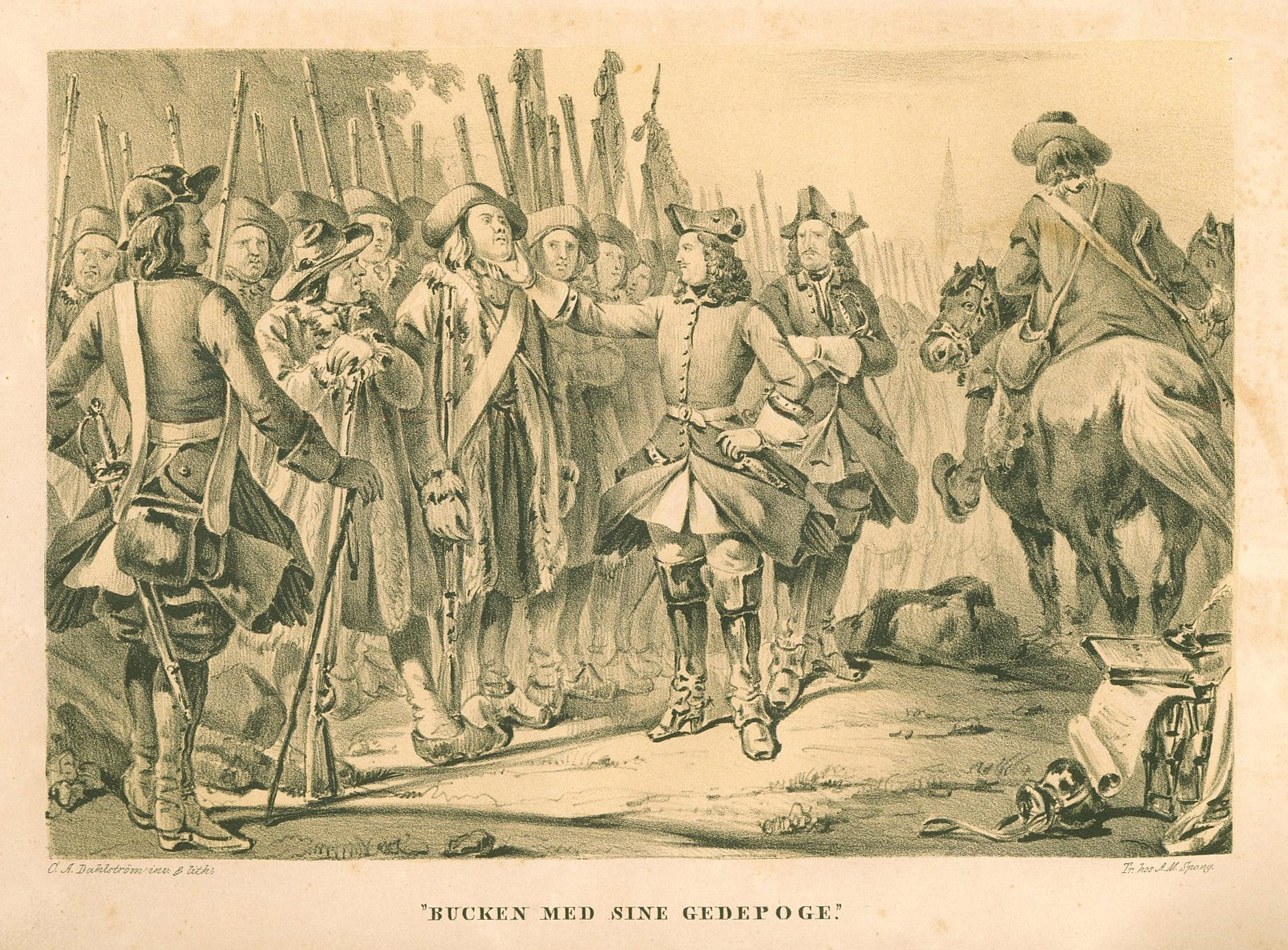
Bucken med sine Gedepoge (1851) av Carl Andreas Dahlström.

Stenbock samlade de kvarvarande soldaterna och upprättade sitt högkvarter i Mörrum. Där fick han defensionskommissionens tillåtelse att den 17 januari organisera ett bondeuppbåd, och fick fria händer att gå till angrepp när tillfälle bjöds. Den 18 januari återsamlades trupperna i Ronneby. Därifrån skickades infanteriet till Karlskronas försvar, medan Gyllenstierna tilldelades en avdelning ryttare för att riva broar och försvåra danskarnas förflyttningar i Blekinge. Den 20 januari begav sig Stenbock till Växjö för att samla ihop fältarmén, då Loshult ansågs vara en osäker uppsamlingsplats. Den 19 januari gick Reventlow in i Blekinge och intog Karlshamn, som brandskattades på 12 000 riksdaler, och huvuddelen av arméförråden beslagtogs. Den 24 januari drog sig danskarna tillbaka och upprättade vinterkvarter från Ängelholm till Sölvesborg. Den 21 januari anlände Stenbock till Växjö där han träffade generallöjtnant Jacob Burensköld och några kompanier östgötar samt 150 småländska bönder. Förstärkningar anlände i etapper under de nästföljande dagarna, som bestod av de nyuppsatta Upplands, Kronobergs, Jönköpings, Kalmar, Östgöta och Södermanlands infanteriregementen, samt Adelsfanan, Livregementet till häst, Smålands och Östgöta kavalleriregementen. Hären var välförsedd med eldvapen och ammunition, men det rådde brist på värjor och flera soldater saknade grundläggande uniformspersedlar. Den 31 januari bröt Stenbock med fältarmén från Växjö och några dagar senare slog de läger i Osby. Den 8 februari anslöt generalmajor Christian Ludvig von Ascheberg med Älvsborgs regemente, Sachsiska infanteriregementet och Riksänkedrottningens livregemente till häst, ihop med fältkanoner och flera ammunitionsvagnar. Den 11 februari anlände Gyllenstierna med de tre kavalleriregementen som hade kvarstannat i Blekinge. Nu disponerade Stenbock över 19 regementen och omkring 16 000 man.

#### Svensk motoffensiv och slaget vid Helsingborg

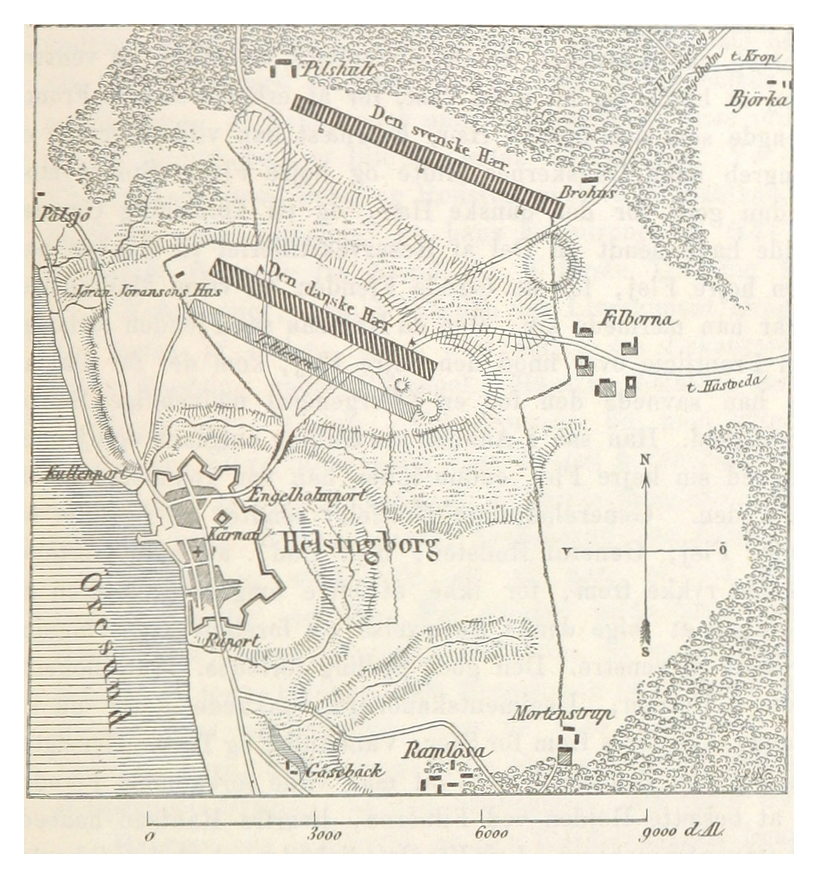
De svenska och danska arméernas respektive slagordning inför slaget vid Helsingborg. Illustration (1870) av Otto Frederik Vaupell.

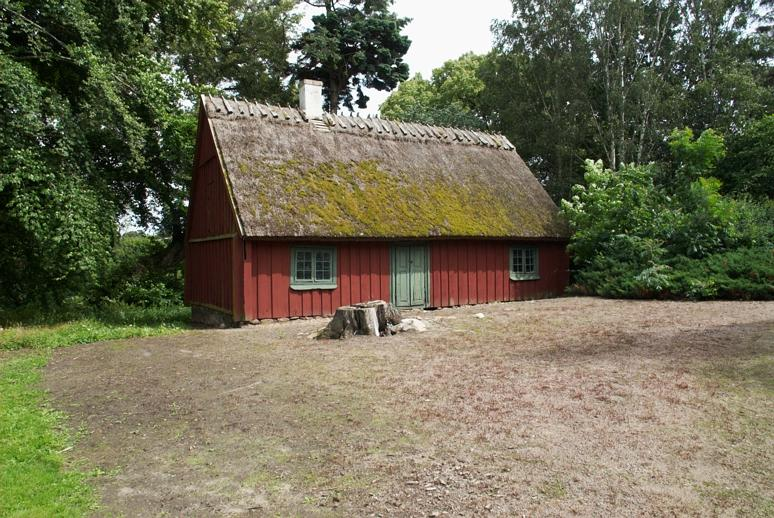
Hjälmshults kungsgård vid Allerum användes som Stenbocks högkvarter dagarna före och efter slaget vid Helsingborg.

Den 12 februari bröt armén upp från Osby och marscherade söderut. Redan samma dag stred svenska förtrupper med en dansk rekognosceringspatrull om 200 ryttare under generallöjtnant Jørgen Rantzau i skogarna vid Hästveda. Efter en kort och förvirrad eldstrid slog danskarna till reträtt och förlorade ett fyrtiotal soldater, medan svenskarna förlorade mellan tre och tio man. När Reventlow underrättades om striden och de svenska truppernas marsch beslöt han att dra sig tillbaka med sina trupper till Vä och sedan vidare till Skarhult. Stenbocks trupprörelser var en skenmanöver, då han hade delat upp sin fältarmé i två marschkolonner som skulle marschera till Hästveda och Glimminge i syfte att lura Reventlow att hota hans högkvarter i Kristianstad och tvinga honom att retirera till Helsingborg. Reventlow marscherade dock söderut till Barsebäck där danskarna hade goda sjöförbindelser och reträttvägar över sundet och kunde samtidigt bibehålla Malmö och de sydskånska slätterna. Under en nattlig rekognoseringsritt vid Ringsjön fick Reventlow en allvarlig förkylning och feberfrossa, och den 17 februari utpekade han generallöjtnant Rantzau som sin ställföreträdare.
Den 18 februari korsade Stenbock Rönne å vid Forestad och Hasslebro. Vid Trollenäs slott stötte Upplands femmänningskavalleri på 300 danska dragoner, som efter en kort strid drog sig tillbaka. Dagen efter ställde Rantzau upp sin fältarmé i slagordning vid Roslöv norr om Flyinge, och gav omedelbar order om att upphäva Malmös belägring. Efter ett krismöte med sina generaler beslutade Rantzau den 19 februari att tåga tillbaka mot Helsingborg. När Stenbock fick underrättelser om att danskarna passerade Stora Harrie beslutade han att följa efter dem och formerade sitt manskap i fem marschkolonner. Den 20 februari drabbade Stenbocks kavalleri samman med danska eftertrupper vid Asmundtorp, men Stenbock avblåste striden och drog sig tillbaka till Annelöv och Norrvidinge, då nattmörkret och den danska elden försvårade svenskarnas framryckning. Stenbock red själv i sporrsträck till Malmö får att skaffa sig proviantförråd, och den 24 februari återvände han till armén med livsmedel, truppförstärkningar och 24 artilleripjäser. Samma dag fick han underrättelser om att danskarna stod redo för strid vid Helsingborg. Efter ett krigsråd med arméledningen beslutade Stenbock att söka konfrontation med danskarna, och den 26 februari bröt trupperna upp från Norrvidinge. Stenbocks armé gjorde en kringgående rörelse mot höjderna norr om Helsingborg och slog bivack vid Fleninge kyrka den 27 februari, medan Stenbock etablerade sitt högkvarter i Hjälmshults kungsgård några kilometer västerut. Redan vid midnatt dagen efter ställdes trupperna upp för avmarsch och gjorde en kringgående rörelse söderut via Ödåkra och Pilshult.

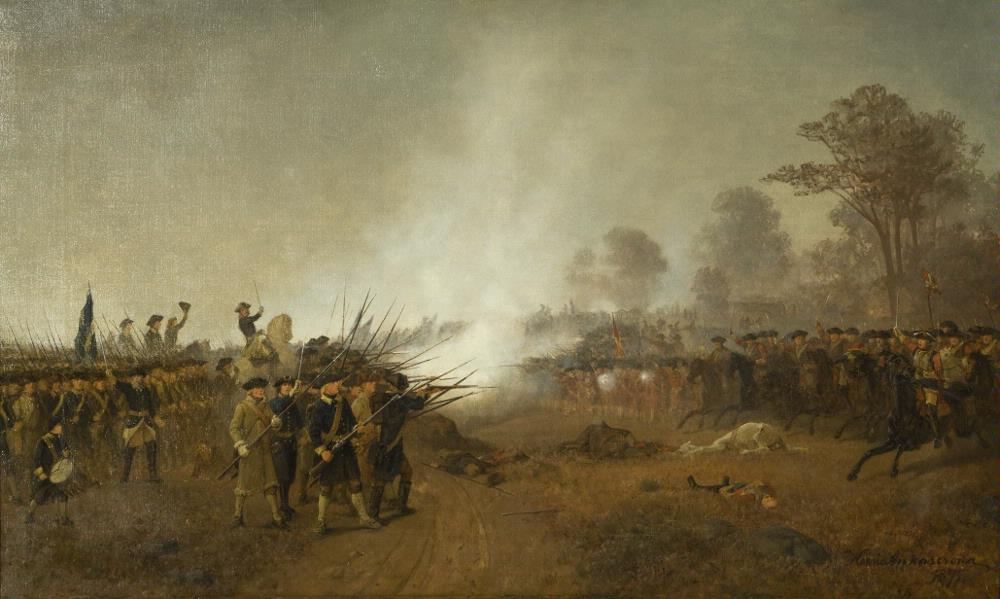
Stenbocks getapojkar vid Hälsingborg 1710 (1897) av Henric Ankarcrona.

På morgonen den 28 februari stod Rantzau och den danska armén på 14 000 man och 32 kanoner uppställda i en front som sträckte sig tre kilometer i nord-sydlig riktning från Pålsjö skog och Ringstorpshöjden till Husensjö. Trupperna skyddades av svårframkomlig terräng i form av halvfrusna sankmarker. Stenbocks armé som också omfattade 14 000 man samt 36 kanoner formerades i en slaglinje mellan Senderöd och Brohuset. För att komma förbi sankmarkerna lät Stenbock utföra en mycket tidskrävande manöver som slutligen placerade den svenska vänsterflygeln mellan Brohuset och Filborna. Med denna svängning av den svenska slaglinjen lyckades Stenbock förmå danskarna att ge upp sin gynnsamma position. För att inte riskera att bli omringade beordrade Rantzau den danska högerflygeln att gå framåt och snart uppstod en rasande kavalleristrid. Danskarna hade övertaget och en mängd svenska ryttare stupade. Men då den danska högerflygeln rörde sig för fort hamnade det danska infanteriet och artilleriet på efterkälken. När de sedan skulle bilda ny slagordning uppstod förvirring i leden, och Stenbock upptäckte en lucka som hade bildats mellan den danska högerflygeln och centern. Stenbock beordrade ett anfall mot den danska centern, och efter tappert motstånd föll danskarnas linje samman. Under slutskedet flydde danskarna till Helsingborgs vallar medan svenska ryttare förföljde dem skoningslöst. Efter tre timmars strid hade 1 500 danska soldater stupat, 3 500 sårats och 2 700 tagits tillfånga. Bland Stenbocks trupper hade 900 stupat och 2 100 sårats. Generallöjtnant Burensköld blev tillfångatagen men utväxlades några veckor senare, och Stenbock skadade sin rygg efter att ha ridit omkull i ett kärr.

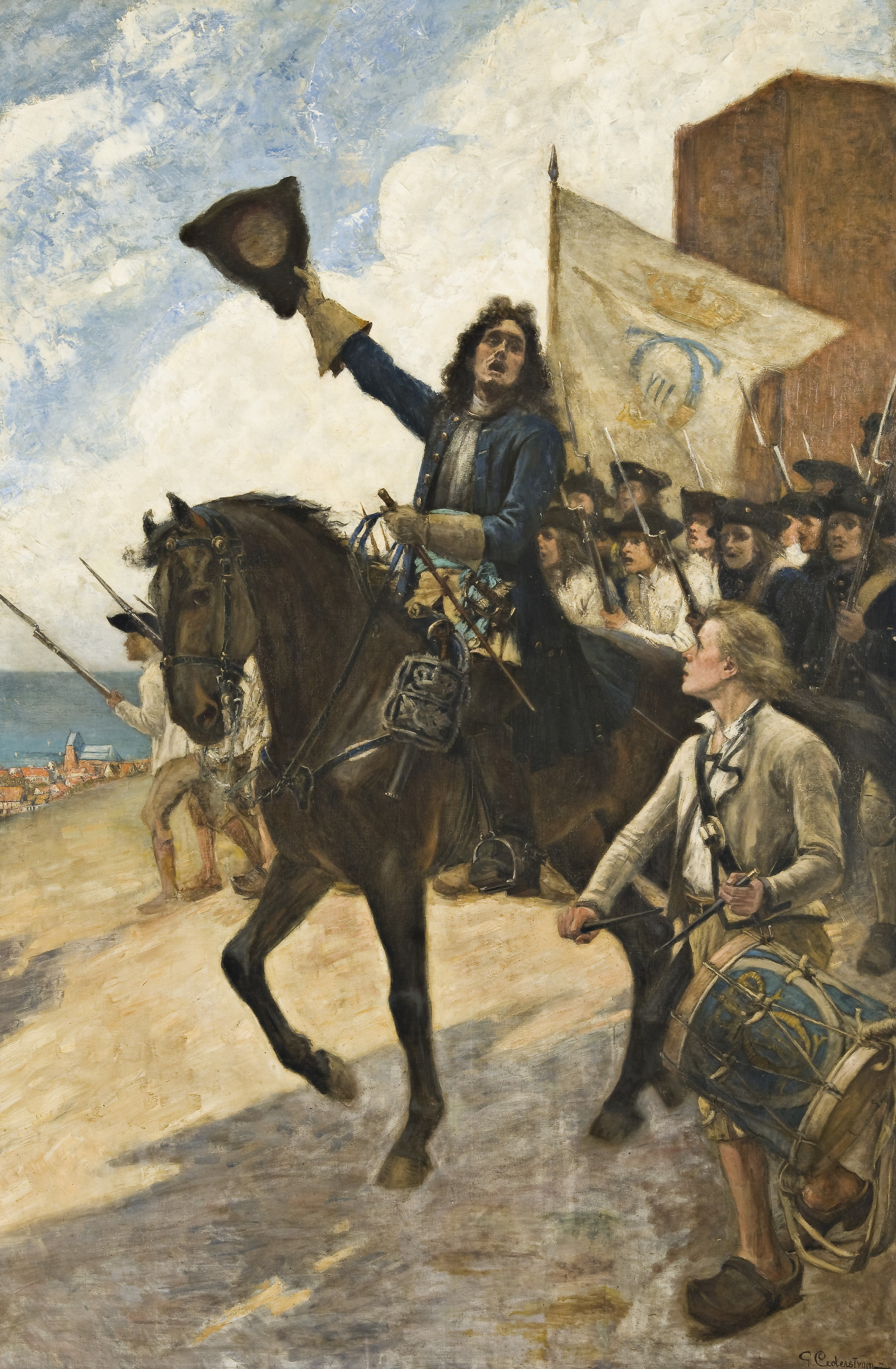
Magnus Stenbock vid Helsingborg (1892) av Gustaf Cederström.

Danskarna förskansade sig i Helsingborg och överskeppade de sårade soldaterna, ihop med stadens kvinnor och barn, till Helsingör. Rantzau överlämnade befälet till generalmajor Frantz Joachim von Dewitz. Stenbock avstod från att storma staden och den 1 mars lät han uppställa ett batteri vid Pålsjö strand som besköt den danska skeppstrafiken. Den 3 mars bombarderades Helsingborg och stadens bebyggelse förstördes. Samma dag beordrades von Dewitz av Fredrik IV att omedelbart evakuera staden och överföra trupperna till Själland. Den danska evakueringen påbörjades dagen efter under intensiv svensk artillerield. Danskarna brände upp sina vagnar, slängde bort sina matförråd och slaktade tusentals hästar som de lämnade kvar i stadens gator, källare och brunnar. Den 5 mars var von Dewitz den siste dansk som lämnade Skåne i en båt. Vid intåget av den återerövrade staden blev Stenbock tvungen att tvångskommendera bönder för att göra sig av med hästkadavren, som grävdes ner i massgravar eller dumpades i havet. Den 9 mars lämnade Stenbock staden och återförenade med sin familj i Malmö.
Efter Stenbocks seger vid Helsingborg började en hjältekult växa kring honom i det svenska riket. Han fick personliga gratulationer från änkedrottningen Hedvig Eleonora, prinsessan Ulrika Eleonora, hertig Karl Fredrik av Holstein-Gottorp, kung Stanisław Leszczyński och hertigen av Marlborough. Över hela riket firades Stenbocks seger med hyllningstal, skrifter och konstnärliga verk, och i en allmän tacksägelseceremoni den 18 mars lovprisades Stenbocks namn. I april reste Stenbock till Stockholm för att informera riksrådet om det nya strategiska läget. Vid ankomsten dit hyllades han av stadens invånare och han höll flera segertal inför präst- och bondestånden. Rikets ständer skänkte honom Bååtska palatset och den 21 maj utnämnde riksrådet honom till fältmarskalk, och skickade fullmakten till Karl XII:s högkvarter i Bender för kungens underskrift.

### Pestepidemi

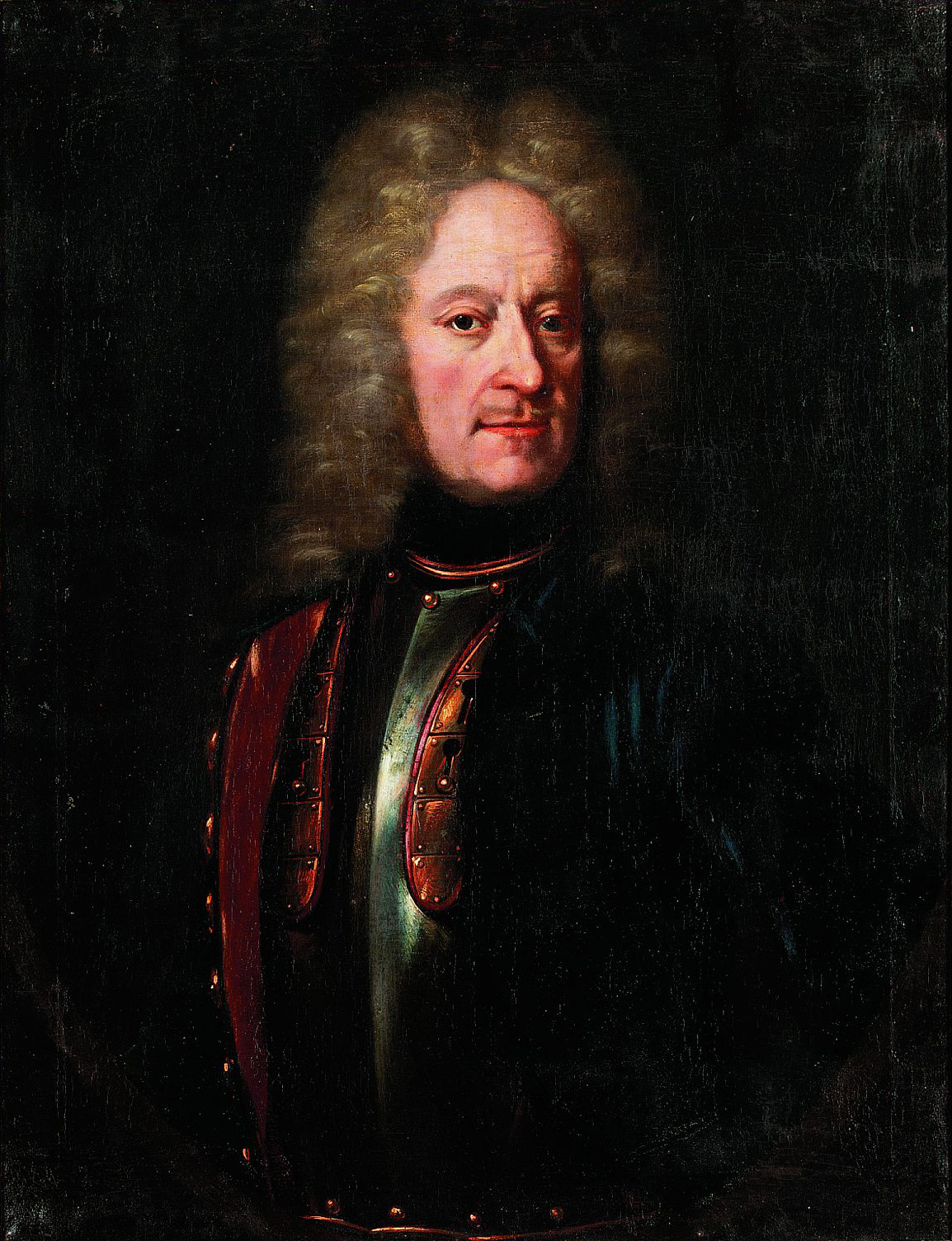
Magnus Stenbock (1710) av Johann Heinrich Wedekind.

Stenbocks fältarmé fördelades mellan Skånes städer och byar, för att försvara dessa från danska marinsoldater; under våren blev kustbyarna mellan Kullen och Barsebäck plundrade av dessa. Under sommaren 1710 drabbades Sverige av missväxt, och i Skåne blev hungriga soldater tvungna att stjäla mat från bönderna. Stenbock kunde inte upprätthålla disciplinen och begärde livsmedelsleveranser från övriga delar av landet. Samtidigt anlände bud om märkliga dödsfall från Stockholm och Blekinge. Den 10 september skickade riksrådet bud till samtliga guvernörer och landshövdingar om att Stockholm hade drabbats av en allvarlig smitta och att hundratals personer hade dukat under. Efteråt fastslog Collegium Medicum att epidemin i Stockholm var den fruktade böldpesten som sedan hösten 1708 hade härjat runt Östersjöns södra och östra kuster. Dessa tecken tvingade Stenbock att den 28 oktober ge order om att avspärra hela guvernementet från omvärlden, i syfte att hålla farsoten ute. Beväpnade avspärrningar placerades på de stora landsvägarna till Skåne från Halland, Småland och Blekinge, och pestvakter posterades vid Margretetorp, Markaryd och Kivik. Rökningsstationer uppfördes vid avspärrningarna och resande till Skåne var tvungna att uppvisa ett giltigt sundhetspass och låta sina kläder och bagage rökas med renande örter innan de kunde passera vidare. Även breven från postombuden var tvungna att rökas. Mellan 1710 och 1713 hade 100 000 människor i Sverige dukat under för pesten, varav 20 000 bara i Stockholm. Tusentals människor i Skåne dukade under, främst i Göinge och de nordöstra delarna av guvernementet, medan angränsade byar var fria från pestrelaterade dödsfall.

### Kungligt råd
I februari 1711 fick Stenbock kunglig order från Karl XII, daterad 30 augusti 1710, om att frånträda sin guvernörspost och inställa sig som kungligt råd i Stockholm. Hans fältmarskalksfullmakt utelämnades och Burensköld utsågs till ny guvernör. Stenbock såg detta som en nedgradering och en skymf, dels att han fick en osäker lön som kungligt råd på grund av kristidsekonomin i jämförelse med hans stabila inkomster och löneförmåner som skånsk guvernör, dels att han inte upphöjdes i graderna vilket hans underlydande generaler gjorde efter segern vid Helsingborg. Dock skulle Stenbock fortfarande ansvara för Skånes gränsförsvar, och fick kunglig order om att bygga bröstvärn utanför Barsebäck, Höganäs och Mölle, samt en två kilometer lång skyddsvall vid Råå. Mellan 1711 och 1712 åtog sig Stenbock uppdraget som universitetskansler för Lunds universitet.

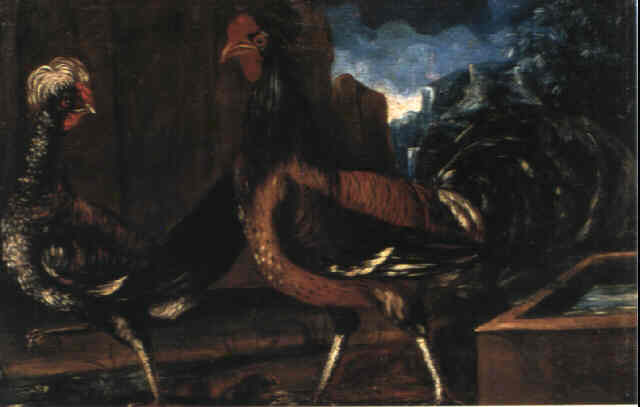
Hönsfåglar (1710) av Magnus Stenbock.

I Bender gjorde Karl XII upp revanschplaner mot Ryssland, och övertyga den osmanska regeringen i Höga porten att liera sig med Sverige. Han gav order till riksrådet om att överskeppa en svensk fältarmé till Pommern, som därifrån skulle gå in i Polen samtidigt som Karl XII skulle marschera söderifrån i spetsen för en osmansk armé. De förenade arméerna skulle avsätta August II för en andra gång, marschera mot Moskva och tvinga Danmark till en ofördelaktig fred. Riksrådets kanslipresident Arvid Horn och fältmarskalken Nils Gyllenstierna motarbetade kungens planer och i våren 1710 ratificerade rådet en neutralitetsförklaring med Europas västmakter i Haag till fördel för Sveriges tyska provinser. Då Karl XII betraktade Horn som opålitlig anförtrodde han Stenbock till att sammansätta och överskeppa en ny fältarmé. I sin första rådsession i april 1711 yrkade Stenbock för kungens order, som kritiserades av Horn och flera andra rådskollegor. Stenbock fick dock stöd från Hans Wachtmeister och av Stanisław Leszczyński, som hade sökt skydd i Svenska Pommern och av kungen tilldelats ett årligt apanage, ett beslut som irriterade rådet. När Danmark, Ryssland och Sachsen fick veta om Karl XII:s avvisande hållning till neutralitetsförklaringen ryckte en dansk armé om 30 000 man in i Pommern via Mecklenburg i augusti 1711, samtidigt som sachsiska trupper marscherade söderifrån. Fredrik IV och August II sammanstrålade utanför Stralsund, som utsattes för en belägring. Av denna anledning reste kung Stanisław till Sverige, sammanträffade med Stenbock i Kristianstad och reste upp till riksrådet i Stockholm för att begära truppförstärkningar.
Riksrådet var överens om att skicka fyra infanteriregementen om 4 000 man till Stralsunds försvar. Med rådets godkännande reste Stenbock i oktober till Karlskrona för att bistå Wachtmeister med förberedelserna och överskeppningen av trupperna. Transportflottan avfärdades den 24 november och några dagar senare debarkerades trupperna vid Perd på Rügen. För Stralsunds kommendant, generallöjtnant Carl Gustaf Dücker var dessa förstärkningar mindre än vad han hade hoppats på, då han fick underrättelser om att danskarna och sachsarna följande år skulle genomföra en stor offensiv. I början av december återvände Stenbock till Karlskrona, och i julen fick han kunglig order om att hålla ett vakande öga över den svenska västkusten medan generallöjtnant Gustaf Adam Taube i Stenbocks frånvaro skulle leda Skånes försvar.

### Mobiliseringsorder

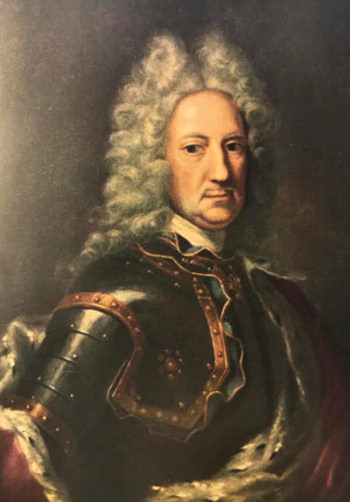
Magnus Stenbock (1712) av Johan David Schwartz.

I Göteborg den 19 maj 1712 fick Stenbock en ny order från Karl XII, denna gång om att han omedelbart skulle överskeppa en fältarmé i Pommern. Han fick fullmakt att handla oberoende från riksrådet för att genomföra överskeppningen. Han skulle även underställa sig kung Stanisław Leszczyński och rådslå med Mauritz Vellingk, som nu var guvernör över Bremen-Verden och kommenderande general över de svenska trupperna i Tyskland. Stenbock och kung Stanisław skulle organisera överskeppningen i samråd med Wachtmeister och Amiralitetskollegiet i Karlskrona.
I mitten av juni 1712 samtalade Stenbock med kung Stanisław och rådskollegorna Horn och Gyllenstierna i Vadstena, där han framförde de finansiella kraven från Karlskrona om ett tillskott på 200 000 daler silvermynt och 1 500 erfarna båtsmän. Horn och Gyllenstierna kunde endast skaffa en fjärdedel av det begärda beloppet, och hänvisade till statens penningbrist och den allmänna nöden i riket. Stenbock följde med dem till Stockholm och tillsammans med Gustaf Cronhielm samtalade Stenbock med chefen för Statskontoret för att ta reda på rikets finansiella läge. Där satte de upp ett finansieringsförslag där man skulle vända sig till befolkningen med appeller om kontanta penninglån, främst från de rikare undersåtarna såsom Stockholms handelsidkande borgare. Under hela juli företog Stenbock sin upplåningsverksamhet genom att skicka brev till landets guvernörer, magistrater och landshövdingar, samt höll tal och banketter i Stockholm där han vädjade till borgerskapet om penningmedel och lastfartyg för att kunna få kungen hem till Sverige och att förbättra den hårt skadade svenska utrikeshandeln. På kort tid samlade Stenbock och hans hantlangare 400 000 daler silvermynt samt ett lån på nio dubbeldäckade bulkfraktare. Med detta tillskott kunde den svenska krigsledningen i slutet av juli skicka uppbrottsorder till regementena, upphandla spannmål, mönstra båtmän och samla upp en transportflotta i Karlskrona medan örlogsflottan gjordes stridsduglig.
Stenbock lämnade Stockholm och tillbringade en vecka i Vapnö för att ta farväl av sin fru och barn. I augusti avseglade Wachtmeister med en flotta på 27 örlogsfartyg från Karlskrona, och den 23 augusti anslöt sig Stenbock till transportflottan som låg ankar i Karlshamn, som samma dag avseglade mot Rügen. Följande dag jagade Wachtmeister bort en dansk flotta under amiral Gyldenløve, som retirerade till Köpenhamn medan Wachtmeister kastade ankar i Kögebukten.

### Nordtyska fälttåget

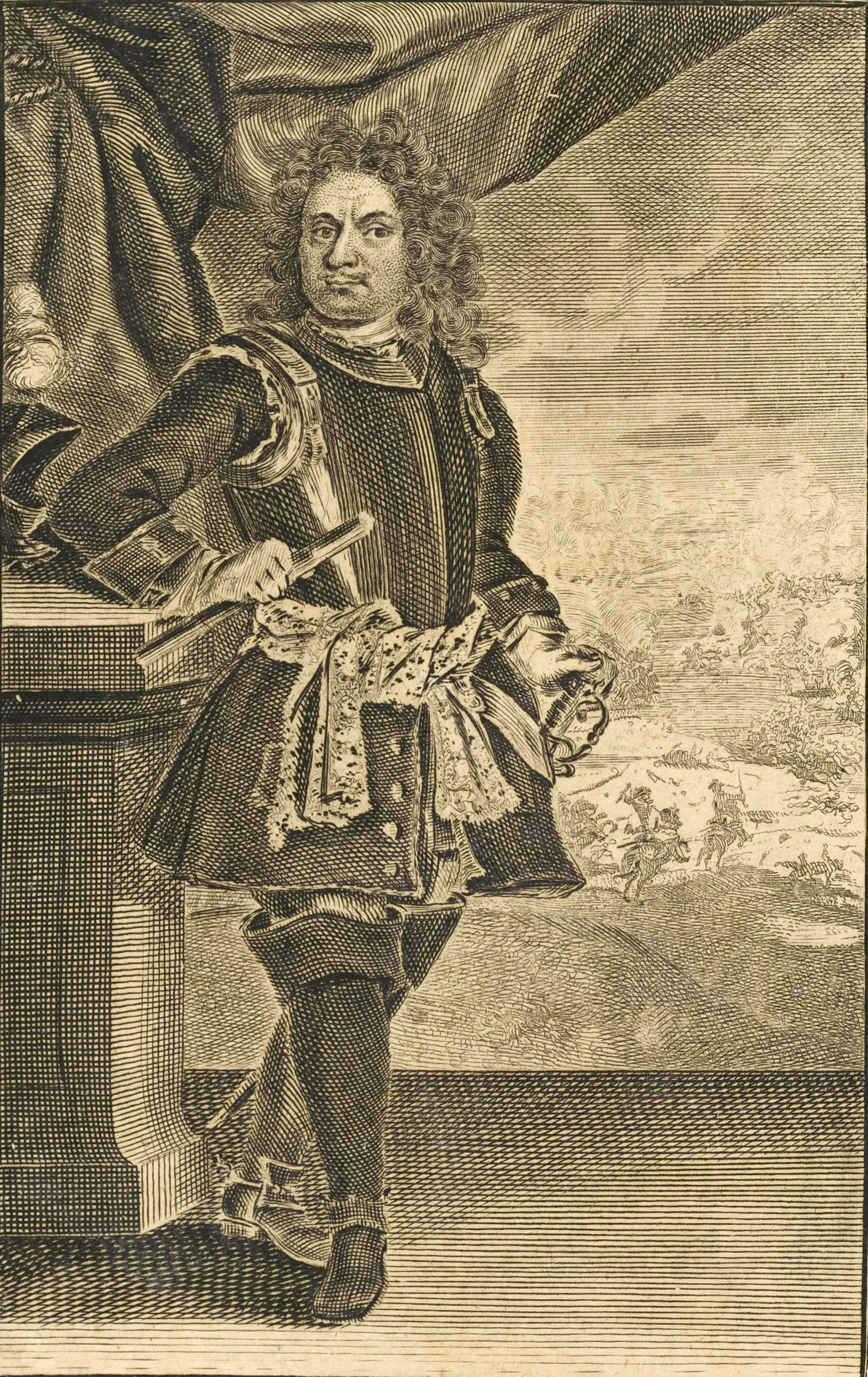
Magnus Stenbock (1713) av Martin Bernigeroth.

Den 25 augusti landsteg Stenbock vid Wittow på Rügens nordkust, och färdades under de närmaste dagarna mellan Stralsund och olika platser på Rügen. Den 14 september ankrade resten av transportflottan vid Wittow, och två dagar senare debarkerade 9 500 soldater och ett tjugotal kanoner. Större delen av trupperna skickades till olika förläggningsorter på Rügen, medan en handfull kompanier skickades till Stralsund. På natten mellan 18 och 19 september blev transportflottan som låg ankar vid Langkenhoff överrumplad av Gyldenløves flotta, som hade kringgått Wachtmeisters örlogsflotta. Över 50 svenska fartyg gick förlorade under angreppet, varav hälften erövrades av danskarna, och större delen av svenskarnas vinterförråd förlorades.
Förlusten av transportflottan var en stor logistisk förlust för Stenbock och de svenska trupperna i Tyskland. Stenbock skickade ett bud till riksrådet i Stockholm om att skicka en ny transportflotta med nya vinterförråd samt 4 000 ryttare som ännu inte överskeppats från Sverige. Under tiden fick Stenbock order av kung Stanisław att ingå hemliga förhandlingar med den sachsiske fältmarskalken Jacob Heinrich von Flemming om att undersöka möjligheterna för en separatfred med kung August II. Mötet ägde rum den 11 oktober i Pütte åtta kilometer väster om Stralsund, där Stenbock ihop med generalmajorerna Georg Reinhold Patkul och Fredrik von Mevius diskuterade med Flemming och hans följe, den ryske generalfälttygmästaren Jacob Daniel Bruce och de danska överstarna Bendix Meyer och Poul Løvenørn. Då Flemming förkastade kung Stanisławs krav på Litauen, ledde inte förhandlingarna till något resultat. Stenbock höll krigsråd med sina generaler och regementschefer om vilken väg de skulle marschera. Då vägen till Polen var förhärjad och blockerades av ryska och sachsiska trupper om mellan 20 000 och 30 000 man, valde Stenbock att gå västerut till Mecklenburg där det fanns goda möjligheter att livnära trupperna och samla ihop vinterförråd.
Den 1 november lämnade 16 000 man under Stenbocks direkta befäl Stralsund. Färdriktningen gick parallellt med fiendens linjer som koncentrerades söder om Stralsund. Den 4 november korsades floden Recknitz vid Damgarten, och den 14 november intogs Rostock utan strid. Stenbock inrättade sitt högkvarter i Schwaan söder om Rostock, och upprättade förbindelser till svenska Wismar. I Mecklenburg inleddes kontributionsindrivningen under ledning av generalkrigskommissarien Peter Malmberg, och svenskarna konfiskerade betydande mängder livsmedel, vagnar och hästar. Samtidigt höll sig danska trupper kring Hamburg och danska Holstein, medan sachsiska och ryska trupper pressade på från öster. Den 5 november underhandlade Stenbock och kung Stanisław med Flemming, där Stanisław tillkännagav sina tankar om att uppge den polska kronan, vilket skapade möjligheter för en vapenvila. Den 24 november fick Stenbock order av kung Stanisław att ingå ett tre månader långt vapenstillestånd med fiendealliansen. I Lüssow några dagar senare förhandlade Stenbock ihop med generalmajor Carl Gustaf Mellin med Flemming, den ryske befälhavaren furst Aleksandr Mensjikov och överstarna Meyer och Løvenørn. Stenbock fick även tillfälle att diskutera med August II, som dock inte var mötesdeltagare utan som gäst hos änkehertiginnan Magdalena Sibylla i Güstrow. Parterna kom överens om en två veckor lång vapenvila, med början den 1 december, vilket gav svenskarna möjlighet att ostört insamla livsmedelsreserver och ge mer tid för en ny transportflotta att kunna ankomma till Wismar. Den 29 november avreste kung Stanisław mot Bender för att informera Karl XII om förhandlingarna. Samtidigt blev Stenbock under två veckor sängliggande i Wismar på grund av kraftiga kolikanfall. Han fick också underrättelser om att en ny transportflotta under amiral Gustaf Wattrang hade utrustats i Karlskrona och försökt avsegla till Wismar, men på grund av upprepade vinterstormar misslyckades flottan tre gånger med detta.

#### Slaget vid Gadebusch
Vid slutet av vapenvilan fick Stenbock veta att en stor dansk armé hade brutit sig in i Mecklenburg från väster och anfallit Malmbergs provianteringskårer. För att hindra danskarna från att ansluta sig till de övriga allierade beslutade Stenbock att göra sin armé marschklar. Den 15 december förstörde svenskarna broarna över floden Warnow för att säkra arméns rygg och flank, och följande morgon förflyttades armén västerut. Två dagar senare gjorde armén halt vid Karow, där Stenbock underrättades om att danskarnas stod stilla vid Gadebusch och att sachsiska kavalleriregementen var på väg att ansluta sig till dem. Utanför Gadebuschs murar hade 16 000 danska soldater upprättat sitt fältläger medan kung Fredrik IV inrättat sig i stadens slott. Danskarnas överbefälhavare var generallöjtnant Jobst von Scholten. Den 18 december marscherade Stenbock mot Gadebusch och delade upp sin armé i marschkolonner. Den 19 december slog Stenbock läger vid herrgården Lütken Brütz fem kilometer öster om Gadebusch. Efter midnatt blev hans trupper upptäckta av Scholtens spaningstrupper, och vid dagbräckningen gjordes de danska och svenska trupperna redo för strid.

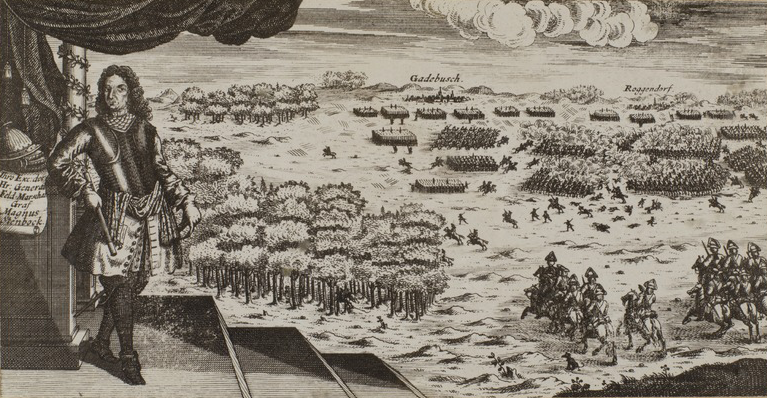
Samtida illustration av Magnus Stenbock vid slaget vid Gadebusch 1712.

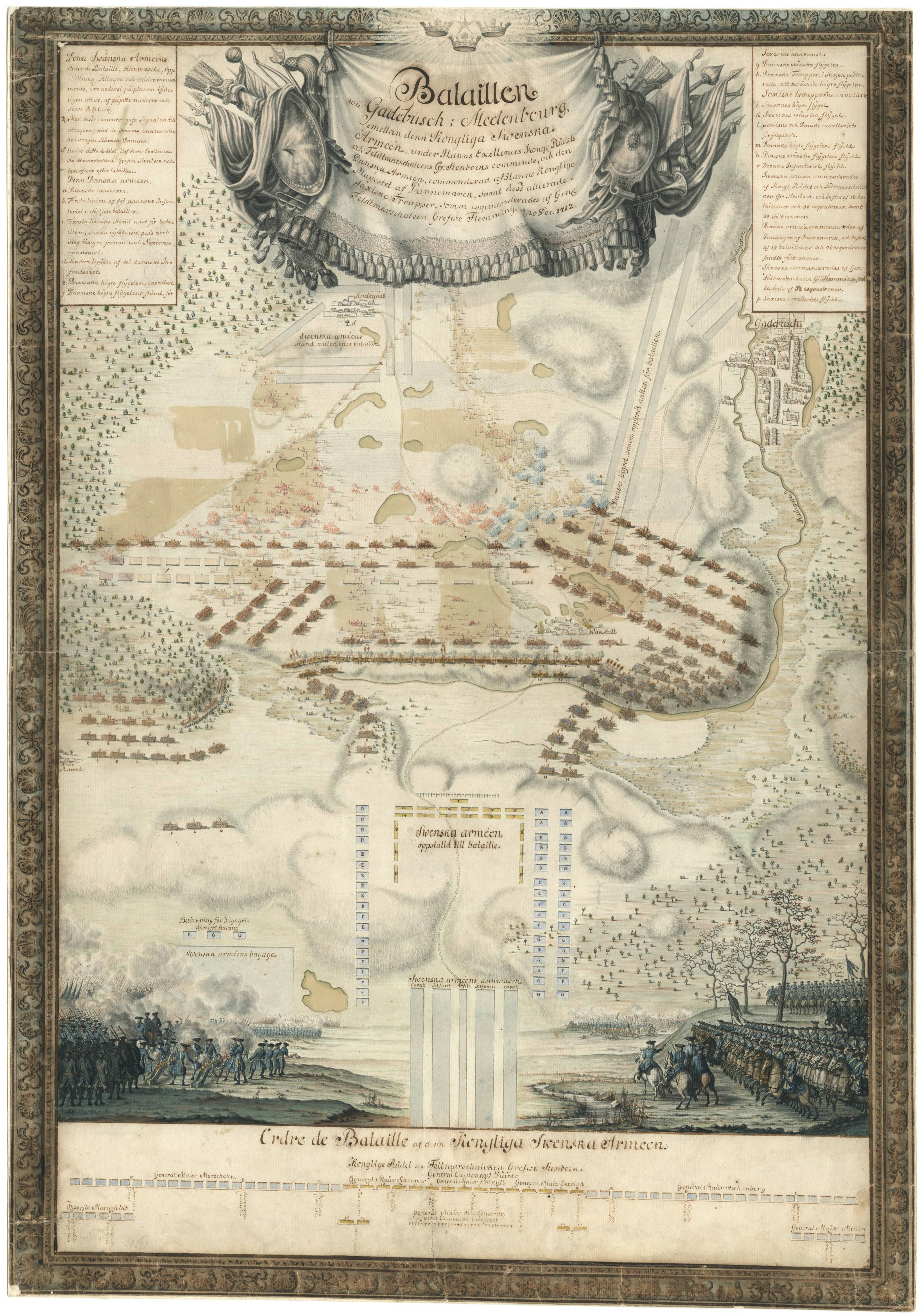
Bataljkarta över slaget vid Gadebusch (1712) av Magnus Rommel.

På morgonen den 20 december gick danskarna i försvarsställning vid Wakenstädt tre kilometer söder om Gadebusch i väntan på svenskarnas anfall, och under tiden anlände Fleming med sina sachsiska förstärkningar. Sammanlagt stod 16 000 danskar och 3 500 sachsare framför Stenbocks armé, som räknade omkring 14 000 man. På inrådan av artilleribefälhavaren Carl Cronstedt lät Stenbock ge sitt artilleri en viktig roll i slaget. Det placerades framför infanteriet under beskydd av en bataljon fotsoldater. På 700 meters avstånd från fienden avfyrade de svenska kanonerna en häftig eld, sedan drogs de framåt en bit med hästar och en ny eldgivning började. I början av striden lyckades det svenska kavalleriet på högerflygeln omringa de danska ryttarna på vänsterflygeln. Danskarna började fly bakåt, men när sachsiska förstärkningar kom stoppades den svenska framryckningen. Inbrytningen medförde att det danska infanteriet på vänsterkanten blev oskyddat. Det svenska infanteriet rörde sig framåt i kolonner och först nästan inpå fienden formade soldaterna slaglinje och besköt danskarna. Det svenska infanteriet var framgångsrikt, framför allt på högerkanten där de kunde tränga in i den oskyddade danska kavalleriflygeln. Förlusterna blev stora bland de danska fotsoldaterna. Den danska högerflygeln kunde förstärkt med sachsiskt kavalleri slå tillbaka de svenska anfallen. När skymningen kom avmattades striden och de kvardröjande danska och sachsiska trupperna drog sig tillbaka från slagfältet och retirerade till Holstein. De svenska ryttarna var alldeles för utmattade för att kunna förfölja dem. De danska förlusterna uppgick till 2 500 i antalet stupade och sårade, medan de sachsiska förlusterna uppgick till mellan 700 och 900 stupade och sårade. Dessutom togs 2 500 danskar och 100 sachsare som fångar. De svenska förlusterna uppgick till 550 stupade och 1 000 sårade.
De utmattade svenska trupperna förlades i kvarter på olika orter mellan Gadebusch och Wismar, medan Stenbock begav sig till Wismar med sina fångar och skadade soldater. Stenbocks seger vid Gadebusch firades över hela Sverige, och Stenbock fick gratulationsbrev från änkedrottningen och prinsessan i Sverige, hertigen Fredrik Vilhelm av Mecklenburg-Schwerin och kung Fredrik Vilhelm I av Preussen. Även kung Ludvig XIV nämnde Stenbock i sitt nyårstal inför hovet i Versailles, och Karl XII ratificerade Stenbocks utnämnande till fältmarskalk. Fullmakten utfärdades i januari 1713 och kom till Stenbock i juli samma år.

#### Ödeläggelsen av Altona
Den 30 december marscherade Stenbock in i Holstein över Trave, i syfte att där kunna försörja sina trupper. Från sitt högkvarter i Schwartau skickade han universaler om kontributioner både till de danska och de furstliga delarna av Holstein samt till hansastaden Lübeck. Han skickade bud till generalguvernör Mauritz Vellingk om att anskaffa stora mängder kläder till trupperna. Vellingk var posterad i Hamburg då Stade och guvernementet Bremen-Verden var ockuperad av danska trupper sedan september 1712. Då Vellingk ville ge en hämndaktion för den danska ödeläggelsen av Stade, rådde han Stenbock att tåga in i den danska delen av Holstein för att vid Elbe lägga den danska hamnstaden Altona i aska. Den 7 januari 1713 upprättade Stenbock sitt högkvarter i Pinneberg norr om Hamburg, medan överstarna Ulrich Carl von Bassewitz och Johan Carl Strömfelt med 200 ryttare och 800 dragoner skickades till Altona. På morgonen dagen efter ankom Stenbock till Altona och arresterade stadens provisoriska borgarkommitté, vilket fick borgarna att förhandla om en brandskatt på 36 000 riksdaler. När Stenbock senare under dagen dryftade om saken till Vellingk i Hamburg, argumenterade denne att Altona måste brännas ner eftersom staden med sina stora livsmedelsmagasin utgjorde en strategisk nyckelpunkt för de allierade. Dock argumenterade Stenbock för att ödeläggelsen av staden skulle orsaka vedergällningsaktioner i svenska Pommern och Bremen, och att han hade lovat Holsteins befolkning att så länge de höll sig lugna och gav kontributioner kunde de känna sig trygga. Vellingk hotade med personligt ansvar och obehagliga konsekvenser om inte staden sattes i brand. På kvällen återvände Stenbock till Altona och hotade borgarna med att bränna ner staden om de inte kunde ge honom 100 000 riksdaler innan mörkrets inbrott. Trots att Bassewitz övertalade Stenbock att sänka brandskatten till 50 000 riksdaler kunde inte borgarna uppbringa denna summa på så pass kort tid. Borgarna greps av panik och bad Stenbock att skona deras liv, men Stenbock lämnade Altona och beordrade Strömfelt att verkställa ordern.

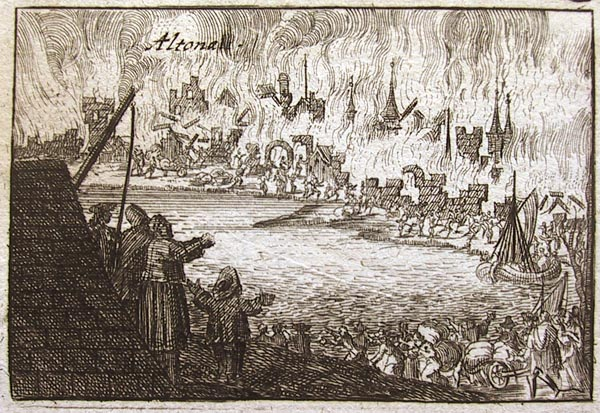
Altona bränns ner till grunden. Illustration (1719) av Andreas Lazarus Imhof.

På natten mellan 8 och 9 januari slets borgarna i Altona ut ur sina hus och jagades ut på vägarna av Strömfelts dragoner, som efteråt antände husen på skilda platser. På morgonen den 9 januari förvandlades Altona till en pyrande spökstad, och ett hundratal av stadens invånare dog av flammorna eller frös ihjäl i vinterkylan. Endast några hundra av stadens 2 000 hus klarade sig undan branden. Efter ödeläggelsen skickade Stenbock ett brev till geheimerådet Ditlev Vibe, där han funnit sig tvingad av "krigsraison och en oundviklig nödvändighet" till att bränna ner Altona. De allierade staterna riktade skarp kritik mot Stenbocks handling. Stenbock fick ett personligt brev från Flemming och Scholten där de uttryckte sin avsky för ödeläggelsen och att de inte kunde begripa Stenbocks uppförande. Stenbocks våldshandling var svår att försvara eftersom Altonas invånare var försvarslösa och av samma luthersk-evangeliska konfession som svenskarna. Han blev nu en måltavla i den antisvenska propagandan och blev ryktad som en blodtörstig mordbrännare. Hans övergrepp blev vida känt som "der Schwedenbrand" (den svenska branden) eller "die Schwedische Einäscherung" (det svenska likbålet).

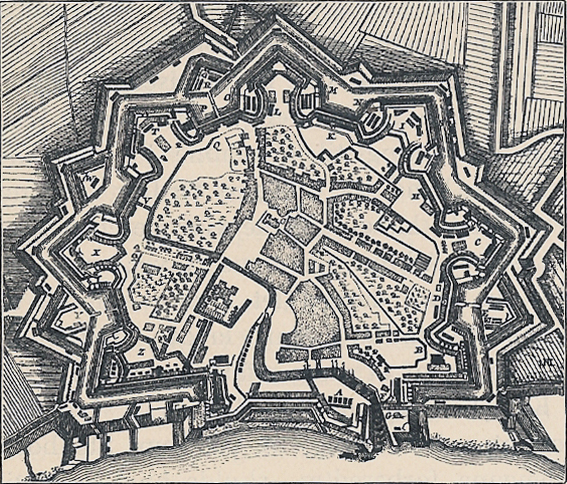
Karta över Tönningen vid samma tidpunkt som stora nordiska kriget. Från det femte bandet av Danmarks Riges Historie skriven av Edvard Holm.

Vid mitten av januari närmade sig danska och sachsiska trupper Hamburg, och en rysk armé under tsar Peter I:s ledning marscherade från Mecklenburg i riktning mot Holstein. Den 18 januari korsade Stenbock och hans armé Eiderkanalen, marscherade in i Schleswig och slog kvarter i Husum. Ryttaravdelningar under Bassewitz och Strömfelt skickades till Flensburg och Åbenrå. Därifrån rapporterade de om att vägarna norrut var upplösta till gyttja och att byarna och gårdarna i omgivningen var övergivna och tomma på livsmedel och värdesaker. Den 22 januari höll Stenbock krigsråd med arméledningen, där de kom överens om att besätta halvön Eiderstedt och upprätta starka livsmedelsmagasin i skydd av Holstein-Gottorps huvudfästning, Tönningen. Stenbock hade redan efter Altonas ödeläggelse ingått förhandlingar med hemliga sändebud från Holstein-Gottorp, som styrdes av Kristian August, farbror till den unge hertigen Karl Fredrik. Då hertigdömet hotades till undergång av Danmark och dess allierade ville Kristian August använda Stenbocks armé till hertigdömets försvar. Ett hemligt traktat, där svenskarna garanterades Tönningens beskydd mot ett löfte om att skydda hertigdömet vid framtida fredsförhandlingar med Danmark, skrevs under av Stenbock, Kristian August och geheimeråden Henrik Reventlow, Johan Claesson Banér och Georg Heinrich von Görtz.
De allierade trupperna korsade Eiderkanalen den 23 januari och några dagar senare drabbade Stenbocks trupper samman med ryska förtrupper vid Hollingstedts bro mellan Husum och staden Schleswig. Efteråt marscherade Stenbock till Eiderstedt, spred ut sina trupper runt halvön och byggde mindre skansar på strategiska platser. I början av februari anföll danskarna och sachsarna från Husum medan ryssarna ryckte fram över Friedrichstadt och Koldenbüttel. Stenbock slog till reträtt mot Tönningen och förlorade flera kanoner och livsmedelsmagasin till de allierade. Den 14 februari tågade de första svenska infanteriförbanden i Tönningen, senare med de övriga i infanteriet, trossen, omkring 2 000 sjuka soldater och kavalleriförbanden, som slog läger på slätten utanför fästningen. Stenbock delegerade befälet över manskapet till generalmajorerna Georg Reinhold Patkul och Stackelberg, och ihop med kavalleriet försökte Stenbock ta sig över Eiderkanalen med båtar och skaffa undsättning från Sverige. Överskeppningen misslyckades på grund av hårda vindar och tsar Peter och 10 000 ryska soldater började röra sig mot det svenska brohuvudet. Stenbock slog till reträtt och hälften av hans kavalleri överlämnade sig åt de antågande ryssarna, medan resten slaktade sina hästar och lyckades ta sig tillbaka till Tönningen.

#### Kapitulationen i Tönningen
Innanför Tönningens murar trängdes 12 000 svenskar med holsteinska soldater och borgare, och fästningen led brist på bränsle, livsmedel och drickbart vatten. Riksrådet i Stockholm avfärdade Stenbocks nödrop, och hänvisade till det svenska rikets krissituation. Från havet blockerades Tönningen av danska krigsskepp, och från Karl XII kunde Stenbock inte få någon hjälp, då han fick senare veta av Vellingk att kungen hade förflyttats till Demotika efter kalabaliken i Bender, då osmanerna inte längre kunde lita på Sveriges krigsmakt eftersom Stenbock, istället för att bryta sig in i Polen, valde att förhandla med fienden. Stenbock började bli nedstämd och lynnig av motgångarna, grälade med fästningskommendanten Zacharias Wolf och låste ofta in sig på sin kammare. Han skrev vredgade brev till riksrådet och flera försvarsskrifter av hans egna handlingar i fälttåget. Efteråt höll Stenbock motvilligt en audiens med baron von Görtz, som talade om att fästningen hade endast förråd för tre månader, att de allierade trupperna började närma sig fästningens murar och föreslog för Stenbock att överväga "en honorable kapitulation". När Stenbocks trupper gick in i Tönningen betraktade danskarna det tidigare neutrala hertigdömet som ett krigförande land. Mellan den 16 och 18 februari hade danska trupper intagit de furstliga delarna av Schleswig, skickat hertigdömets trupper till Rendsburg som krigsfångar och ersatte de furstliga ämbetsmännen med danska geheimeråd, samtidigt som Kristian August tog sig i säkerhet till Hamburg.

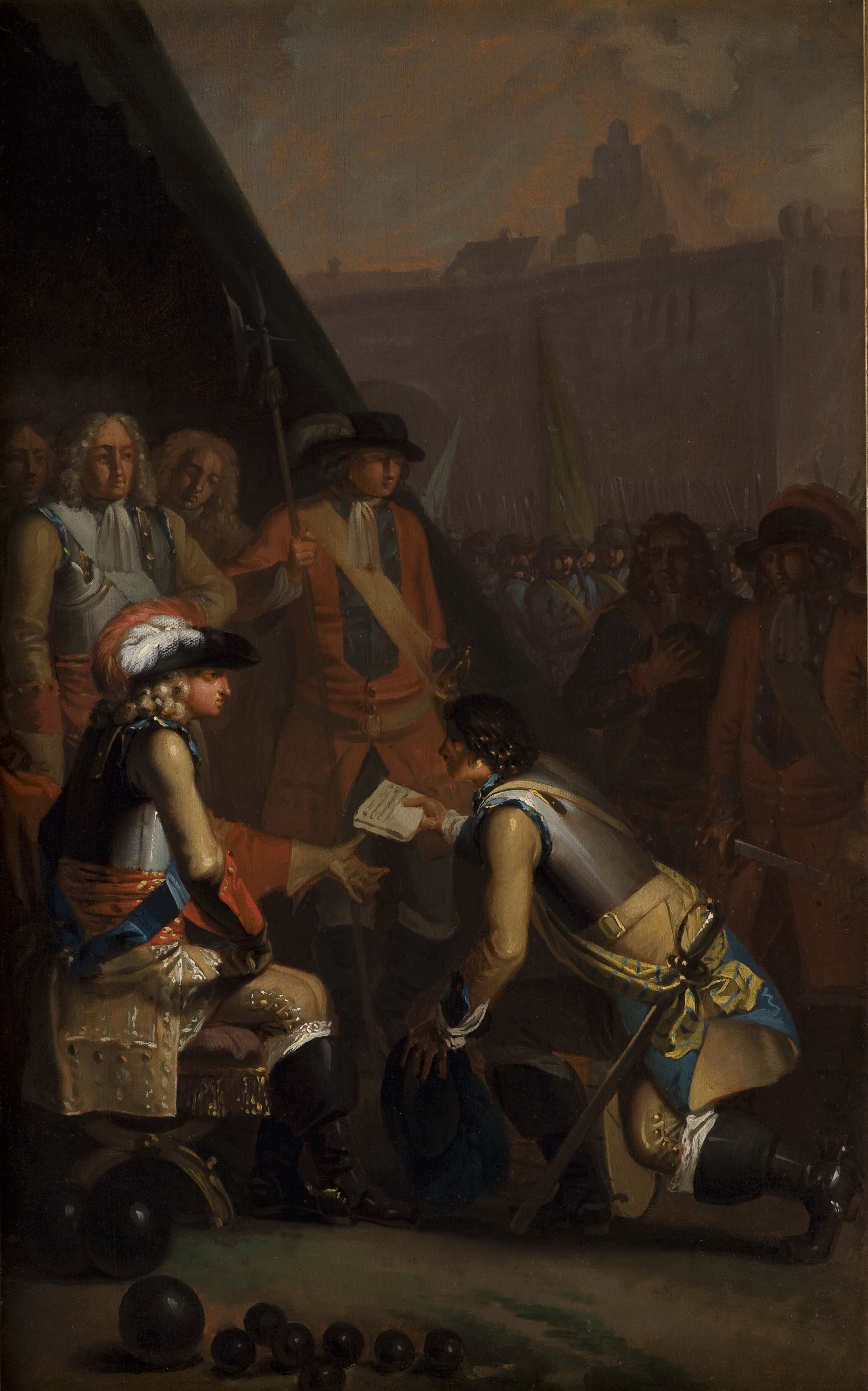
Magnus Stenbock kapitulerar inför kung Fredrik IV. Målning (1785) av Nicolai Abildgaard.

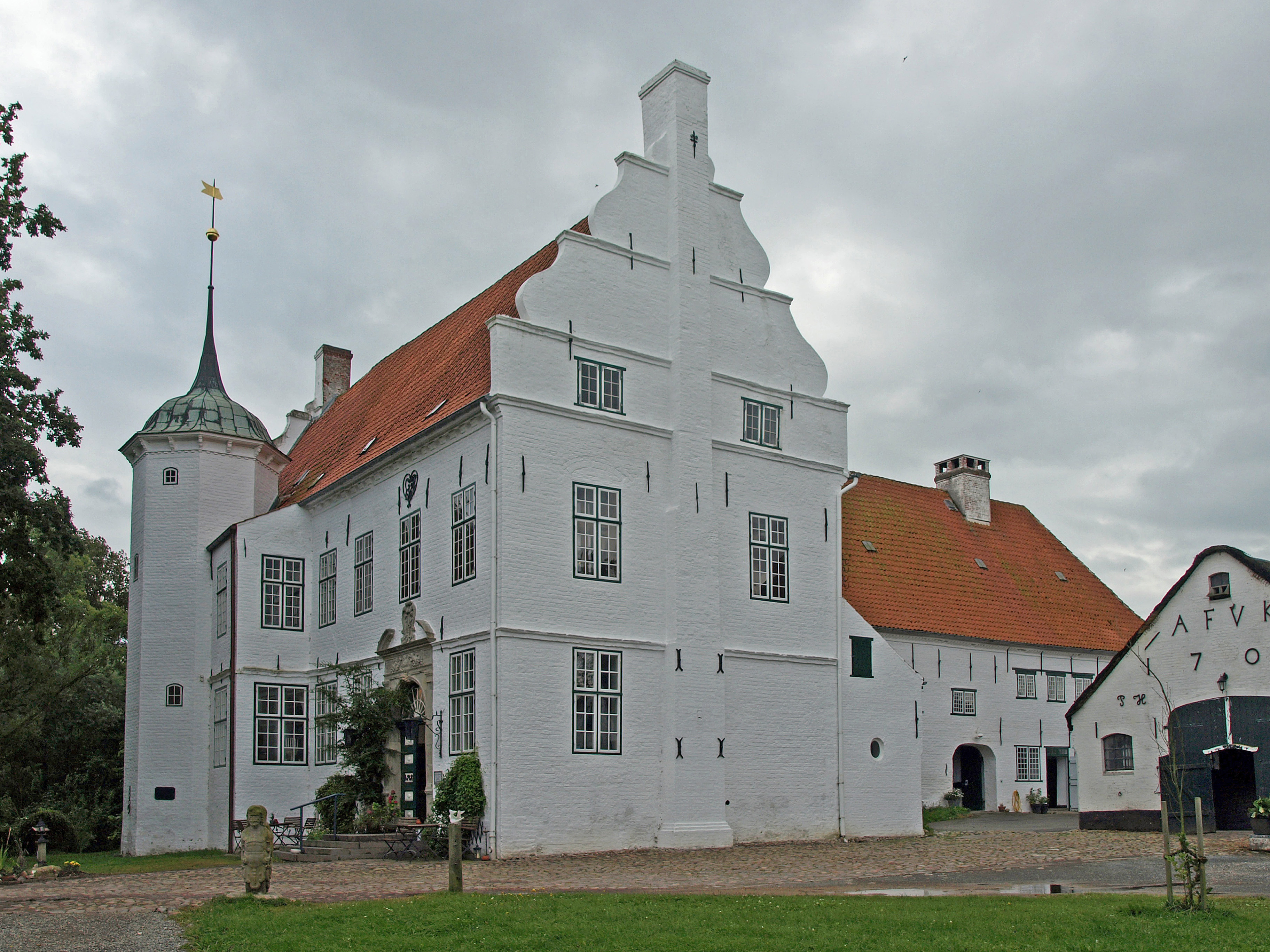
Stenbock undertecknade kapitulationsdokumentet på Oldensworts herrgård den 16 maj 1713.

Baron von Görtz hade som mål att återupprätta Holstein-Gottorp som suveränt furstendöme, och genom Flemming utverkade han en audiens med Fredrik IV. Görtz lyckades övertyga kungen om att Kristian August var ovetande om händelseutvecklingen kring Tönningen, och efter flera möten med Flemming, geheimerådet Vibe och andra dignitärer fick Görtz en skrivelse om att Holstein-Gottorp skulle återfå sina län och rättigheter i utbyte mot att Görtz förmådde svenskarna att kapitulera. Görtz återvände till Tönningen den 16 april. Vid den tidpunkten hade 2 000 svenska soldater dukat under i fästningen, sjukdomar spreds och disciplinen var omöjlig att upprätthålla, vilket gjorde att flera soldater deserterade. Samtidigt omringades fästningen av 30 000 allierade soldater, som grävde löpgravar utanför murarna och förde fram tungt belägringsartilleri. Stenbock sammankallade med arméledningen om en eventuell kapitulation, och ledningen gav sitt enhälliga stöd till att påbörja förhandlingar med Görtz som mellanhand. En svensk delegation skickades till Simonsberg för att förhandla med de danska representanterna, och den 21 april presenterades ett förslag till den svenska armén om ett danskt ultimatum med Fredrik IV:s underskrift, där svenskarna var tvungna att överlämna sina skjutvapen, fanor och artilleripjäser. Stenbock accepterade inte detta och skickade istället Görtz som menade sig kunna utverka ett bättre avtal. Fredrik IV tröttnade dock på Görtz och den 3 maj fick Stenbock veta att danskarna hade avbrutit alla förhandlingar. Kort därefter kontaktade en dansk överste till svenskarna om att de hade 24 timmar på sig att överväga kungens ultimatum. Annars skulle belägringsartilleriet inleda sitt bombardemang.
Stenbock fick ett respass och en inbjudan till Oldenswort för direkta överläggningar med Fredrik IV och de allierade befälhavarna. Han gick i spetsen för en delegation bestående av två generalmajorer och fyra överstar, och överläggningarna som hölls i furst Mensjikovs kvarter varade i över en vecka. Resultatet blev att svenskarna fortfarande tvingades överlämna skjutvapen, hästar, kanoner och fanor, men de fick behålla allt bagage och uniformer samt brev och aktstycken. Trupperna skulle även få tillåtelse att transporteras tillbaka till Sverige efter vederbörlig fångutväxling. Tönningen skulle förbli i hertigdömets händer, och Flemming och Mensjikov försäkrade att belägringen skulle hävas så fort svenskarna gjort sitt uttåg. Efter ett sista krigsråd med arméledningen i Tönningen, där situationen ansågs vara hopplös, anbefalldes Stenbock att acceptera villkoren och den 16 maj undertecknades kapitulationsavtalet i Oldenwort. Samtidigt underrättade Stenbock om kapitulationen i ett brev till Karl XII. Den 20 maj tågade omkring 9 000 svenska meniga och 1 000 officerare ut ur Tönningen och fördes till danska fångkvarter. Stenbock följde Fredrik IV till Oldenswort och blev hedersgäst i kungens taffel.

## Fångenskapen (1713–1717)

### Brevväxling

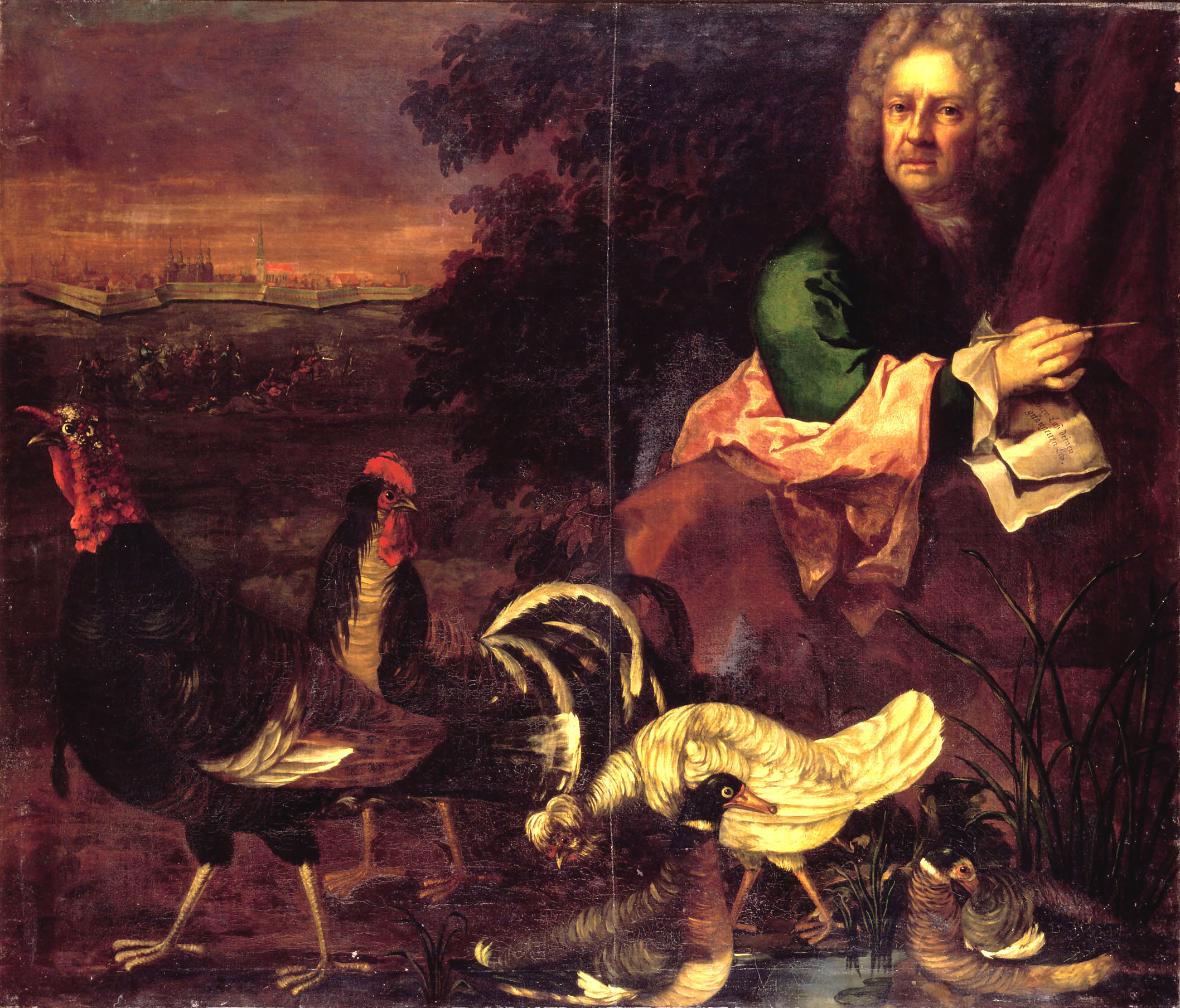
Detta självporträtt målade Magnus Stenbock under sin fångenskap i Danmark, utförd i sommaren eller hösten 1713. I bakgrunden syns den holsteinska fästningsstaden Tönningen, där hans armé hade kapitulerat i maj samma år. Porträttet var en gåva till den danske kungen. På papperet som Stenbock håller anas orden: Herre, släpp din fånge fri. Självporträttet hänger idag på Rosenborgs slottsmuseum i Köpenhamn.

Under fångenskapen ansvarade generalkrigskommissarie Malmberg för fångutväxlingssamtalen, medan Stenbock betalade 8 000 riksdaler ur egen ficka för fångarnas behov. Fram till julen 1713 hade omkring hälften av de 10 000 svenska fångarna dött av hunger och utmattning, rymt eller gått i dansk tjänst. I sitt kvarter i Flensburg använde Stenbock tiden till sina konstnärliga intressen, och skrev nya försvarsskrifter där han lade skulden till Vellingk, Görtz och riksrådet i Stockholm för hans kapitulation. Överste Carl Cronstedt och generalmajor Carl Gustaf Wulfrath skickades till Sverige för att pådriva insamlingen av pengar och transportmedel, och passerade samtidigt Vapnö för att ge presenter och brev från Stenbock till Eva och barnen. I juni kunde Wulfrath överföra 100 000 riksdaler till Vellingk i Hamburg, och en mindre svensk transportflotta skickades till Åbenrå. Dock blev den insamlade penningsumman reducerad först av en dålig växelkurs i Hamburg, därefter att Vellingk på riksrådets order använde delar av pengarna till Wismars upprustning. Det återstående beloppet räckte inte för att friköpa fångarna, och den 18 augusti fick Vellingk besked om att riksrådet hade gett upp hoppet om att frige fångarna med hänvisning till att Sveriges befintliga resurser måste användas till försvaret av landets gränser.

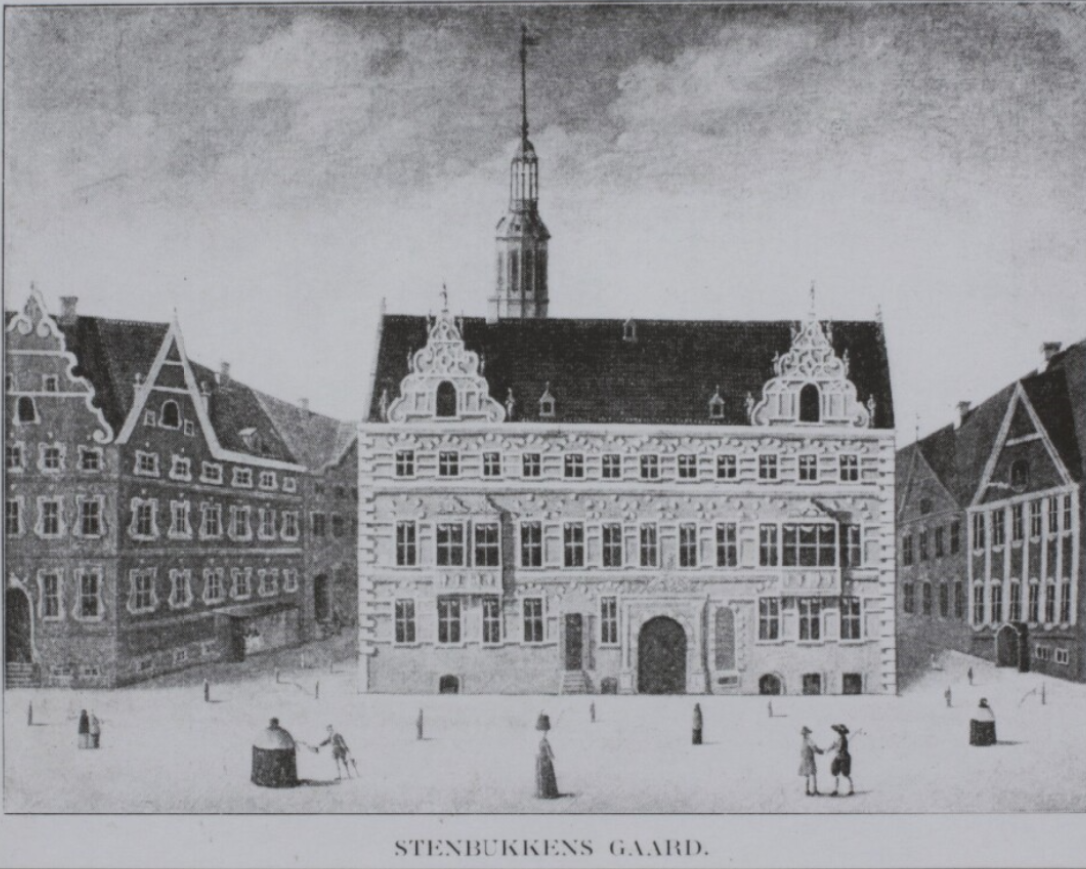
Illustration av Marsvins Gård (även kallad Stenbukkens Gaard) vid Højbro Plads i Köpenhamn.

Den 20 november fördes Stenbock med sina tjänare till Köpenhamn och flyttade in i adelspalatset Marsvins Gård, beläget vid Højbro Plads och ett stenkast från Strøget. Fyra danska grenadjärer stod posterade utanför palatsets fönster, och två danska överstar var Stenbocks personliga fångvaktare. I överstarnas sällskap kunde Stenbock röra sig fritt i Köpenhamn, och alla hans brev, böcker och skriftliga meddelanden inspekterades av danskarna. Direkt efter ankomsten började Stenbock skriva ännu en försvarsskrift, denna gång riktad mot Görtz och Fredrik IV, och adresserad till alla "vördade bröder, älskliga och högt ärade Svea compatrioter". Stenbocks vistelse i Marsvins Gård drog till sig folk från Köpenhamns rikare kretsar som ville beskåda och växla ord med honom, bland andra Fredrik IV:s geheimeråd Ditlev Vibe, Christian Sehested och Valentin von Eickstedt, liksom utländska sändebud som furst Vasilij Lukitj Dolgorukov och den franske envoyén Poussin. Denne fick direkta order från Versailles om att bistå den svenska kronans intressen i Köpenhamn. Poussins välvilja och tillbörliga respekt bidrog till att göra Stenbocks fångenskap mer drägligare, och från fransmannen fick Stenbock rykten och skvaller från Fredrik IV:s hov. Dessa upplysningar skickade Stenbock med Poussins sigill till riksrådet och prinsessan Ulrika Eleonora.
Vid sidan av Poussin knöt Stenbock vissa kontakter som hjälpte honom med förtroliga försändelser. En av dessa var köpmannen Aron Goldzier som dagligen fyllde hans bostad med specerivaror och som Stenbock använde för att obemärkt kunna skicka och ta emot brev. En annan var krögaren Johan Lyth som ägde ett matställe i angränsande våning på Marsvins Gård och genom springorna förmedlades hemlig post mellan Lyth och Stenbocks tjänstefolk. Stenbock använde olika pseudonymer i sina brev, såsom Mattias Maas, Zacharias Hinder och Catharina Hinder, och flera av dem sammanställdes i chiffrerad form. Han utväxlade flera brev med Eva, som med sitt kontaktnät gav Stenbock upplysningar från riksrådet och även mindre penningväxlar och gåvor.

### Planerad flykt

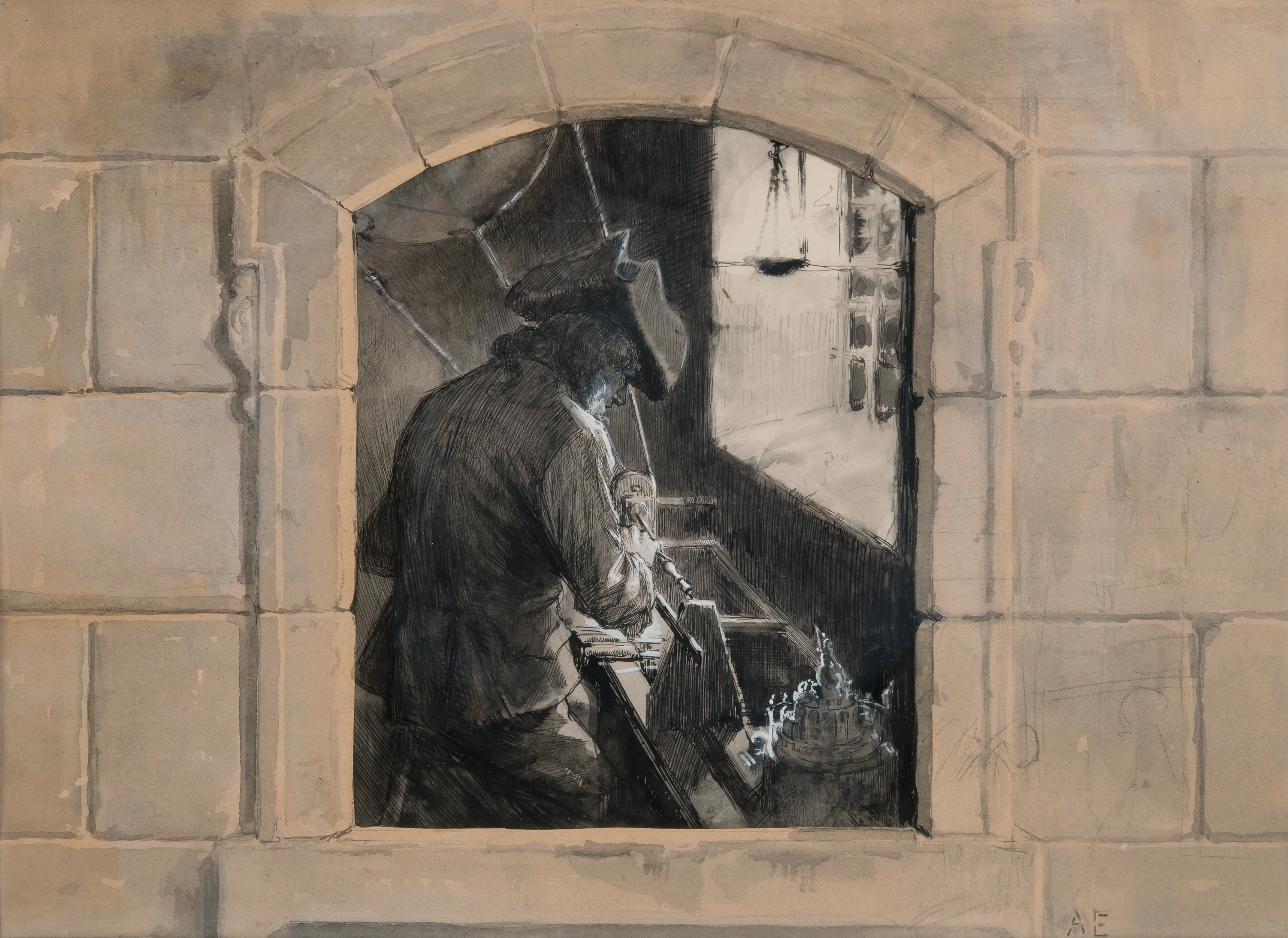
Stenbock vid svarfstolen (1891-1894) av Albert Edelfelt.

I samband med ankomsten till Marsvins Gård fick Stenbock ett brev från Malmberg där denne förhörde sig om möjligheterna att fly från fångenskapen i Danmark. Till en början avvisade Stenbock en flyktplan, då ett misslyckat försök skulle skada hans rykte rejält. Men då utsikterna om ett frisläppande ansågs vara orealistiska och Stenbocks övervakning skärptes, började han motvilligt ändra sin inställning. Den 1 maj 1714 skickade Stenbock ett brev till Karl XII där han diskuterade om en potentiell flykt. Kort därefter gav han Malmberg klartecken att leja ett fartyg för att under sommaren 1714 kunna överföra honom till Sverige. Den 5 juli ingick Malmberg i Lübeck ett formellt sjöfraktsavtal med den preussiske skepparen Christian Rötke. Flyktplanen gick ut på att Rötke med besättning skulle segla till Köpenhamn under preussisk flagg för att avsätta ett parti ved från Stralsund. Skepparen skulle därefter uppsöka Stenbock, hjälpa honom ut ur sin bostad och med sitt fartyg sätta honom i land på den skånska kusten. Men den 13 juli skickade Stenbock ett brev till Malmberg om att avblåsa projektet, då planen tycktes enligt honom vara alltför riskabel och oklar. Den 27 juli meddelade han till Malmberg om att Marsvins Gård patrullerades nattetid av över tre vakter och att alla som rörde sig in eller ut ur byggnaden visiterades av vaktposterna. Samma dag skrev han brev till stadskommendanten Hans Christoph von Schönfeldt där han beklagade sig över den hårda bevakningen och att det var främmande för honom som en ärans man att söka rymma. Samtidigt tog han hjälp av sin sekreterare Andreas Peter Wiingren med att bränna utkasten av alla hans brev och skrivelser från det senaste halvåret, och med Poussins hjälp smuggla ut känsliga dokument till Hamburg.

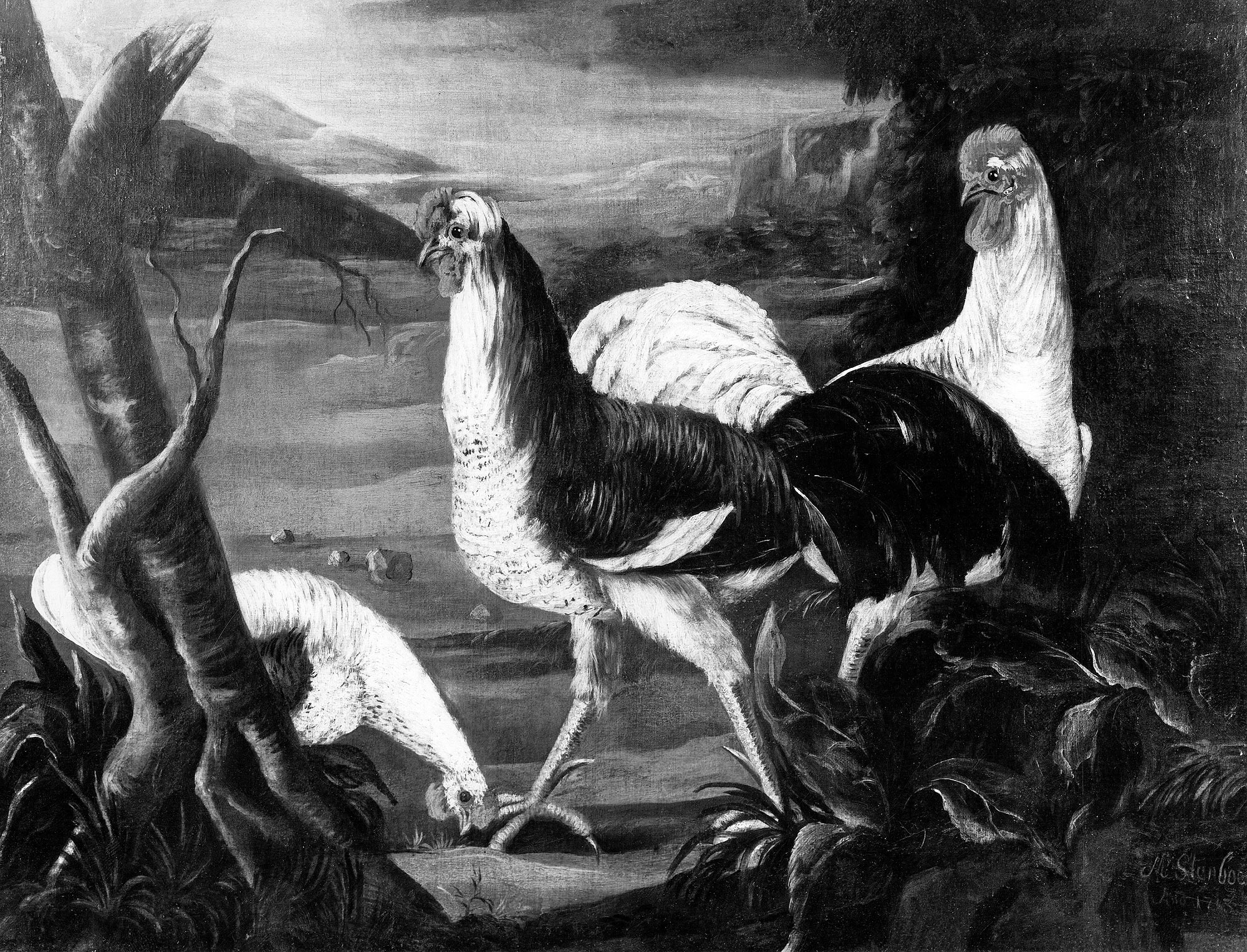
Två tuppar och en höna (1713) av Magnus Stenbock.

Några dagar senare fick Stenbock svar från Schönfeldt med en kunglig order om att inspärra Stenbock i två inre rum i Marsvins Gård och separera honom från samtliga tjänare utom två. Schönfeldt utsåg sju överstar som skulle turas om att bevaka Stenbock, och vaktstyrkan utökades till tio poster. Den 6 augusti anlände Christian Rötke med sitt fartyg till Köpenhamn och utforskade de fysiska förutsättningarna för flyktplanen. Några dagar senare blev Rötke och hans besättning arresterade av danska soldater och fängslades på Holmen. Fredrik IV hade sedan lång tid tillbaka känt till Stenbocks flyktplan tack vare sin kunglige postspion, postinspektören Christian Erlund. Denne hade med olika medel kontrollerat Stenbocks hemliga brevkorrespondens med omvärlden och dechiffrerat hans krypterade korrespondens med Malmberg. Därefter lärde sig Erlund att plagiera de olika skrivstilarna i brevkorrespondensen för att kunna styra posten till och från Marsvins Gård. Därefter kunde Erlund tipsa en dansk viceamiral posterad vid Prøvestenen om Rötkes fartyg, spåra upp Stenbocks hemliga dokument i Hamburg och beslagta Stenbocks fältarkiv med hemliga dokument som låg i en kista hos den svenske agenten Herman Fock i Lübeck. Kistan presenterades till Fredrik IV och hans geheimekonselj, som innehöll 45 mappar med brev från bland andra Karl XII, kung Stanisław, Kristian August och det furstliga holsteinska husets ministrar, svenska riksrådet och Vellingk. Det största fyndet för danskarna var Stenbocks traktat med Kristian August angående tillträdet för den svenska armén i Tönningen. Den hemliga överenskommelsen som bevis utgjorde ett betydande propagandavapen både mot Stenbock, det svenska riket och Holstein-Gottorp, och Fredrik IV presenterade informationen inför sändebuden från tysk-romerska riket, sjömakterna, Preussen och Ryssland. När undersökningskommissionen förhörde Stenbocks tjänare avslöjade hans sekreterare Wiingren och köksskrivaren Johan Anton Bon om att de hade krypterat och säkrat Stenbocks postförbindelser.

### Fängelse och ärekränkning

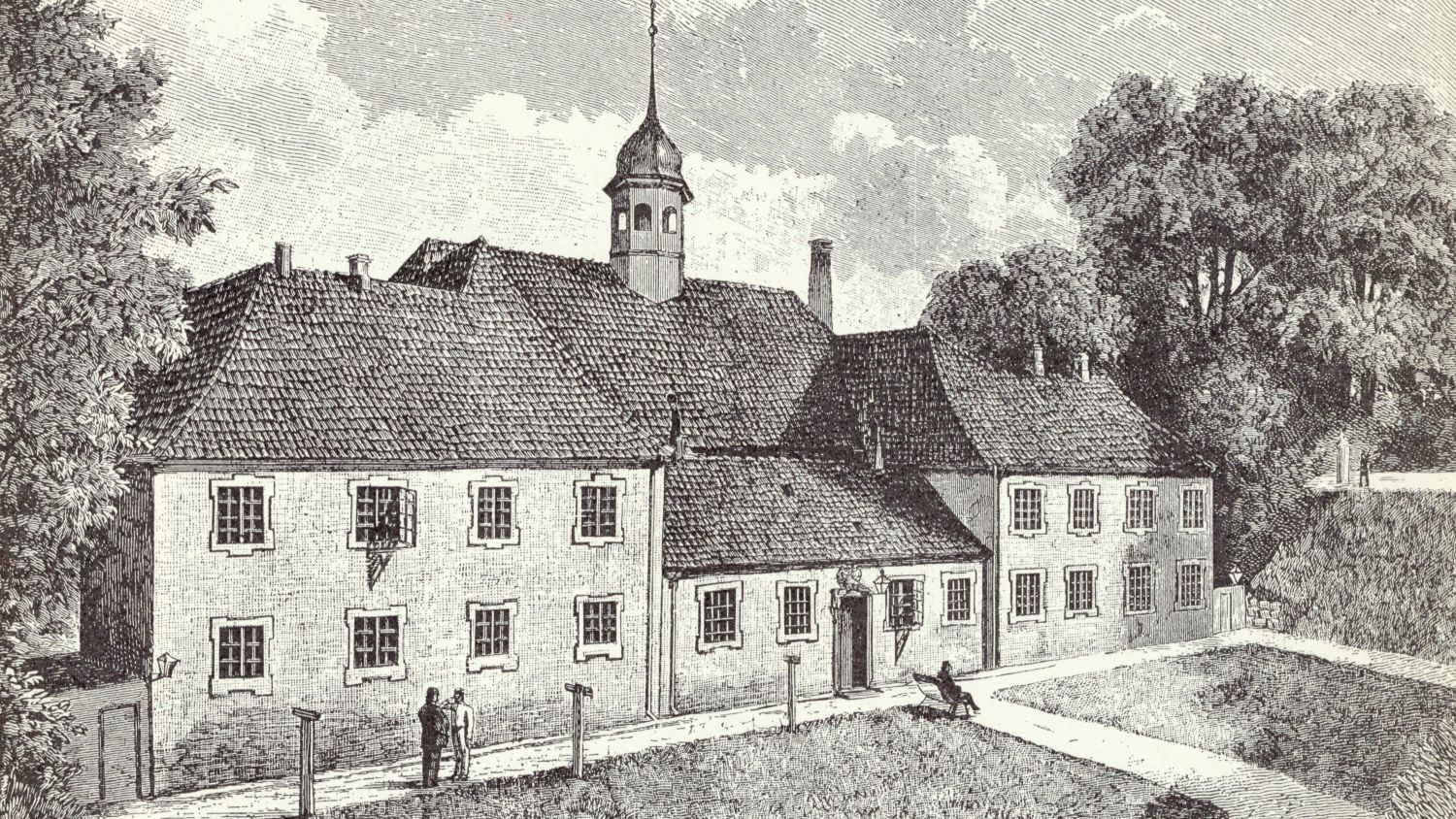
Målning från 1860 av Frederikshavn kastells fängelsebyggnad och kyrka.

Den 17 november 1714 fördes Stenbock i en övertäckt vagn till Frederikshavn kastell, där kommendanten Jacob Peter von Bonar tog emot honom och förklarade att han inte längre kunde kommunicera med omvärlden. Stenbock inhystes ihop med två kammartjänare i Bonars logement. Bostaden hade en kakelugn och från kommendantens kök fick Stenbock fyra-fem dagliga måltider med vin och bröd. Vid ankomsten till sin nya arrest satte Stenbock genast igång med att skriva en ny böneskrift till Fredrik IV, där han anklagade Malmberg för att ha erbjudit flyktplanen och att det inte var hans avsikt att rymma. Den 20 november skickades supplementet till Christiansborg. Samtidigt färdigställde Stenbock två hemliga brev adresserade till Karl XII respektive Ulrika Eleonora, där han beskyllde danskarna för deras ruttenhet och spionage. När han försökte skicka breven genom en av sina kammartjänare blev de beslagtagna av en dansk vaktlöjtnant, som sedan överlämnades till kommendanten Bonar. När Stenbock samma dag fick veta om detta skrev han snabbt ett ångertfullt brev till Bonar om sitt brott och vädjade till kommendanten att inte rapportera saken vidare. Stenbocks supplement gjorde ingen verkan, och den 4 december fick Bonar order om att ställa i ordning ett särskilt fängelse för Stenbock.

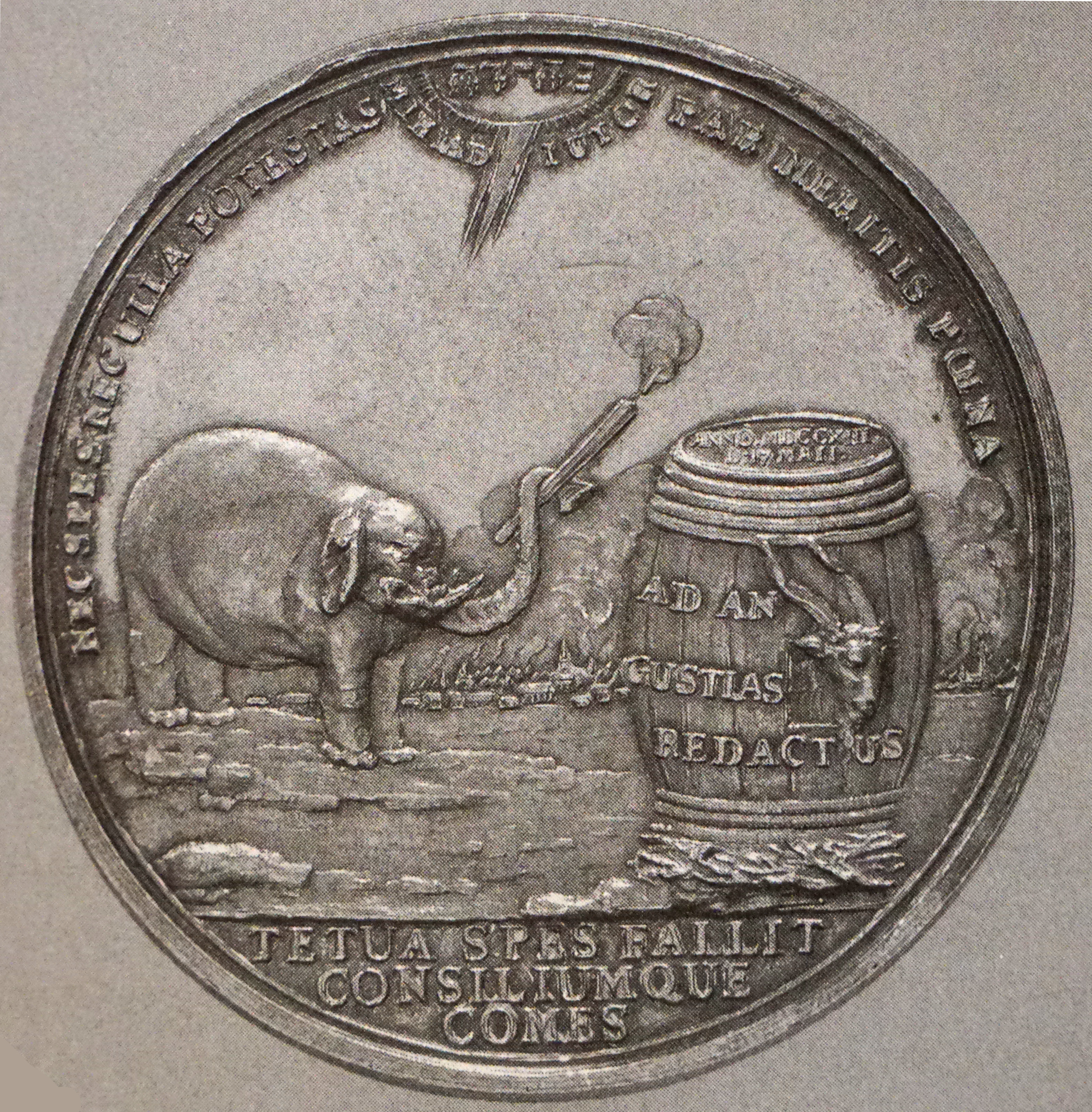
Frånsidan av en dansk medalj med det brinnande Altona i bakgrunden. En elefant (Danmark) håller en brinnande fackla mot en tunna (Tönningen), ur vars sida en bock (Magnus Stenbock) tittar fram. Kapitulationsdagen står på tunnans lock och på tunnan står på latin: I trångmål försatt. Längst ner på medaljen står: Dina förhoppningar sviker dig och de planer du hyser.

Stenbock inlogerades i fästningskaplanens tjänstebostad, som gjordes om till ett högreståndsfängelse med gallerförsedda fönster och utvändiga dörrar. Hans bostad hade värmekaminer i varje rum och han kunde själv möblera den med sina egna möbler. Dock var varje rum väldigt mörka och hela bostaden saknade golvisolering, vilket plågade Stenbock då fukt och odörer kom upp från källaren. Vid samma tidpunkt utnämnde Fredrik IV en ny kommission mot Stenbock och hans tjänare och medarbetare. Den 20 december 1714 började kommissionen förhöra Stenbock. Kommissarierna visade upp hans brevkorrespondens med Malmberg, som röjde deras flyktplan. Tre dagar senare avslöjades hans hemliga traktat med de holsteinska ministrarna, och hans fältarkiv med alla hans hemliga dokument som var förseglade med mäktiga sigill. Stenbock blev vettskrämd över danskarnas upptäckt och hela hans rykte stod på spel. Den 25 januari 1715 förhördes Stenbock för den andra och sista gången av kommissionens ledamöter. Dessa förklarade att Stenbocks dokument räknades som Fredrik IV:s egendom och att hans gamla tjänare släpptes på fri fot. Stenbock däremot anklagades för spionage och ärekränkning av den danske regenten, och gjorde sig skyldig till högmålsbrott. Stenbock skrev efteråt en detaljerad böneskrift till Fredrik IV där han bekände sin korrespondens och vädjade till kungen att inte stämpla honom som spion.

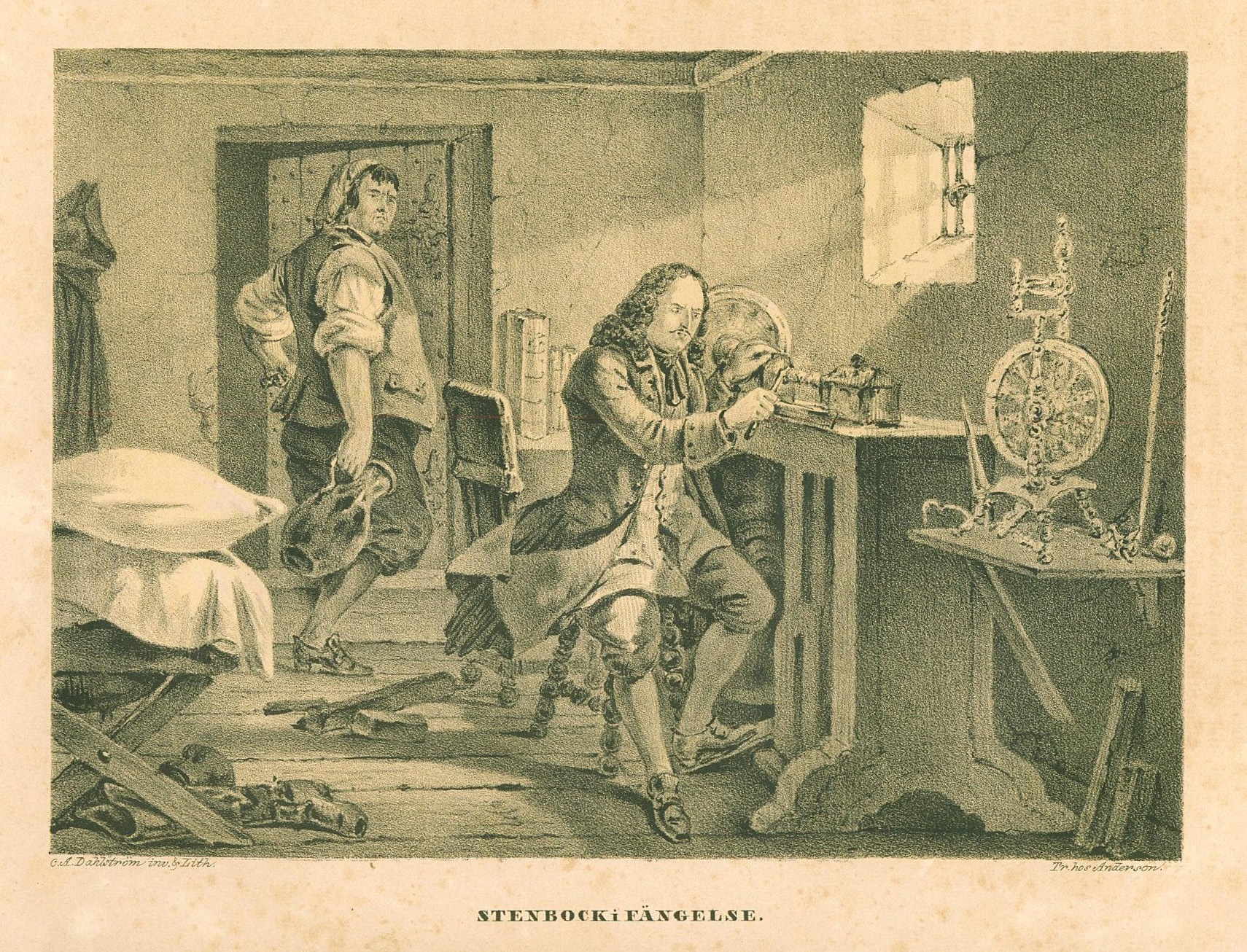
Stenbock i fängelse (1851) av Carl Andreas Dahlström.

Över ett år senare svarade Fredrik IV på Stenbocks böneskrift. 1715 anförtrodde kungen historiegrafen Christoph Heinrich Amthor med att sammanställa hans offentliga anklagelseskrift mot Stenbock, som med långa exempel från Stenbocks egen brevskörd beskrev dennes planerade hemliga flykt till Skåne, hans förbjudna korrespondens med den danske regentens fiender samt hans hånfulla skrivelser om honom, dennes geheimekonselj och hela den danska nationen. I skriften användes även Stenbocks böneskrifter till Fredrik IV, där Amthor fick dem att framstå som falska och opportunistiska, och att Stenbock inte levde upp till sina egna kriterier om att vara en ärans man. I våren 1716 presenterades Amthors skrift till Stenbock. Flera månader tidigare hade Stenbock börjat skriva en lång försvarsskrift, där han förklarade om sitt misslyckade fälttåg i Tyskland, att Vellingk tvingade honom att bränna Altona, att Görtz lurade honom in i Tönningen och att Fredrik IV bröt mot kapitulationsavtalet och behandlade Stenbock och de svenska krigsfångarna som usla förbrytare. Stenbock beskrev även sina illgärningar i livet, i synnerhet ödeläggelsen av Altona, och sin bristande tid och sin kärlek till sin familj. Han skrev att han var fullkomligt redo att dö och önskade att Gud skulle ge "en snarlig, mild och nådig ände uppå detta mitt närvarande elände." Skriften avslutades på hans tjugosjätte bröllopsdag den 23 mars 1716.
Under sina sista år försämrades Stenbocks hälsa stadigt; han hade permanenta njursmärtor och ledbesvär och från 1716 fick han en synnedsättning. Han tvingades avskeda två av sina kammartjänare som stal värdesaker från honom, och maten som serverades till honom av kommendant Bonars fru blev med tiden så pass oätbar att Stenbock endast kunde förtära bröd och vin. I augusti 1716 fick Stenbock oväntat besök av tsar Peter I, som själv önskade få träffa honom. Inför tsaren fick han tillfälle att beklaga över sitt hårda fängelse och den dåliga maten. Peter I meddelade om detta till Fredrik IV, och strax därefter fick Bonar avsked och en ny kommendant såg till att Stenbock fick bättre måltider. Någon gång under 1716 fick Stenbock underrättelser om att hans dotter Ulrika Magdalena dog under sin första barnsäng, den 21 januari 1716 vid 22 års ålder. Detta var ett annat slag som tärde på hans livsvilja.

## Död och begravning

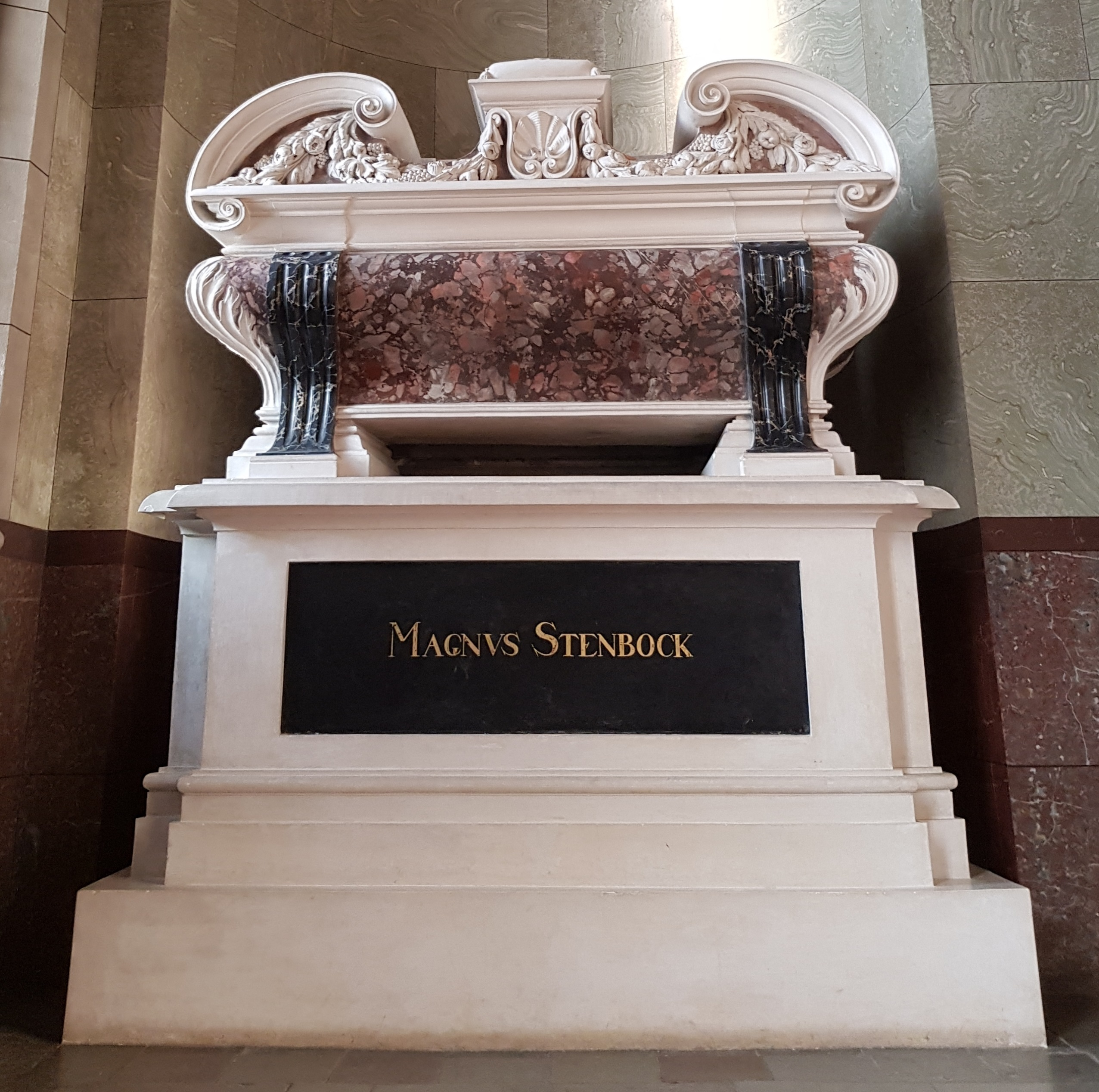
Stenbocks grav i Uppsala domkyrka.

Stenbock avled den 23 februari 1717 i sin cell på Kastellet. Dödsorsaken har inte kunnat fastställas med säkerhet, men den var troligtvis på grund av hans långa sjukdom och livsstilsrelaterade bräcklighet. Hans försvarsskrift med övriga efterlämnade persedlar gömdes i en dubbelbottnad kista som fördes till Sverige, och det tog åtskilliga decennier innan skriften kom till allmänhetens kännedom. På Fredrik IV:s order blev Stenbocks efterlämnade saker registrerade och förseglade, och hans bostad draperades i svart sammet. Stenbock lades under några dagar på lit de parade och begravdes "med alla sedvanliga militäriska hedersbetygelser" i Garnisonskirken i Köpenhamn. Kistan transporterades sedan till Helsingborg från Helsingör i november 1719, och efter en högtidlig procession genom staden fördes kistan till Vapnö slottskyrka. Där låg Stenbock fram till hustrun Evas död den 11 maj 1722, då makarna lades sida vid sida i Oxenstiernska gravkoret i Uppsala domkyrka.

## Barn
I äktenskapet mellan Magnus Stenbock och Eva Magdalena Oxenstierna föddes elva barn, varav fem söner och två döttrar nådde vuxen ålder:
- Gösta Otto Stenbock (1691–1693)
- Ulrika Magdalena Stenbock (1692–1715)
- Bengt Ludvig Stenbock (1694–1737)
- Fredrik Magnus Stenbock (1696–1745)
- Johan Gabriel Stenbock (1698–1699)
- Carl Fredrik Stenbock (1700)
- Carl Magnusson Stenbock (1701–1746)
- Erik Magnusson Stenbock (1706)
- Johan Magnusson Stenbock (1709–1754)
- Eva Charlotta Stenbock (1710–1785)
- Gustaf Leonard Stenbock (1711–1758)

Den äldsta dottern, Ulrika Magdalena, gifte sig med amiral Carl Wachtmeister men dog i barnsäng vid födseln av deras första barn. Den yngsta, Eva Charlotta, blev äldst i syskonskaran och gifte sig med landshövdingen i Kristianstad län, Christian Barnekow. De fyra äldsta sönerna gjorde militära karriärer medan den yngste, Gustaf Leonard, valde den civila banan och blev lagman och vice landshövding i Kronobergs län. De äldre sönerna Bengt Ludvig och Fredrik Magnus gjorde sin gemensamma peregrination från Nederländerna till Paris 1712, och presenterades för kung Ludvig XIV av hertigen av Noailles och Erik Sparre. Bengt Ludvig lämnade sin militära karriär när han ärvde och flyttade till godset Kolk i Estland, där han blev lantråd. Efter hans död övergick godset till Fredrik Magnus, som också ägde Vapnö slott men av ekonomiska skäl sålde han slottet 1741 till Georg Bogislaus Staël von Holstein. Nutida ättlingar till Magnus Stenbock härstammar från sönerna Fredrik Magnus och Gustaf Leonard.

## Eftermäle

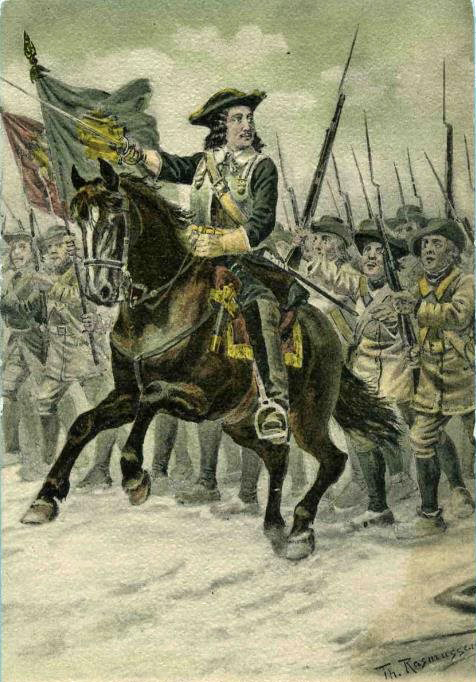
Vykort över Magnus Stenbock av Thorvald Rasmussen (1850–1919).

Stenbock är en av få personer i Sveriges historia som beskrivits som en hjälte av svenska historiker och blivit en figur i den svenska folkloren. Genom sina öppna brev, tal och försvarsskrifter kunde Stenbock försvara sitt anseende och sprida bilden av en djärv och framsynt fältherre i 1700-talets Europa. Mytbildningen kring Stenbock fortsatte under nationalromantikens framväxt under 1800-talet och början av 1900-talet. Han kallades för "den store karolinen" av kända historiker som Erik Gustaf Geijer, Anders Fryxell, Claes Annerstedt och Carl Grimberg. Bland nationalromantiska kulturpersonligheter har Stenbock skildrats i Gustaf Cederströms historiemålningar och i Carl Snoilskys dikter Stenbocks kurir och Stenbock vid Svarfstolen, liksom i dikten "Stenbock" av Oscar Patric Sturzen-Becker och i skådespelet "Magnus Stenbock" av Arnold Munthe. Bilden av Stenbock har varit mindre positiv i utlandet. Polska historiker kallade honom för krigsförbrytare och i Slesvig-Holstein förknippades han med mordbranden av Altona. Däremot har danska historiker som Knud Fabricius, August Tuxen och Palle Lauring uttryckt sig positivt om Stenbock, där den sistnämnde skrev att "vi ejede på den tid i Danmark ikke én mand at saette op mod hans dygtighed, intelligens och menneskelige karat". Minnet av Stenbock tynade bort efter andra världskriget och den socialdemokratiska folkhemsperioden.

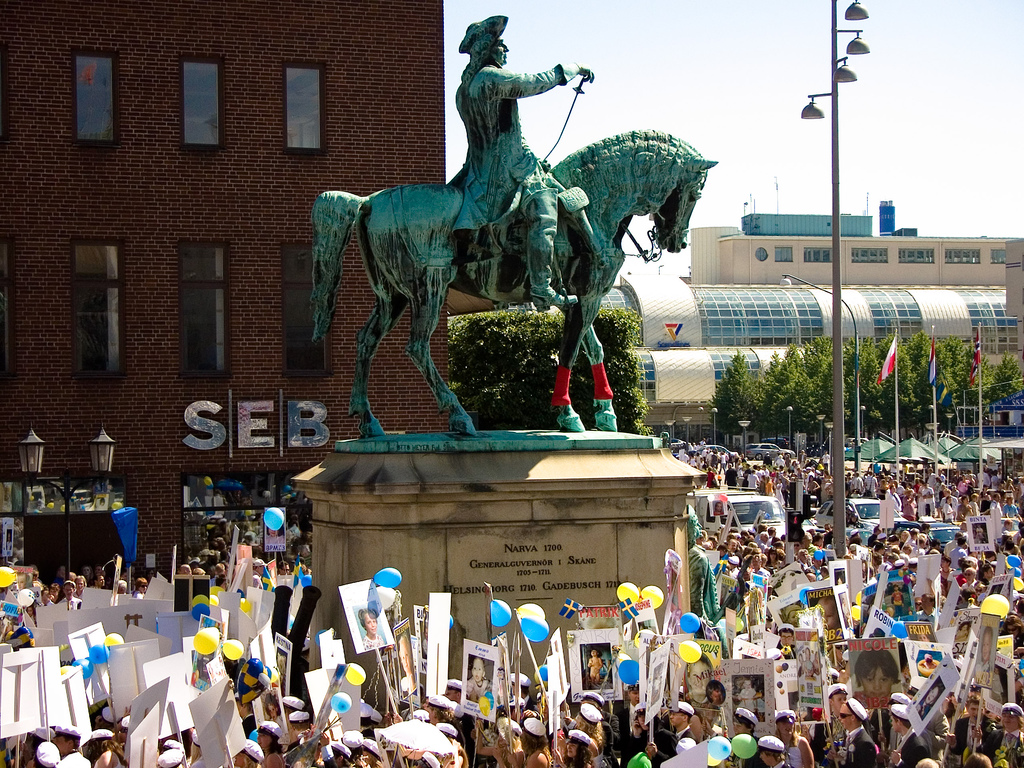
Utexaminerade studenter går sju varv runt Magnus Stenbocks staty på Stortorget i Helsingborg.

Några av Stenbocks försvarsskrifter samlades 1721 av Joachim Christoph Nemeitz i en fransk utgåva kallad Mémoires de Stenbock. Flera biografier har skrivits om Stenbock. Den första skrevs av Samuel Loenbom på uppdrag av Magnus Stenbocks son Gustaf Leonard Stenbock och trycktes mellan 1757 och 1765 i fyra delar på tillsammans 1 200 sidor. Efterföljande biografier och minnesskrifter har skrivits av Anders Magnus Strinnholm 1821, Emilie Risberg 1866, Claes Annerstedt 1906, Samuel Ebbe Bring 1910, Sven Wikberg 1931, Ingvar Eriksson 2007 och Andreas Marklund 2008.
En ryttarstaty av Magnus Stenbock avtäcktes den 3 december 1901 på Stortorget i Helsingborg, i korsningen mellan Drottninggatan och Järnvägsgatan, under stora festligheter som varade hela dagen och samlade tusentals människor. Det är en av mycket få icke kungliga ryttarstatyer i Sverige. Det ryktades att den dåvarande kungen Oscar II avböjde att närvara vid invigningen av statyn då han ansåg att det enbart var kungligheter som skulle avbildas på häst. Han skickade dock ett telegram till invigningen som löd: "Ehuru hindrad att närvara vid dagens minnesvärda högtid gläder jag mig åt att Stenbocks minnesstod hädanefter skall pryda Helsingborgs stadstorg alltid minnande efterkommande att såsom han tjena och försvara älskadt fosterland. Oscar." Statyn skapades av skulptören John Börjeson ihop med Carl Johan Nilsson i Meyers konstgjuteri i Stockholm. Börjesons ursprungliga förslag för statyn var att Stenbock skulle ha värjan riktad mot Danmark, men detta blev inte fallet då gesten ansågs vara en onödig provokation. Av trafikmässiga skäl flyttades statyn den 14 maj 1959 ett 20-tal meter österut nära Helsingborgs rådhus. Statyn är mycket omdiskuterad bland Helsingborgs kommunpolitiker. Vid skolavslutningen går många studenter sju varv runt statyn.
Förutom ryttarstatyn har Stenbock även hedrats på ett flertal andra sätt i Helsingborg. Bland annat genom att en före detta skola, en kyrka och en galleria har namngivits efter Stenbock. Ferdinand Edvard Ring gjorde en staty av Stenbock som står i Höganäs. Ett av Skånetrafikens så kallade pågatåg (lokaltåg) har också döpts till Magnus Stenbock. Stenbock har gett upphov till olika gatunamn i uppåt 30 städer i Sverige.